# Liste der Biografien/Tsc
Liste der Biografien |
Portal Biografien |
Personensuche
# |
A |
B |
C |
D |
E |
F |
G |
H |
I |
J |
K |
L |
M |
N |
O |
P |
Q |
R |
S |
T |
U |
V |
W |
X |
Y |
Z |
?
 
Ta |
Tc |
Te |
Tf |
Tg |
Th |
Ti |
Tj |
Tk |
Tl |
Tm |
To |
Tq |
Tr |
Ts |
Tu |
Tv |
Tw |
Tx |
Ty |
Tz
 
Tsa |
Tsc |
Tse |
Tsh |
Tsi |
Tsj |
Tso |
Tsu |
Tsv |
Tsy |
Tsz
Die Liste der Biografien führt alle Personen auf, die in der deutschsprachigen Wikipedia einen Artikel haben. Dieses ist eine Teilliste mit 1013 Einträgen von Personen, deren Namen mit den Buchstaben „Tsc“ beginnt.

## Tsc

### Tsch

#### Tscha
- Tschaadajew, Pjotr Jakowlewitsch (1794–1856), russischer PhilosophPjotr Jakowlewitsch Tschaadajew (1794–1856)

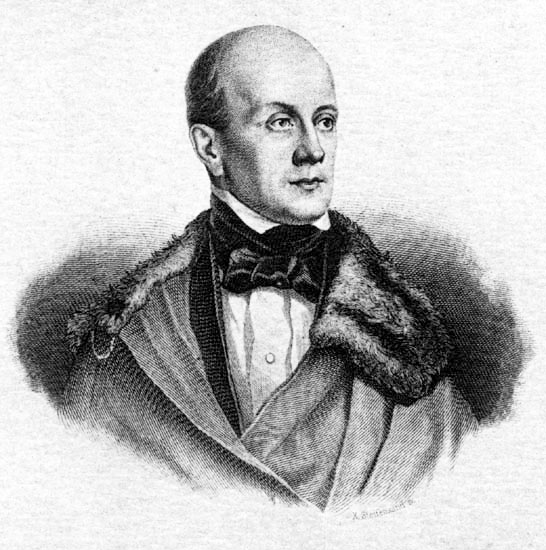
Pjotr Jakowlewitsch Tschaadajew (1794–1856)

- Tschaadajew, Pjotr Walentinowitsch (* 1987), russischer Skispringer
- Tschabold, Jean (1925–2012), Schweizer Turner
- Tschabold, Roman (1900–1990), Schweizer Maler
- Tschabukiani, Wachtang (1910–1992), georgischer Tänzer und Choreograph
- Tschabuschnig, Adolf von (1809–1877), österreichischer Jurist, Schriftsteller und Politiker, Landtagsabgeordneter
- Tschabuschnig, Günther (* 1982), österreichischer Informatiker
- Tschacbasov, Nahum (1899–1984), US-amerikanischer Maler, Grafiker und Lehrer russischer Herkunft
- Tschachawa, Giorgi (1923–2007), sowjetisch-georgischer Architekt
- Tschacher, Andrea (* 1972), deutsche Politikerin (CDU)
- Tschacher, Wolfgang (* 1956), deutsch-schweizerischer Psychologe und Hochschullehrer
- Tschachkijew, Rachim Ruslanowitsch (* 1983), russischer Boxer inguschischer Nationalität
- Tschachnaschwili-Ranzinger, Margalita (* 1982), georgische Tennisspielerin
- Tschachotin, Sergei Stepanowitsch (1883–1973), russischer Mikrobiologe und gesellschaftlicher Visionär
- Tschachtlan, Benedikt († 1493), Schweizer Chronist und Ratsmitglied
- Tschackert, Paul (1848–1911), deutscher Kirchenhistoriker
- Tschadaia, Manuchar (* 1985), georgischer Ringer
- Tschadek, Otto (1904–1969), österreichischer Rechtsanwalt und Politiker (SDAPDÖ, SPD, SPÖ), Abgeordneter zum Nationalrat
- Tschadow, Alexei Alexandrowitsch (* 1981), russischer Schauspieler
- Tschadraabal, Adjabadsaryn (* 1979), mongolischer Maler
- Tschagajew, Bulat, tschetschenischer Unternehmer und Fußballfunktionär
- Tschagatai Khan († 1242), zweiter Sohn Dschingis KhansTschagatai Khan († 1242)

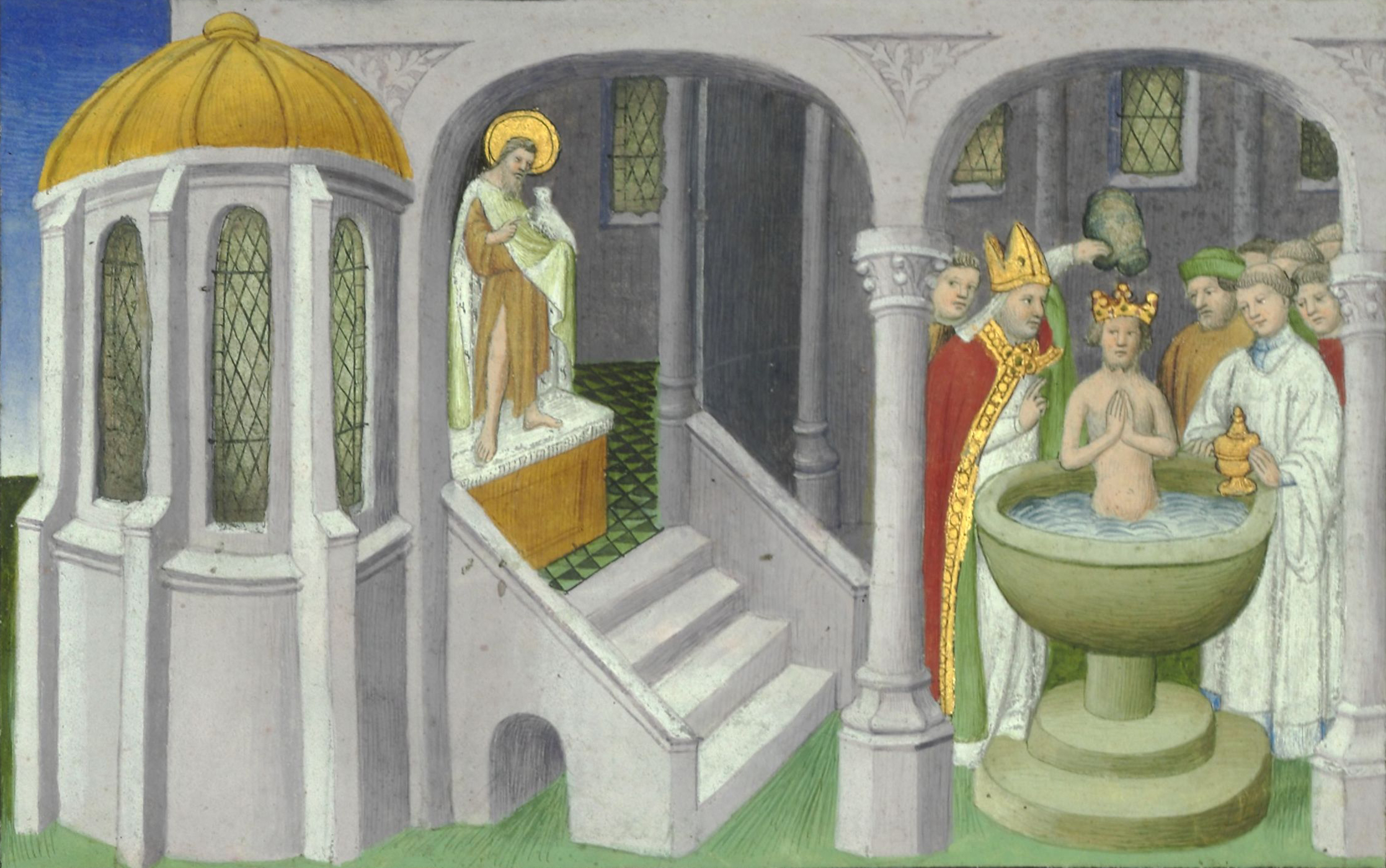
Tschagatai Khan († 1242)

- Tschäge, Thomas (1969–2018), deutscher Radrennfahrer
- Tschaggeny, Edmond (1818–1873), belgischer Tiermaler
- Tschaghri Beg (989–1060), seldschukischer Fürst
- Tschagijew, Beslan Sawarbekowitsch (1968–2009), sowjetischer, russischer und moldauischer Ringer
- Tschagin, Boris Alexandrowitsch (1899–1987), russischer Philosoph und Historiker
- Tschagin, Wladimir Gennadijewitsch (* 1970), russischer Rallyefahrer
- Tschaika, Juri Jakowlewitsch (* 1951), russischer Jurist und Politiker
- Tschaikin, Konstantin Jurjewitsch (* 1975), russischer Uhrmacher
- Tschaikin, Nikolai Jakowlewitsch (1915–2000), russischer Komponist, Bajanist, Pädagoge
- Tschaikner, Bianca (* 1985), österreichische Illustratorin und Mediengestalterin
- Tschaikner, Manfred (* 1957), österreichischer Historiker, Archivar und Pädagoge
- Tschaiko, Alexander Leonidowitsch (* 1960), sowjetischer Skilangläufer
- Tschaikow, Iossif Moissejewitsch (1888–1979), ukrainisch-russischer Bildhauer
- Tschaikowskaja, Jelena Anatoljewna (* 1939), russische Eiskunstlauftrainerin
- Tschaikowskaja, Olga Georgijewna (1917–2012), sowjetische bzw. russische Mittelalterhistorikerin, Journalistin, Menschenrechtsaktivistin und Schriftstellerin
- Tschaikowski, Alexander Wladimirowitsch (* 1946), russischer Komponist
- Tschaikowski, Boris Alexandrowitsch (1925–1996), russischer Komponist
- Tschaikowski, Modest Iljitsch (1850–1916), russischer Dramatiker, Librettist und Übersetzer
- Tschaikowski, Nikolai Wassiljewitsch (1851–1926), russischer Revolutionär und Politiker
- Tschaikowski, Pjotr Iljitsch (1840–1893), russischer KomponistPjotr Iljitsch Tschaikowski (1840–1893)

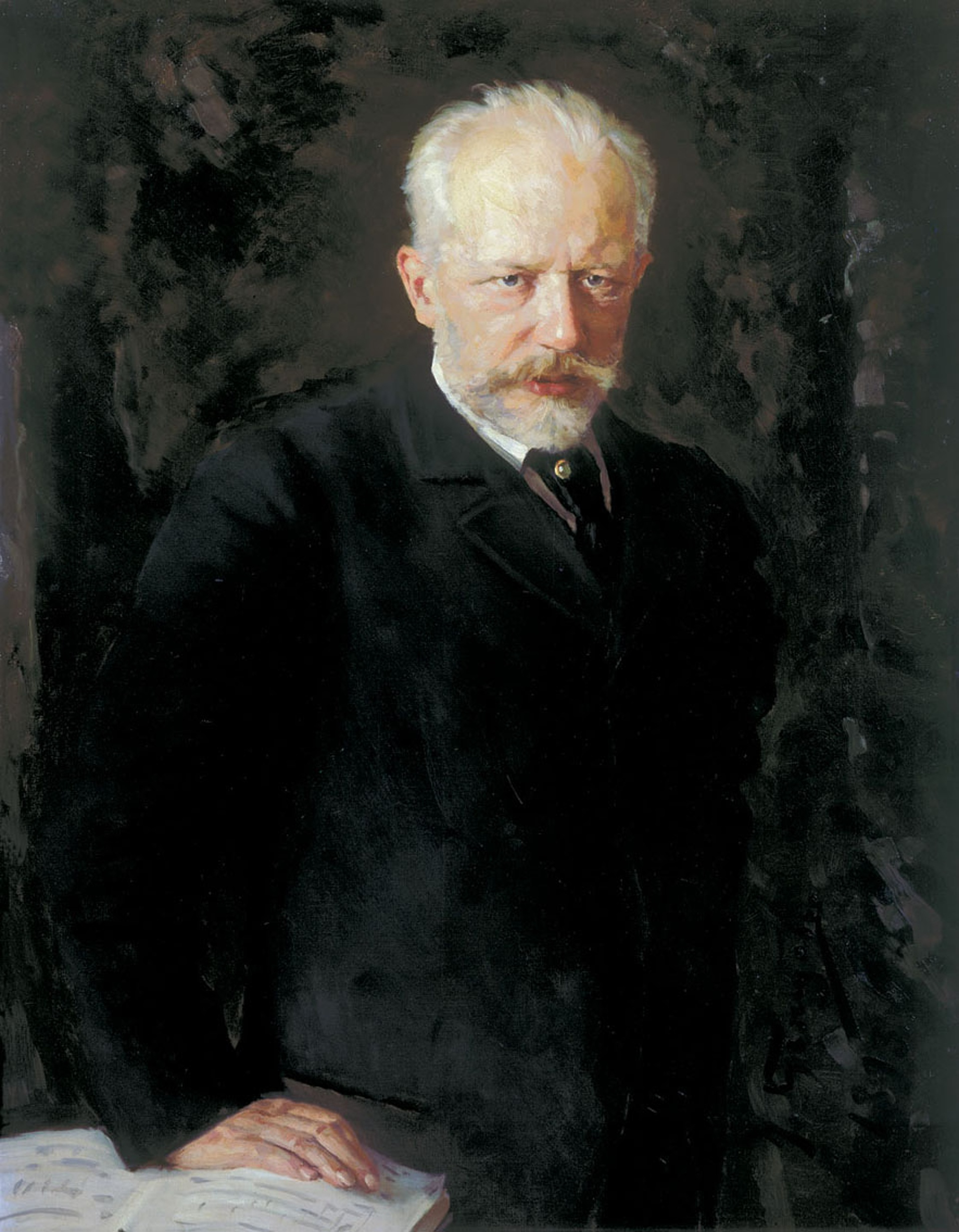
Pjotr Iljitsch Tschaikowski (1840–1893)

- Tschailachjan, Michail Christoforowitsch (1902–1991), armenisch-sowjetischer Botaniker
- Tschajanow, Alexander Wassiljewitsch (1888–1937), russischer Agrarwissenschaftler, Agrarökonom, Hochschullehrer und Kunstsammler
- Tschajewa, Wiktorija Leonidowna (1929–2006), sowjetische bzw. russische Schauspielerin, Synchronsprecherin und -regisseurin
- Tschajka, Dniprowa (1861–1927), ukrainische Schriftstellerin und Dichterin
- Tschajkowskyj, Andrij (1857–1935), ukrainischer Schriftsteller, Jurist und Politiker
- Tschajkowskyj, Danylo (1909–1972), ukrainischer Journalist und Mitglied der Organisation Ukrainischer Nationalisten
- Tschaka Nogai († 1300), Zar der Bulgaren (1299–1300)
- Tschakajew, Achmed Osmanowitsch (* 1987), russischer Ringer
- Tschakardakowa, Nikolina (* 1969), bulgarische Folkloresängerin
- Tschakarow, Emil (1948–1991), bulgarischer Dirigent
- Tschakarowa, Eleonore (* 1994), bulgarische Tennisspielerin
- Tschakarowa, Plamena (* 2005), bulgarische Weitspringerin
- Tschakarowa, Werginie (* 1994), bulgarische Tennisspielerin
- Tschakert, Petra, österreichische Wissenschaftlerin im Bereich Geografie und Hochschullehrerin
- Tschakert, Robert (1882–1948), tschechoslowakischer Politiker (SdP)
- Tschakert, Sohre (* 1971), deutsche Juristin, Richterin am Bundesgerichtshof
- Tschakmaktschian, Arto (1933–2019), armenisch-sowjetisch-kanadischer Bildhauer und Hochschullehrer
- Tschakowski, Alexander Borissowitsch (1913–1994), sowjetischer Schriftsteller
- Tschakwetadse, Anna Dschambulilowna (* 1987), russische TennisspielerinAnna Dschambulilowna Tschakwetadse (* 1987)

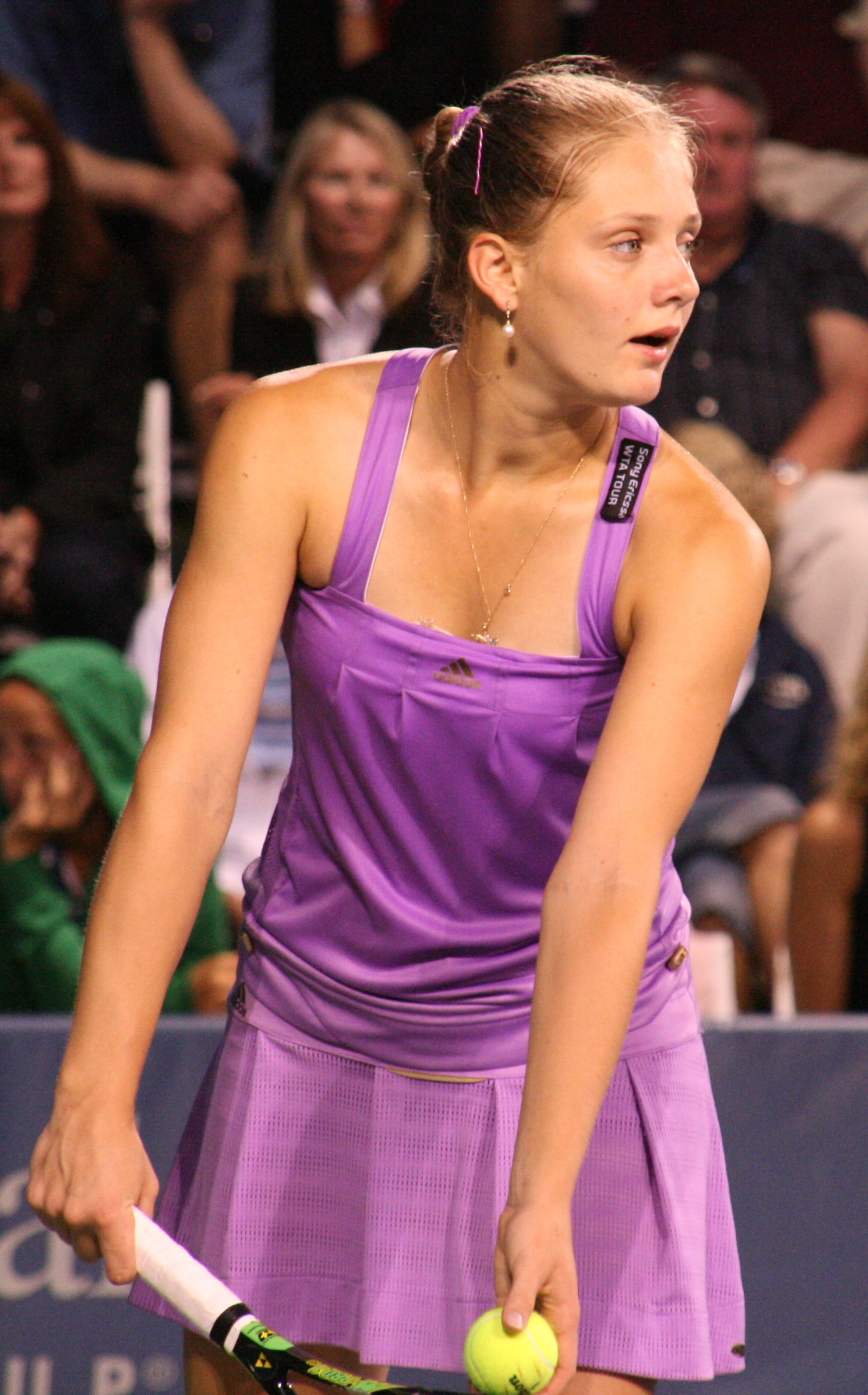
Anna Dschambulilowna Tschakwetadse (* 1987)

- Tschakwetadse, Dawit Gotschajewitsch (* 1992), russischer Ringer und Olympiasieger georgischer Herkunft
- Tschakwetadse, Giorgi (* 1999), georgischer Fußballspieler
- Tschalaganidse, Tamari (* 1995), georgische Tennisspielerin
- Tschalajew, Schirwani Ramasanowitsch (* 1936), russischer Komponist lakischer Abstammung
- Tschalăkow, Wălko (1765–1841), bulgarischer Großkaufmann und Haupt-Steuereinnehmer
- Tschalamoff, Nikolaj (1937–2008), deutscher Politiker (CDU), MdVK
- Tschalidse, Waleri Nikolajewitsch (1938–2018), georgisch-US-amerikanischer Dissident und Verleger
- Tschaliowski, Awram (1854–1943), bulgarischer Industrieller
- Tschaljow, Nikola (* 2004), bulgarischer Eishockeyspieler
- Tschalojan, Dawit (* 1997), armenischer Boxer
- Tschalow, Fjodor Nikolajewitsch (* 1998), russischer Fußballspieler
- Tschalowa, Jelena Walerjewna (* 1987), russische Tennisspielerin
- Tschaly, Alexei Michailowitsch (* 1961), russischer Politiker
- Tschaly, Michail Michailowitsch (* 1963), russischer Politiker
- Tschalych, Jelena Walerjewna (* 1974), russische Radrennfahrerin
- Tschalyj, Mychajlo (1816–1907), ukrainischer Pädagoge, sozialer und kultureller Aktivist, Schriftsteller, Journalist sowie Biograph Taras Schewtschenkos
- Tschalyj, Walerij (* 1970), ukrainischer Politiker und Diplomat
- Tschamarmasowitsch, Uladsislau (* 1995), belarussischer Stabhochspringer
- Tschamber, Karl (1863–1932), Archivar, Heimatforscher, Lehrer
- Tschamkani, Hadschi Mohammed (1947–2012), afghanischer Politiker
- Tschammer und Osten, Eckart von (1885–1946), deutscher Generalmajor der Wehrmacht und verurteilter Kriegsverbrecher
- Tschammer und Osten, Ernst Adolf Ferdinand Sebastian von (1739–1812), preußischer Generalmajor
- Tschammer und Osten, Friedrich Wilhelm Alexander von (1737–1809), preußischer Generalmajor, zuletzt Kommandant des Invalidenhauses in Berlin, Aufbau des Militärbildungswesens
- Tschammer und Osten, Hans von (1887–1943), deutscher Politiker (NSDAP), Reichssportführer, MdRHans von Tschammer und Osten (1887–1943)

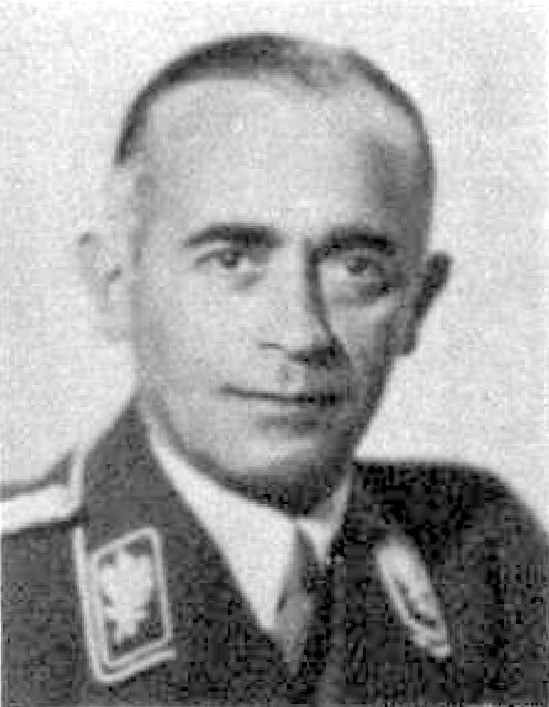
Hans von Tschammer und Osten (1887–1943)

- Tschammer und Quaritz, Georg von (1869–1952), deutscher Verwaltungsjurist, Landrat und Staatssekretär des Deutschen Reiches
- Tschammer und Quaritz, Heinrich Ernst Carl von (1757–1815), preußischer Landrat
- Tschammer, Friedrich Rudolph von (1713–1753), preußischer Landrat
- Tschammer, Georg Ernst von (1705–1762), preußischer Landrat
- Tschammer, Richard (1860–1929), deutscher Architekt
- Tschammer-Osten, Berndt (1942–2013), deutscher Ökonom und Hochschullehrer
- Tschammler, Hubert, österreichischer Eishockeyspieler
- Tschamon, Herbert (1934–2023), österreichischer Offizier
- Tschamow, Wladimir Wassiljewitsch (* 1955), russischer Botschafter
- Tschampel, Heinrich (1799–1849), schlesischer Mundartdichter, Schriftsteller und Lehrer
- Tschamran, Mostafa (1932–1981), iranischer Verteidigungsminister und Abgeordneter im iranischen Parlament
- Tschamser, Franz Anton (1678–1742), Mönch, Theologe, Chronist der Stadt Thann
- Tschan, Franziska (* 1956), Schweizer Arbeits- und Organisationspsychologin
- Tschan, Josef (1844–1908), österreichischer Anwalt und Abgeordneter
- Tschan, Jürgen (* 1947), deutscher Radrennfahrer
- Tschan, Lilian (* 1979), deutsche politische Beamtin (SPD)Lilian Tschan (* 1979)

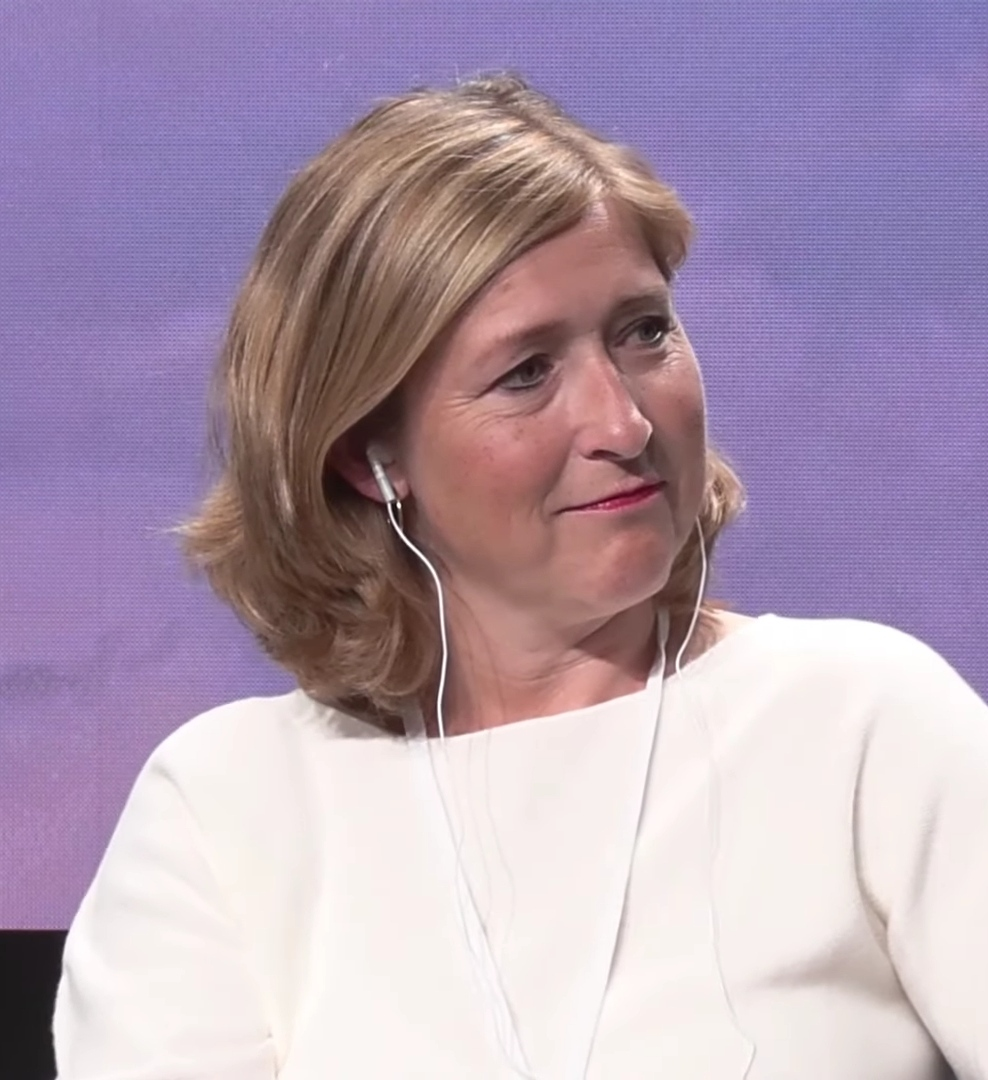
Lilian Tschan (* 1979)

- Tschan, Patrick (* 1962), Schweizer Schriftsteller
- Tschan, Urs Jakob (1760–1824), Schweizer Jesuit und Luftfahrtpionier
- Tschanba, Samson (1886–1937), abchasisch-sowjetischer Schriftsteller, Dramatiker und Politiker
- Tschanew, Kamen (1964–2020), bulgarischer Opernsänger (Tenor)
- Tschang In-Nam, Paul (* 1949), südkoreanischer Geistlicher, römisch-katholischer Erzbischof und Diplomat des Heiligen Stuhls
- Tschäni, Hans (1916–1999), Schweizer Journalist
- Tschank, Markus (* 1979), österreichischer Rechtsanwalt und Politiker (FPÖ)
- Tschankotadse, Dewi (* 1961), georgischer Generalstabschef
- Tschanliew, Swetoslaw (* 1973), bulgarischer Radrennfahrer
- Tschannen, Bendicht (1847–1898), Schweizer Politiker
- Tschannen, Fritz (1920–2011), Schweizer Musiker und Skispringer
- Tschannen, Pierre (* 1952), Schweizer Jurist
- Tschannen, Stefan (* 1984), Schweizer Eishockeyspieler
- Tschannen, Werner (* 1946), Schweizer Torhüter
- Tschanow, Amalbek (* 1943), kasachischer Politiker
- Tschanow, Wiktor (1959–2017), sowjetischer bzw. ukrainischer Fußballspieler
- Tschanow, Wjatscheslaw Wiktorowitsch (* 1951), sowjetischer Fußballspieler
- Tschanter, Friedrich (1875–1945), deutscher Lehrer und Schulrektor, Bürgermeister von Eilenburg
- Tschantré, Mathieu (* 1984), Schweizer Eishockeyspieler
- Tschanturia, Giorgi (* 1993), georgischer Fußballspieler
- Tschanturia, Lado (* 1963), georgischer Rechtswissenschaftler und Diplomat
- Tschanturia, Wladimer (* 1978), georgischer Schwergewichtsboxer
- Tschanun, Günther (1941–2015), Schweizer Architekt und MörderGünther Tschanun (1941–2015)

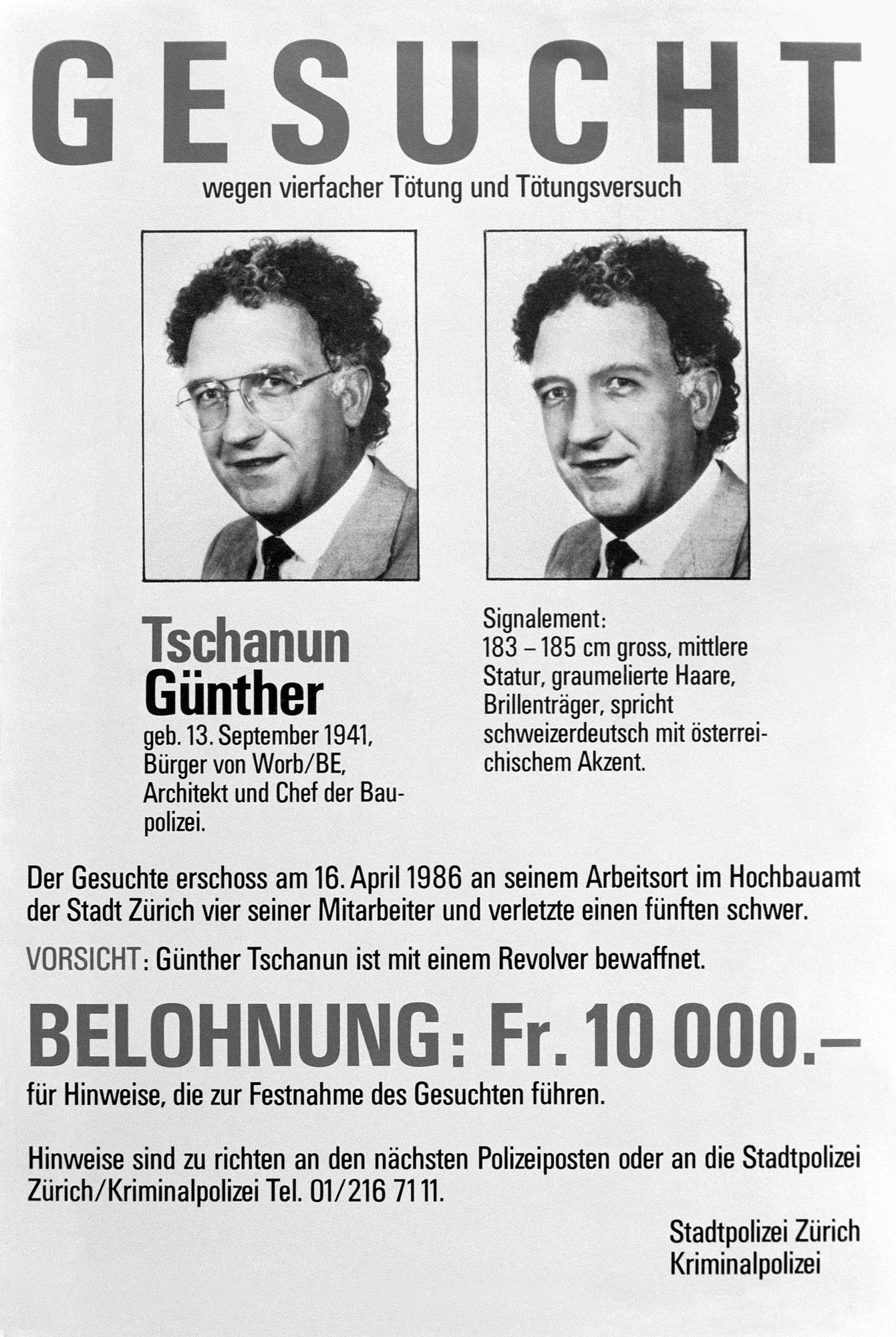
Günther Tschanun (1941–2015)

- Tschanz, Beatrice (* 1944), Schweizer Kommunikationsfachfrau, Managerin und Journalistin
- Tschanz, David (1717–1784), Schweizer Pietist
- Tschanz, Hans (1902–1982), Schweizer Politiker (BGB)
- Tschanz, Nadine (* 1972), deutsche Schauspielerin, Moderatorin und Playmate
- Tschanz, Otto (1869–1919), Schweizer Maschinenbau-Ingenieur, Obermaschineningenieur der Schweizerischen Bundesbahnen
- Tschapajew, Wassili Iwanowitsch (1887–1919), Kommandeur der Roten Armee während des Russischen Bürgerkrieges
- Tschäpe, Herbert (1913–1944), deutscher Kommunist, Spanienkämpfer und KZ-Häftling
- Tschäpe, Janaina (* 1973), deutsch-brasilianische bildende Künstlerin
- Tschäpe, Rudolf (1943–2002), deutscher Astrophysiker und Bürgerrechtler der DDR
- Tschapek, Rolf Peter, deutscher Lehrer und Autor
- Tschapelin, Uladsimir (* 1988), belarussischer Biathlet
- Tschapkanow, Georgi (* 1943), bulgarischer Bildhauer
- Tschapkis, Hryhorij (1930–2021), ukrainischer Tänzer und Choreograph
- Tschaplenko, Alina (* 1993), ukrainische Wasserspringerin
- Tschaplin, Nikolai Pawlowitsch (1902–1938), sowjetischer Parteifunktionär
- Tschaplin, Sergei Pawlowitsch (1905–1942), sowjetischer Offizier
- Tschaplin, Wsewolod Anatoljewitsch (1968–2020), russischer Geistlicher
- Tschaplina, Wera Wassiljewna (1908–1994), sowjetische und russische Kinderbuch- und Tierschriftstellerin, deren Leben und Schaffen mit dem Moskauer Zoo
- Tschaplowitz-Seifert, Grete (1889–1977), deutsche Bildhauerin, Malerin und Grafikerin
- Tschaplygin, Sergei Alexejewitsch (1869–1942), sowjetischer Aerodynamiker
- Tschaplygin, Waleri Andrejewitsch (* 1952), sowjetischer Radrennfahrer
- Tschapnin, Sergei Walerjewitsch (* 1968), russischer Journalist, Verleger und Persönlichkeit des russisch-orthodoxen Glaubens
- Tschäppät, Alexander (1952–2018), Schweizer Politiker (SP)Alexander Tschäppät (1952–2018)

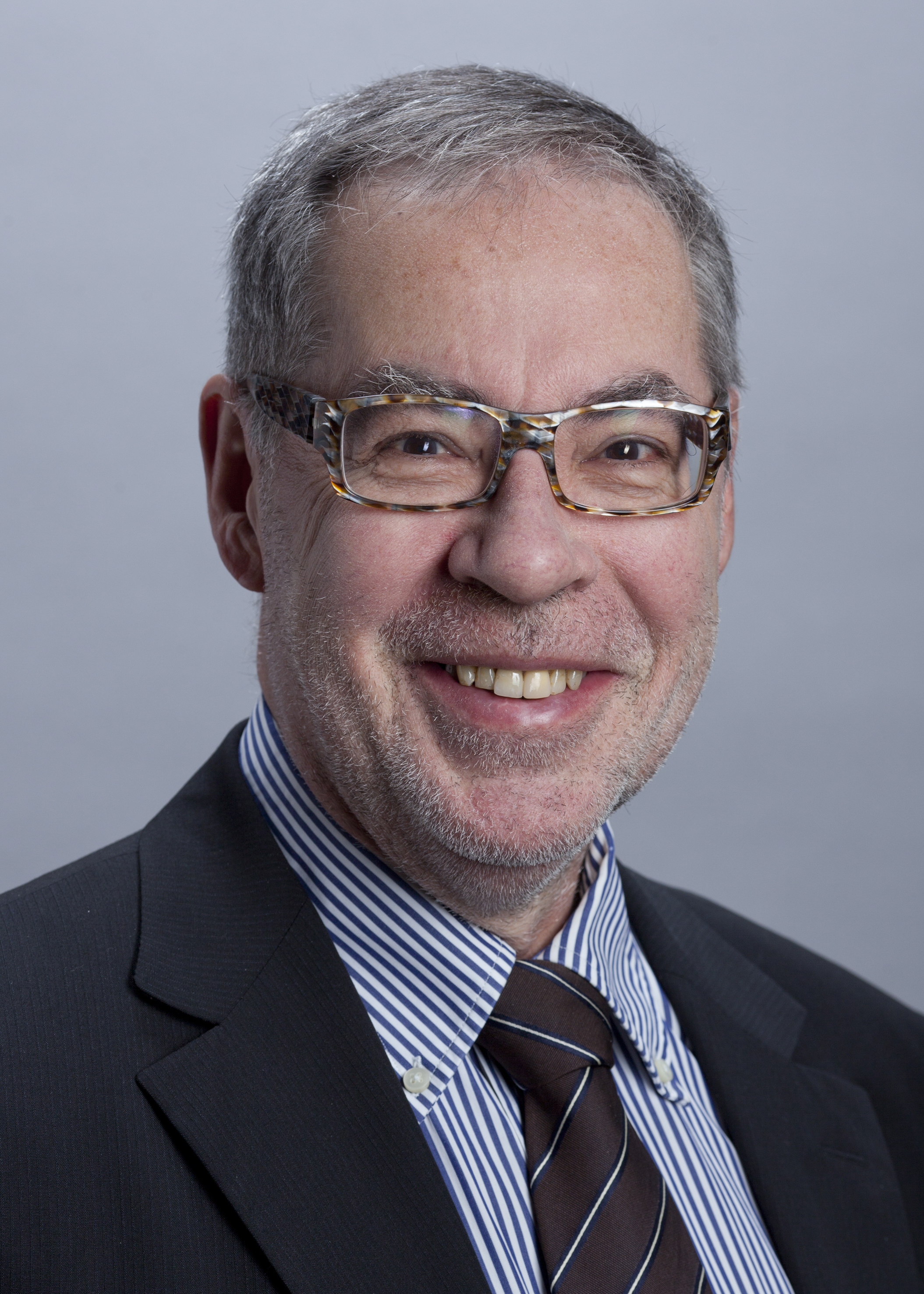
Alexander Tschäppät (1952–2018)

- Tschäppät, Reynold (1917–1979), Schweizer Politiker (SP)
- Tschäppeler, Roman (* 1978), Schweizer Manager und Autor von Sachbüchern
- Tschapygin, Alexei Pawlowitsch (1870–1937), russisch-sowjetischer Schriftsteller, Dramaturg und Szenarist
- Tscharajewa, Alina Alexejewna (* 2002), russische Tennisspielerin
- Tscharapenka, Wital (* 1984), belarussischer Handballspieler
- Tschardynin, Pjotr Iwanowitsch († 1934), russischer Schauspieler und Filmregisseur
- Tscharenz, Jeghische (1897–1937), armenischer Dichter
- Tscharf, Florian (* 1987), deutscher Filmregisseur
- Tscharkaschyna, Ljubou (* 1987), belarussische Turnerin
- Tscharkassawa, Weranika (1959–2004), belarussische Journalistin
- Tscharke, Rainer (* 1942), deutscher Volleyballspieler
- Tscharkwiani, Irakli (1961–2006), georgischer Musiker, Poet und Prosaautor
- Tscharkwiani, Kandid (1907–1994), georgischer Partei- und Regierungsbeamter sowie Erster Sekretär der Kommunistischen Partei Georgiens (1938–1952)
- Tscharmann, Friedrich (1871–1945), deutscher SS-Brigadeführer und Generalmajor der Waffen-SSFriedrich Tscharmann (1871–1945)

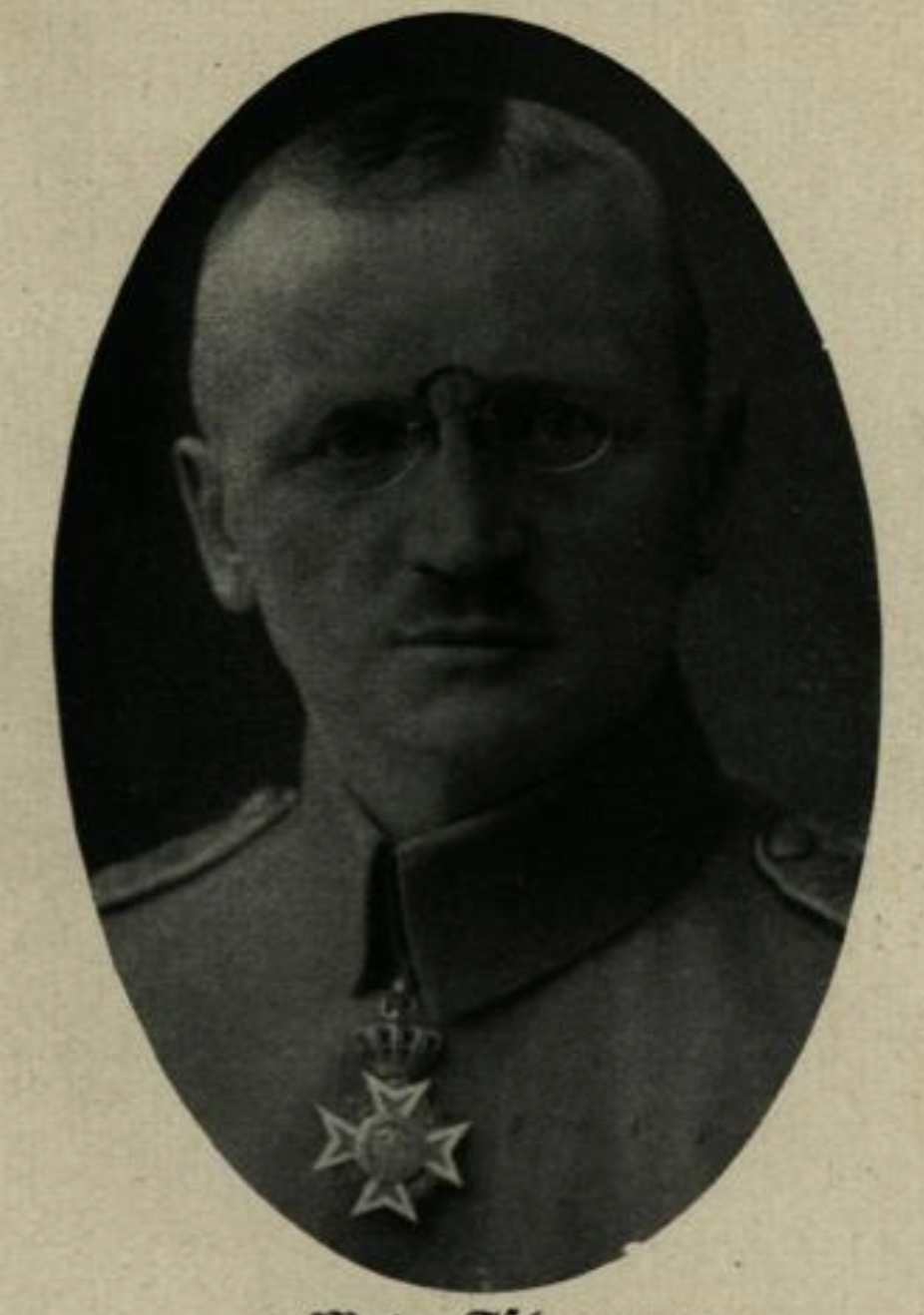
Friedrich Tscharmann (1871–1945)

- Tscharmann, Heinrich (1859–1932), deutscher Architekt
- Tscharnawok, Pawel (* 1986), belarussischer Eishockeyspieler
- Tscharner, Beat Friedrich von (1791–1854), Schweizer Physiker und Politiker
- Tscharner, Benedikt von (1937–2019), Schweizer Diplomat und Publizist
- Tscharner, Eduard Horst von (1901–1962), Schweizer Sinologe
- Tscharner, Johann Anton (1880–1955), schweizerischer Architekt
- Tscharner, Johann Baptista von (1815–1879), Schweizer Jurist und Politiker
- Tscharner, Johann Wilhelm von (1886–1946), Schweizer Maler
- Tscharner, Karl Emanuel (1791–1873), Schweizer Bildhauer
- Tscharner, Ludwig S. von (1879–1917), Schweizer Historiker
- Tscharner, Niklaus Emanuel (1727–1794), Schweizer Magistrat und Ökonom
- Tscharner, Vincenz Bernhard (1728–1778), Schweizer Magistrat und Schriftsteller
- Tscharnezkyj, Mykolaj (1884–1959), ukrainischer Bischof, Märtyrer, Seliger
- Tscharnjak, Mikalaj (* 1986), belarussischer Gewichtheber
- Tscharnjauskaja, Ulada (* 1966), belarussische Badmintonspielerin
- Tscharnjazowa, Darja (* 1994), belarussische Tennisspielerin
- Tscharnke, Tim (* 1989), deutscher Skilangläufer
- Tscharnoluski, Wladimir Wladimirowitsch (1894–1969), russischer Ethnograph und Schriftsteller
- Tscharntke, Milena (* 1996), deutsche SchauspielerinMilena Tscharntke (* 1996)

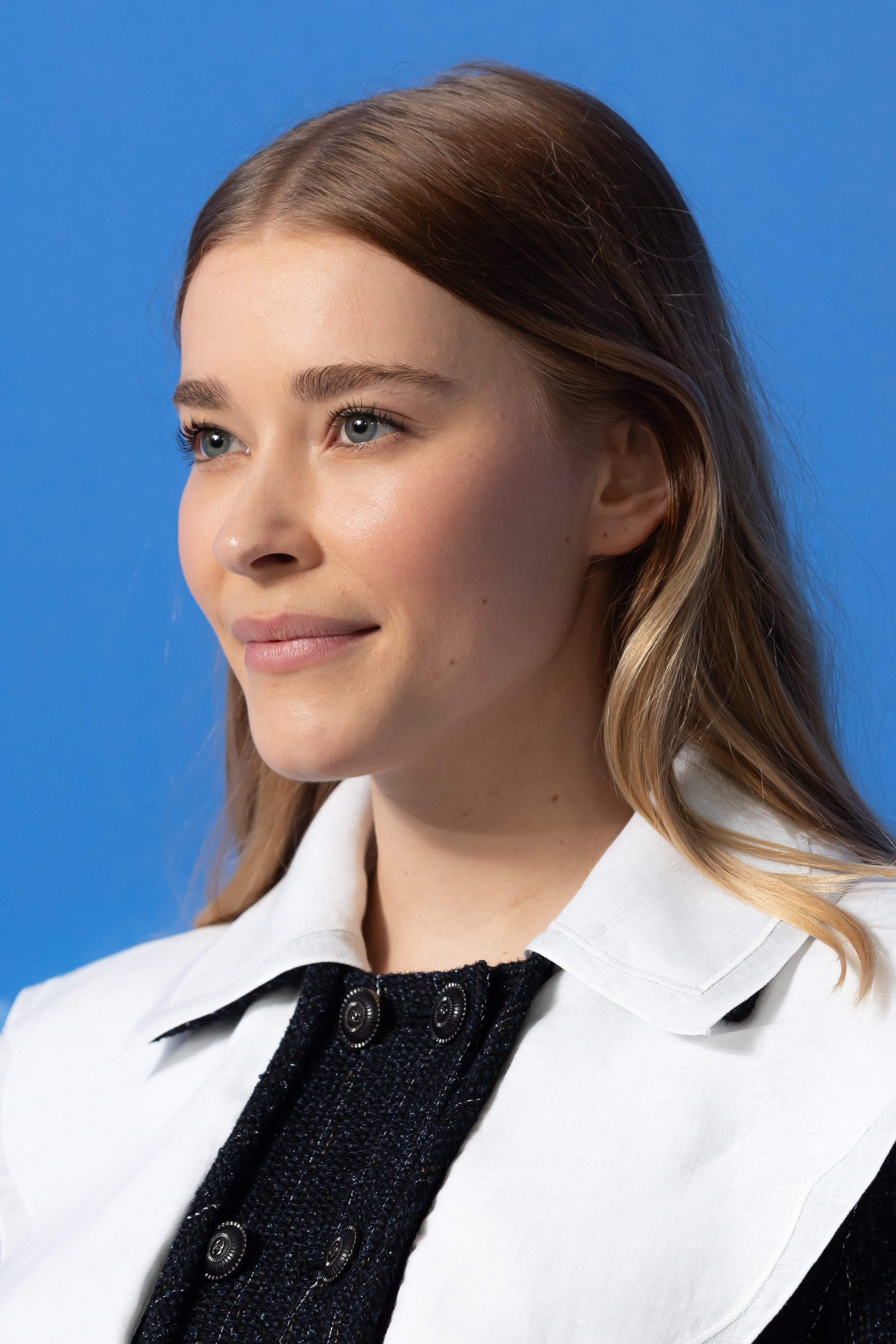
Milena Tscharntke (* 1996)

- Tscharntke, Rico (* 1973), deutscher Lichtkünstler und Kulturaktivist
- Tscharntke, Teja (* 1952), deutscher Soziologe und Biologe, Professor für Agrarbiologie an der Universität Göttingen
- Tscharnuschewitsch, Arnold (1933–1991), sowjetischer Degenfechter
- Tscharot, Michas (1896–1937), belarussischer Schriftsteller, Übersetzer und Kritiker
- Tscharota, Iwan (1952–2024), belarussischer Literaturkritiker, Kulturhistoriker und Übersetzer
- Tscharre, Anton (1849–1905), österreichischer Politiker
- Tscharre, Ulrike C. (* 1972), deutsch-österreichische SchauspielerinUlrike C. Tscharre (* 1972)

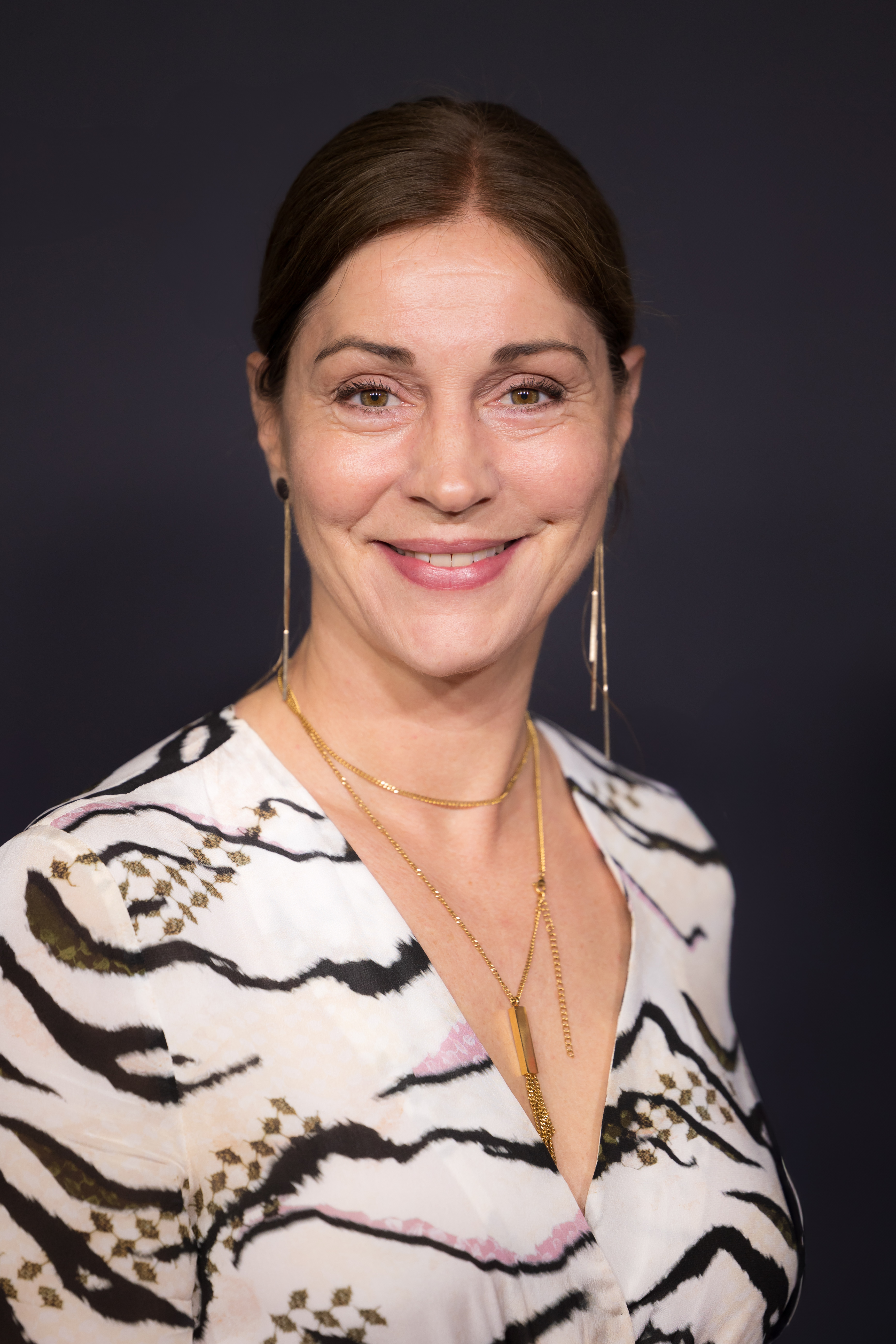
Ulrike C. Tscharre (* 1972)

- Tscharskaja, Lidija Alexejewna (1875–1937), russische bzw. sowjetische Jugendbuchautorin und Theaterschauspielerin
- Tscharuschnikow, Alexander Petrowitsch (1852–1913), russischer Verleger
- Tschary, Johann, k. k. Bezirkshauptmann und Statthaltereirat
- Tscharyiski, Christina (* 1988), österreichisch-bulgarische Theaterregisseurin
- Tschaschell, Heinrich de (1893–1965), deutscher Politiker (CDU), MdBB
- Tschaschnik, Ilja Grigorjewitsch (1902–1929), russischer Künstler des Suprematismus
- Tschaschtschina, Irina Wiktorowna (* 1982), russische Sportgymnastin
- Tschaschtschuchin, Konstantin Wiktorowitsch (* 1978), russischer Eishockeytorwart
- Tschasow, Jewgeni Iwanowitsch (1929–2021), russischer Kardiologe
- Tschastina, Nadeschda Wiktorowna (* 1982), russische Biathletin
- Tschatajew, Ahmed (1980–2017), tschetschenischer Islamist, Terrorist, und Führer des Islamischen Staats
- Tschatalbaschew, Boris (* 1974), dänischer Schachspieler
- Tschatschawa, Swetlana Semjonowna (1926–2003), sowjetisch-russische Schauspielerin und Synchronsprecherin
- Tschatschua, Akaki (* 1969), georgischer Ringer
- Tschauner, Philipp (* 1985), deutscher FußballtorhüterPhilipp Tschauner (* 1985)

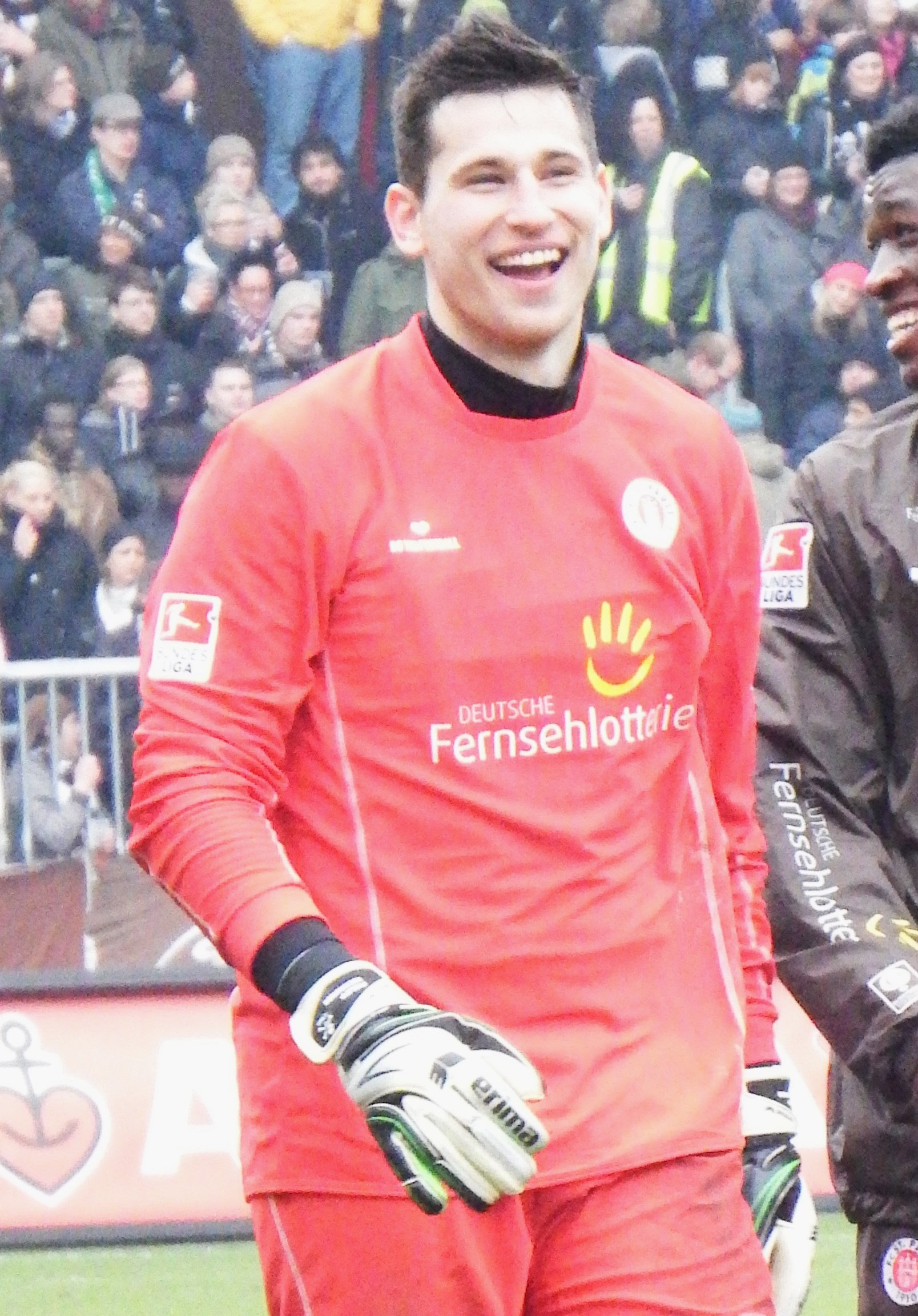
Philipp Tschauner (* 1985)

- Tschauschewa, Silwana (* 1995), bulgarische Volleyballspielerin
- Tschauschjan, Lewon (1946–2022), armenisch-sowjetischer Komponist
- Tschautsch, Albert (1843–1922), deutscher Genremaler
- Tschautscher, Johanna (* 1968), österreichische Regisseurin und Schriftstellerin
- Tschavoll, Jakob (1868–1935), österreichischer Politiker (CSP), Landtagsabgeordneter zum Vorarlberger Landtag
- Tschawdar, Jelysaweta (1925–1989), ukrainisch-sowjetische Opernsängerin (Koloratursopran) und Gesangspädagogin
- Tschawdarowa, Rumjana (* 1950), bulgarische Leichtathletin
- Tschawtschawadse, Alexander (1786–1846), georgischer Fürst, Schriftsteller, General
- Tschawtschawadse, Garsewan (1775–1811), georgischer Politiker und Diplomat
- Tschawtschawadse, Ilia (1837–1907), georgischer Fürst, Schriftsteller und Politiker

#### Tschc
- Tschcheidse, Nikolos (1864–1926), georgischer Politiker (Sozialdemokrat)Nikolos Tschcheidse (1864–1926)

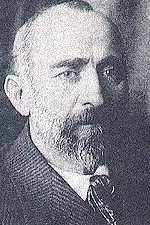
Nikolos Tschcheidse (1864–1926)

- Tschcheidse, Nino (* 1982), georgische Sängerin, Songwriterin und Hutdesignerin
- Tschcheidse, Otar (1920–2007), georgischer Schriftsteller
- Tschchwimiani, Luchum (* 1993), georgischer Judoka

#### Tsche

##### Tscheb
- Tscheban, Jurij (* 1986), ukrainischer Kanute
- Tschebanenko, Wjatscheslaw Andrejewitsch (1942–1997), russischer Schachtrainer und -theoretiker
- Tschebanow, Sergei Grigorjewitsch (1898–1965), russischer Militärarzt und Linguist
- Tscheberjatschko, Jewhen (* 1983), ukrainischer Fußballspieler
- Tscheberko, Jewhen (* 1998), ukrainischer Fußballspieler
- Tschebodajewa, Wiktorija (* 1983), chakassische Sängerin und Songwriterin
- Tscheboksarow, Nikolai Nikolajewitsch (1907–1980), sowjetischer Ethnograph, Anthropologe sowie Doktor der historischen Wissenschaften
- Tscheboksarow, Wladimir Wassiljewitsch (* 1951), sowjetischer Ringer
- Tschebotajew, Weniamin Pawlowitsch (1938–1992), sowjetischer und russischer Physiker
- Tschebotarewskaja, Anastassija Nikolajewna (1877–1921), russische Schriftstellerin und Übersetzerin
- Tschebotarioff, Gregory (1899–1985), US-amerikanischer Ingenieur
- Tschebotarjan, Gajane (1918–1998), armenische Komponistin
- Tschebotarjow, Artjom Nikolajewitsch (* 1988), russischer Boxer
- Tschebotarjow, Nikolai Grigorjewitsch (1894–1947), sowjetischer Mathematiker
- Tschebotarjow, Sergei Wiktorowitsch (* 1969), russischer Politiker
- Tschebotarjow, Wladimir Alexandrowitsch (1921–2010), sowjetischer Filmregisseur
- Tschebotarjowa, Anastassija Saweljewna (* 1972), russische Geigerin
- Tschebotko, Nikolai (1982–2021), kasachischer Skilangläufer
- Tschebrikow, Wiktor Michailowitsch (1923–1999), sowjetischer Politiker
- Tschebull, Jens (1930–2023), österreichischer Journalist und Kolumnist
- Tschebykin, Andrij (* 1946), ukrainischer Graphiker und Kunstaktivist
- Tschebykina, Tatjana Gennadjewna (* 1968), russische Leichtathletin
- Tschebyschow, Pafnuti Lwowitsch (1821–1894), russischer MathematikerPafnuti Lwowitsch Tschebyschow (1821–1894)

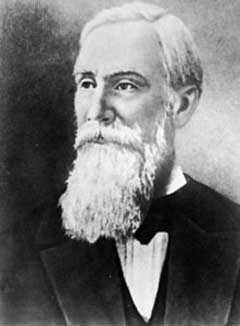
Pafnuti Lwowitsch Tschebyschow (1821–1894)

##### Tschec
- Tschech, Artem (* 1985), ukrainischer Schriftsteller
- Tschech, Heinrich Ludwig (1789–1844), Jurist und Bürgermeister in Storkow, Brandenburg, sowie Attentäter
- Tschech, Will (1891–1975), deutscher Maler
- Tschech-Löffler, Annabelle, deutsche Turnerin und Behindertensportlerin, Teilnehmerin an Special Olympics Weltspielen
- Tschech-Löffler, Gustav (1912–1986), deutscher Bildhauer
- Tschechirkin, Alexander Konstantinowitsch (* 1986), russischer Ringer
- Tschechiwskyj, Wolodymyr (1876–1937), ukrainischer Politiker und Kirchenmann
- Tschechne, Martin (* 1954), deutscher Journalist und Publizist
- Tschechne, Wolfgang (1924–2019), deutscher Journalist und Publizist
- Tschechonin, Sergei Wassiljewitsch (1878–1936), sowjetischer Maler, Grafiker, Porzellanbildner
- Tschechow, Anton Pawlowitsch (1860–1904), russischer Schriftsteller und DramatikerAnton Pawlowitsch Tschechow (1860–1904)

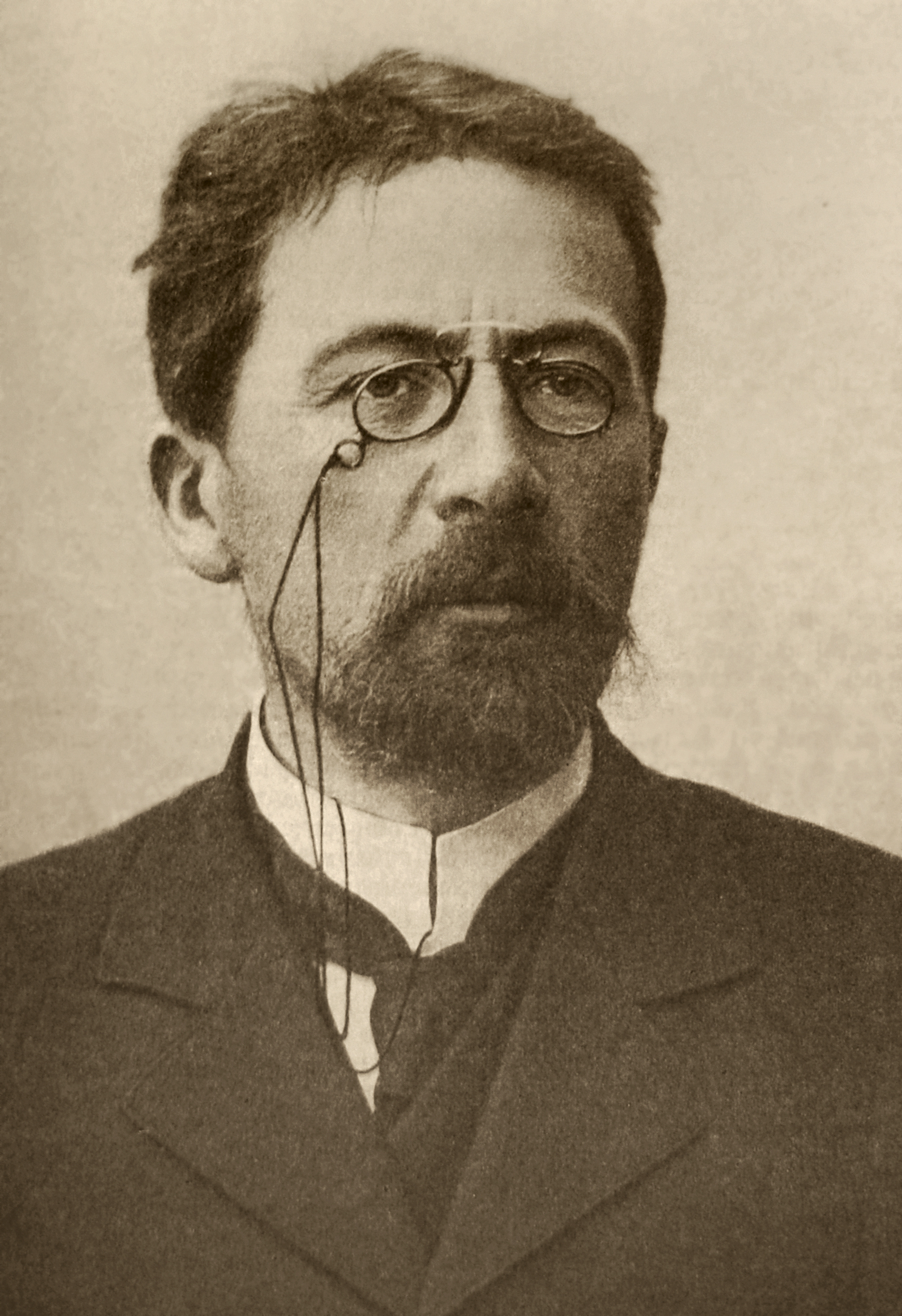
Anton Pawlowitsch Tschechow (1860–1904)

- Tschechow, Juri Wiktorowitsch (* 1947), russischer Politiker, Bürgermeister von Wolgograd (1992–2003)
- Tschechow, Michael (1891–1955), russisch-US-amerikanischer Schauspieler, Regisseur und Autor
- Tschechow, Pawel Sergejewitsch (* 1988), russischer Tennisspieler
- Tschechow, Waleri Alexandrowitsch (* 1955), russischer Großmeister im Schach
- Tschechowa, Ada (1916–1966), deutsche Schauspielerin und Managerin russischer Herkunft
- Tschechowa, Marija Pawlowna (1863–1957), russische Lehrerin, Autorin und Museumsleiterin
- Tschechowa, Olga (1897–1980), deutsche Schauspielerin
- Tschechowa, Vera (1940–2024), deutsche SchauspielerinVera Tschechowa (1940–2024)

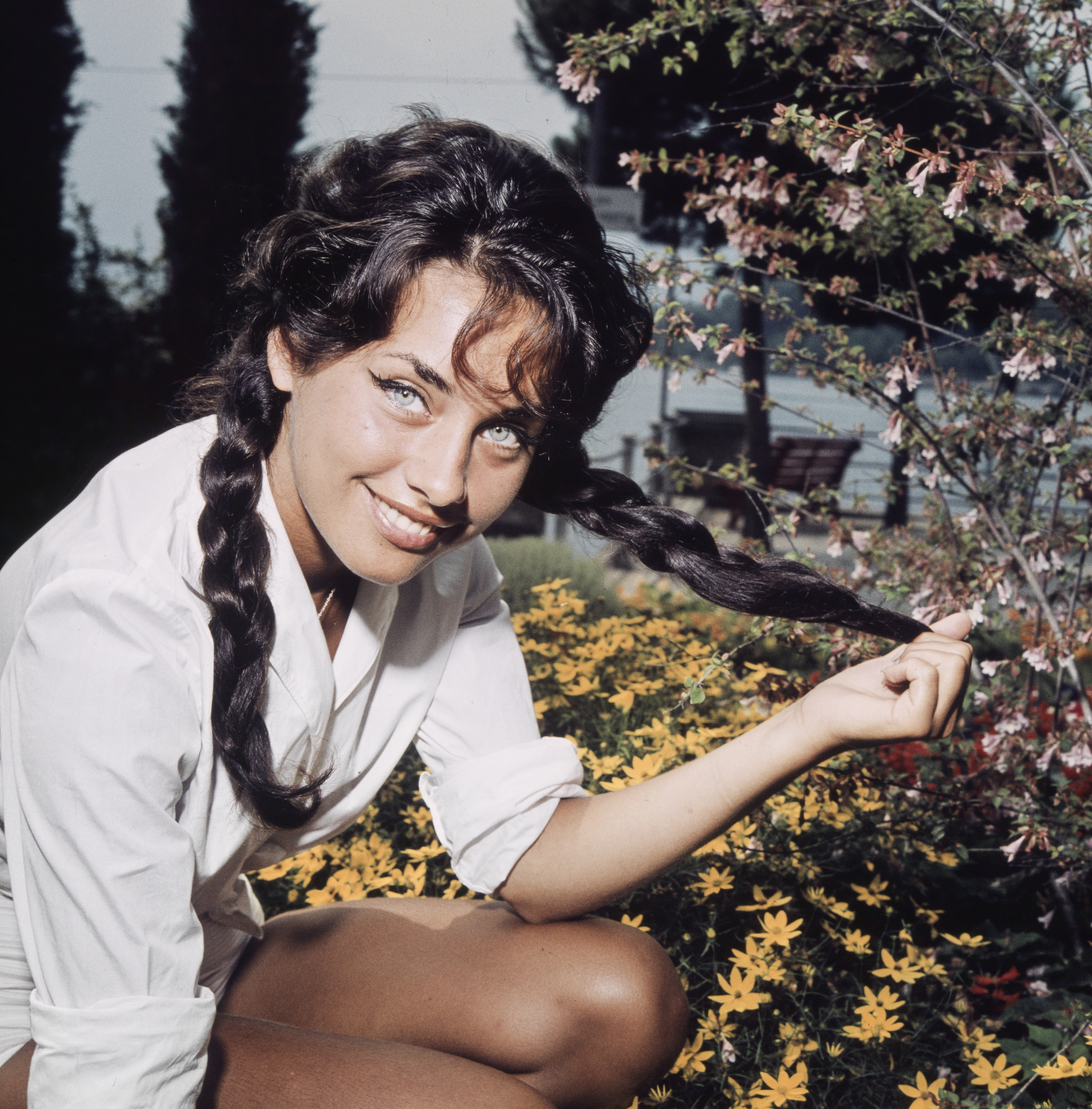
Vera Tschechowa (1940–2024)

- Tschechower, Witali Alexandrowitsch (1908–1965), russischer Schachkomponist
- Tschechowitsch, Iwan Wladimirowitsch (* 1999), russischer Eishockeyspieler
- Tscheck, Franz (* 1966), österreichischer Lichtdesigner

##### Tschee
- Tscheer, Niklaus (1671–1748), Schweizer Vogt, Bannerherr und Landeshauptmann

##### Tscheg
- Tschegg, Stefanie (* 1943), österreichische Physikerin und emeritierte Professorin an der Universität für Bodenkultur Wien

##### Tschek
- Tschekaljowa, Julija Wladimirowna (* 1984), russische Skilangläuferin
- Tschekan, Wladyslaw (* 2002), ukrainischer Pentathlet
- Tschekassin, Wladimir Nikolajewitsch (* 1947), russischer Saxophonist und Bandleader
- Tschekmenjow, Oleksandr (* 1969), ukrainischer Fotograf und Fotojournalist
- Tschekrygin, Wassili Nikolajewitsch (1897–1922), russischer Maler
- Tschekulajew, Juri Wladimirowitsch (1926–1991), sowjetischer Theaterschauspieler, Filmschauspieler und Synchronsprecher
- Tschekurischwili, Bela (* 1974), georgische Lyrikerin

##### Tschel
- Tschelatschowa, Maryja (* 1993), belarussische Biathletin
- Tschelebi, Muhammad Nafi (1901–1933), syrischer Student in Berlin
- Tschelebiew, Christian (* 1966), deutscher Opern-, Operetten- und Konzertsänger (Bassbariton)
- Tscheliessnigg, Karlheinz (* 1946), österreichischer Mediziner
- Tscheligi, Lajos (1913–2003), ungarisch-schweizerischer Maler und Kunstpädagoge
- Tschelischtschew, Nikolai Alexandrowitsch (1783–1860), russischer Politiker
- Tschelischtschew, Pjotr Iwanowitsch (1745–1811), russischer Schriftsteller, Ethnograph und Reisender
- Tscheljadin-Dawydow, Grigori Fjodorowitsch († 1521), russischer Bojar und Wojewode des Großfürstentums Moskau
- Tscheljadnin, Iwan Andrejewitsch († 1514), russischer Bojar, Wojewode, Diplomat und Feldherr des Großfürstentums Moskau
- Tscheljuskin, Semjon Iwanowitsch, russischer Polarforscher
- Tschelkak, Dmitri Sergejewitsch (* 1979), russischer Mathematiker
- Tschelomei, Wladimir Nikolajewitsch (1914–1984), sowjetischer Konstrukteur von Lenkwaffen und Raketen
- Tschelowenko, Dmitri Wjatscheslawowitsch (* 1974), russischer Skispringer
- Tschelpanow, Georgi Iwanowitsch (1862–1936), Begründer der ersten russischen Forschungseinrichtung der experimentellen Psychologie, Logiker und Philosoph
- Tschelyschew, Alexei Walentinowitsch (* 1955), russischer Politiker
- Tschelyschew, Jewgeni Petrowitsch (1921–2020), russischer Indologe und Hochschullehrer

##### Tschem
- Tschemerkin, Andrei Iwanowitsch (* 1972), russischer Gewichtheber im Superschwergewicht
- Tschemernjak, Dieter (* 1969), österreichischer Fußballspieler
- Tschemesow, Sergei Wiktorowitsch (* 1952), russischer Manager
- Tschemodanow, Nikolai Sergejewitsch (1903–1986), sowjetischer Sprachwissenschaftler
- Tschemodanow, Wassili Tarassowitsch (1903–1937), sowjetischer Funktionär der Kommunistischen Jugendinternationale

##### Tschen
- Tschen, Iolanda Jewgenjewna (* 1961), russische Weit- und Dreispringerin
- Tschen, Oleg Borissowitsch (* 1988), russischer Gewichtheber
- Tschendarow, Wladimir (* 1956), sowjetischer Bogenschütze
- Tschenett, Leo (1937–2012), österreichischer Fußballspieler
- Tschenk, Nikolaus (* 1953), deutscher Politiker (Bündnis 90/Die Grünen)
- Tschenscher, Kurt (1928–2014), deutscher Fußballschiedsrichter
- Tschentscher, Axel (* 1964), deutscher Rechtswissenschaftler
- Tschentscher, Erwin (1903–1972), deutscher SS-Standartenführer
- Tschentscher, Peter (* 1966), deutscher Politiker (SPD), MdHB, Hamburger Bürgermeister und SenatorPeter Tschentscher (* 1966)

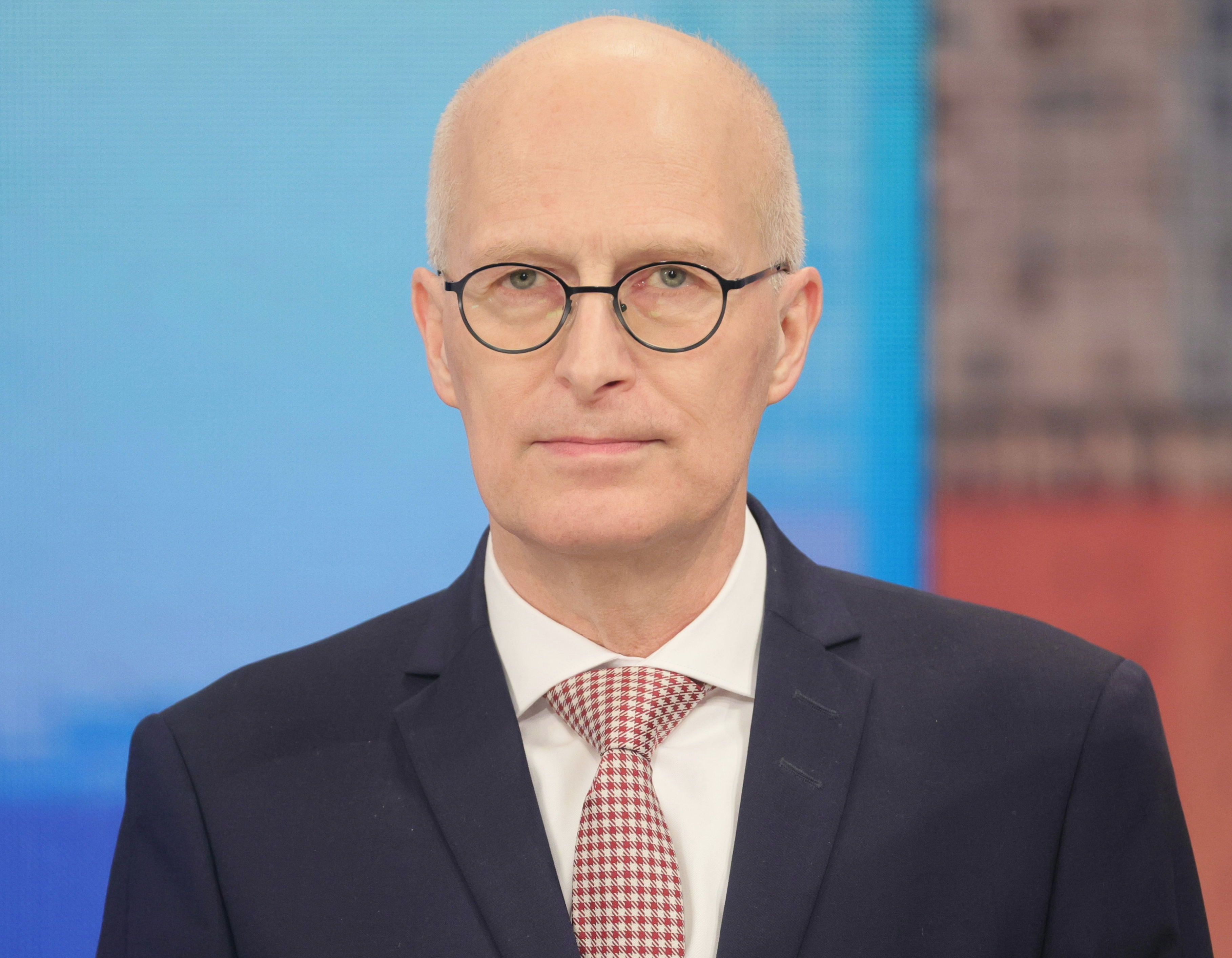
Peter Tschentscher (* 1966)

- Tschentscher, Philip (* 1981), deutscher Neonazi-Aktivist
- Tschentschik, Taissija Filippowna (1936–2013), sowjetische Hochspringerin
- Tschenzow, Nikolai Nikolajewitsch (1930–1992), sowjetisch-russischer Mathematiker

##### Tschep
- Tschepalowa, Julija Anatoljewna (* 1976), russische Skilangläuferin
- Tscheparinow, Iwan (* 1986), bulgarischer Schachspieler
- Tschepe und Weidenbach, Carl Wenzel von (1708–1785), preußischer Landrat
- Tschepe und Weidenbach, George David Wenzel von (1735–1804), preußischer Landrat
- Tschepe, Karl Gottlieb von (1740–1826), preußischer Generalmajor, Infanterie-Regiments Nr. 37, Erbherr auf Neudorf (Kr. Nimptsch)
- Tschepelewa, Anna Sergejewna (* 1984), russische Turnerin
- Tschepikow, Sergei Wladimirowitsch (* 1967), sowjetischer und russischer Biathlet und sowjetischer Langläufer
- Tschepischny, Wiktor Iwanowitsch (* 1934), russischer Schachkomponist
- Tschepkin, Wiktor Michailowitsch (1933–2016), sowjetisch-russischer Luftfahrtingenieur
- Tscheplanowa, Valery (* 1980), deutsche Schauspielerin und Sängerin
- Tschepsarakowa, Walerija Walerjewna (* 1989), russische Ringerin
- Tscheptschugow, Sergei Andrejewitsch (* 1985), russischer Fußballtorwart
- Tschepurowa, Olga Alexandrowna (1925–1959), sowjetische Fernsehmoderatorin und Schauspielerin

##### Tscher
- Tscheranowski, Boris Iwanowitsch (1896–1960), russisch-sowjetischer Flugzeugkonstrukteur
- Tscheras, Minas (1852–1929), armenischer Pädagoge und Schriftsteller
- Tscherasian, Kaspar († 1821), armenischer Finanzmakler und Bankier
- Tscherednik, Iwan Wladimirowitsch (* 1951), russischer Mathematiker
- Tscheremissina, Nina Wiktorowna (* 1946), sowjetische Ruderin
- Tscheremissinow, Alexei Borissowitsch (* 1985), russischer Florettfechter
- Tscheremnych, Dmitri (* 1978), russischer Basketballspieler
- Tscheremnych, Michail Michailowitsch (1890–1962), russischer Graphiker und Karikaturist
- Tscheremschyna, Marko (1874–1927), ukrainischer Schriftsteller und Übersetzer
- Tscherenkow, Fjodor Fjodorowitsch (1959–2014), sowjetischer Fußballspieler und russischer Fußballtrainer
- Tscherenkow, Pawel Alexejewitsch (1904–1990), russischer PhysikerPawel Alexejewitsch Tscherenkow (1904–1990)

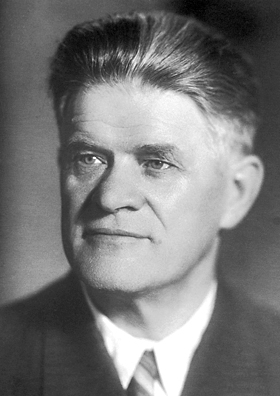
Pawel Alexejewitsch Tscherenkow (1904–1990)

- Tscherepanow, Alexander Petrowitsch (* 1932), sowjetischer Eishockeyspieler
- Tscherepanow, Alexei Andrejewitsch (1989–2008), russischer Eishockeyspieler
- Tscherepanow, Jefim Alexejewitsch (1774–1842), russischer Erfinder und Maschinenbauingenieur
- Tscherepanow, Miron Jefimowitsch (1803–1849), russischer Erfinder und Maschinenbauingenieur
- Tscherepanow, Sergei (* 1986), kasachischer Skilangläufer
- Tscherepaschtschuk, Anatoli Michailowitsch (* 1940), russischer Physiker und Hochschullehrer
- Tscherepnin, Alexander Nikolajewitsch (1899–1977), russischer Komponist und Pianist
- Tscherepnin, Nikolai Nikolajewitsch (1873–1945), russischer Komponist
- Tscherepowitsch, Anatoli Leontjewitsch (1936–1970), sowjetischer Radsportler
- Tscherepowskyj, Jewhen (1934–1994), sowjetischer Säbelfechter
- Tscheresow, Iwan Jurjewitsch (* 1980), russischer Biathlet
- Tscherewatenko, Walentina Iwanowna (* 1956), russische Leiterin einer Nichtregierungsorganisation
- Tscherewatowa, Olena (* 1970), ukrainische Kanutin
- Tscherewitschenko, Jakow Timofejewitsch (1894–1976), sowjetischer Generaloberst
- Tscherewtschenko, Igor (* 1974), tadschikischer Fußballspieler und Trainer
- Tscherjomuchin, Alexei Michailowitsch (1895–1958), sowjetischer Flugzeugkonstrukteur
- Tscherkassenko, Spyrydon (1876–1940), ukrainischer Schriftsteller, Dramatiker und Lehrer
- Tscherkasski, Alexei Michailowitsch (1680–1742), russischer Politiker
- Tscherkasski, Wladimir Alexandrowitsch (1821–1878), russischer Politiker
- Tscherkassky, David Janowitsch (1932–2018), ukrainisch-sowjetischer Animator, Regisseur und Drehbuchautor
- Tscherkassky, Peter (* 1958), österreichischer Filmregisseur
- Tscherkassow, Andrei Gennadjewitsch (* 1970), russischer Tennisspieler
- Tscherkassow, Jewgeni Jewgenjewitsch (1930–2013), sowjetischer Sportschütze
- Tscherkassow, Mokei Romanowitsch († 1731), russischer Schiffbauer
- Tscherkassow, Nikolai Konstantinowitsch (1903–1966), russischer Schauspieler
- Tscherkassow, Pjotr Petrowitsch (* 1946), sowjetisch-russischer Historiker
- Tscherkassow, Wladimir (* 1941), sowjetischer Radrennfahrer
- Tscherkassowa, Alla (* 1989), ukrainische Ringerin
- Tscherkassowa, Marina Jewgenjewna (* 1964), sowjetische Eiskunstläuferin und russische Eiskunstlauftrainerin
- Tscherkassowa, Marina Jewgenjewna (* 1972), russische Freestyle-Skisportlerin
- Tscherkassowa, Swetlana Sergejewna (* 1978), russische Mittelstreckenläuferin
- Tscherkassowa, Walentina Wladimirowna (* 1958), russische Sportschützin
- Tscherkelow, Georgi (1930–2012), bulgarischer Schauspieler
- Tscherkelow, Huben (* 1970), bulgarischer Maler und experimenteller Künstler
- Tscherkessow, Wiktor Wassiljewitsch (1950–2022), russischer Mitarbeiter des Geheimdienstes KGB
- Tscherlizki, Iwan Karlowitsch (1799–1867), russischer Organist, Musikpädagoge und Komponist
- Tschermak, Gustav (1836–1927), österreichischer Mineraloge
- Tschermak-Seysenegg, Armin (1870–1952), österreichischer Physiologe
- Tschermak-Seysenegg, Erich (1871–1962), österreichischer Botaniker, Pflanzenzüchter und Genetiker
- Tschermak-Woess, Elisabeth (1917–2001), österreichische Botanikerin
- Tschermaschenzew, Anton Wiktorowitsch (* 1976), russischer Ruderer
- Tschermoschanskaja, Julija Igorewna (* 1986), russische Sprinterin
- Tschernakow, Mykyta (* 2002), ukrainischer Handballspieler
- Tschernawin, Wladimir Nikolajewitsch (1928–2023), sowjetischer bzw. russischer Flottenadmiral
- Tscherne, Franz (* 1964), österreichischer Schauspieler und Regisseur
- Tscherne, Harald (* 1933), österreichischer Unfallchirurg und Hochschullehrer
- Tscherne, Werner (1927–2017), österreichischer Lehrer, Publizist und Historiker
- Tschernegg, Peter (* 1992), österreichischer Fußballspieler
- Tschernek, Alexander (* 1966), deutscher Schauspieler und Autor
- Tschernembl, Georg Erasmus von (1567–1626), Calvinist und Wortführer der Stände in Österreich ob der Enns
- Tschernembl, Georg von († 1480), Adliger und Landeshauptmann der Steiermark
- Tschernenko, Albert Konstantinowitsch (1935–2009), sowjetischer bzw. russischer Philosoph
- Tschernenko, Anastassija (* 1990), ukrainische Triathletin
- Tschernenko, Jewhen (1934–2007), ukrainischer Archäologe und Hochschullehrer
- Tschernenko, Konstantin Ustinowitsch (1911–1985), sowjetischer PolitikerKonstantin Ustinowitsch Tschernenko (1911–1985)

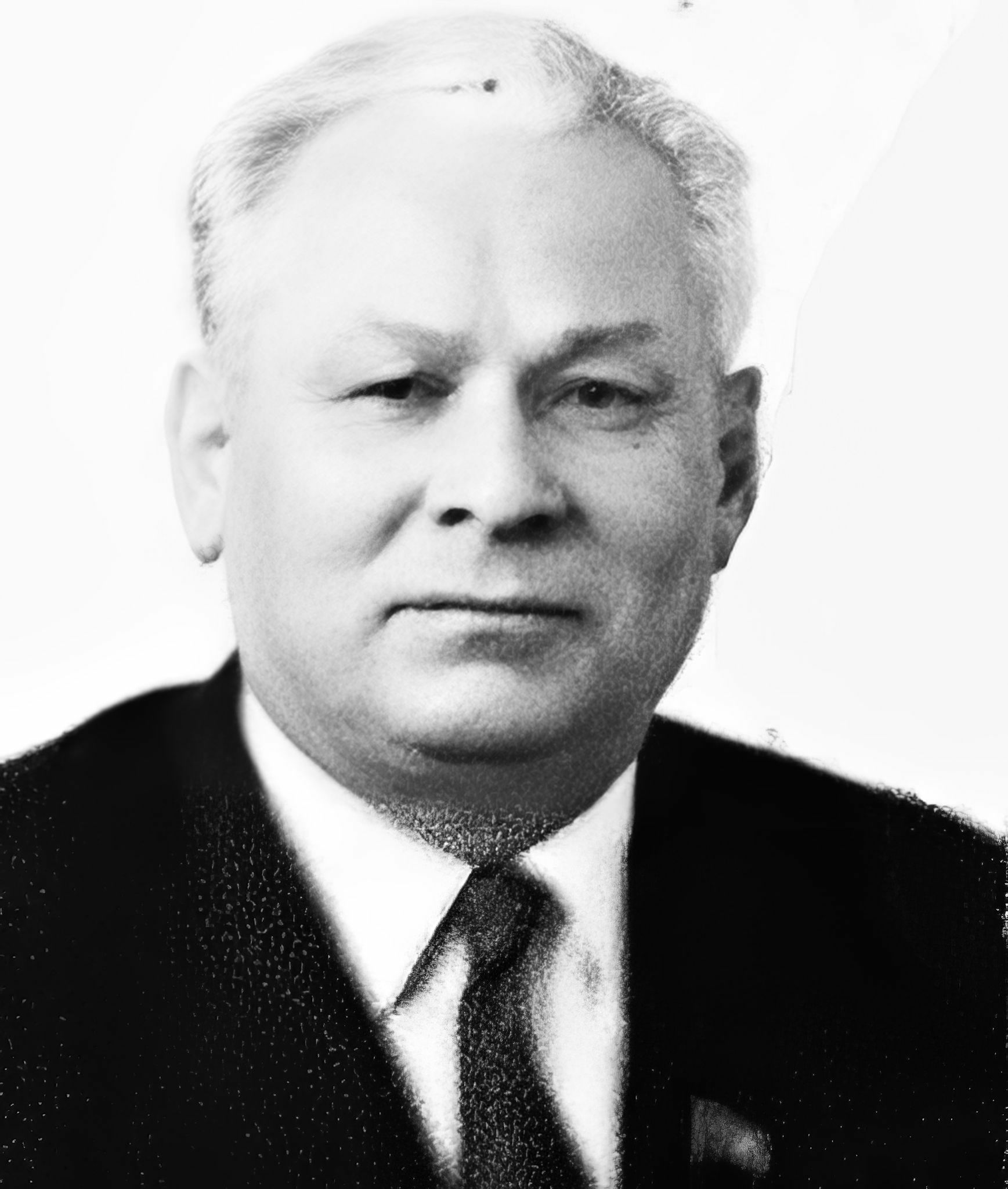
Konstantin Ustinowitsch Tschernenko (1911–1985)

- Tschernenko, Serhij (* 1984), ukrainischer Eishockeyspieler
- Tschernezki, Nikolai Nikolajewitsch (* 1959), sowjetischer Leichtathlet
- Tschernezki, Sergei Witaljewitsch (* 1990), russischer Bahn- und Straßenradrennfahrer
- Tschernezowa, Jelena (* 1971), kasachische Skilangläuferin
- Tschernich, Walter (1930–2005), deutscher Schauspieler, Sänger und Synchronsprecher
- Tschernich-Weiske, Karin (* 1973), deutsche Juristin und Politikerin (CDU), MdL
- Tschernichow, Jakow Georgijewitsch (1889–1951), russischer Architekt
- Tschernichowski, Saul (1875–1943), hebräischer Dichter und Übersetzer
- Tschernig, Peter (1945–2017), deutscher Musiker
- Tschernigg, Johann (1850–1906), österreichischer Politiker
- Tschernigowskaja, Tatjana Wladimirowna (* 1947), sowjetische bzw. russische Psycholinguistin und Hochschullehrerin
- Tschernigowski, Wladimir Nikolajewitsch (1907–1981), sowjetischer Physiologe und Hochschullehrer
- Tschernik, Ernst (1910–1988), sorbischer Lehrer, Wissenschaftler und Statistiker
- Tschernik, Manuel (* 1992), deutscher Film- und Fernsehschauspieler
- Tschernik, Sjarhej (* 1988), belarussischer Fußballspieler
- Tschernikow, Alexander Jewgenjewitsch (* 2000), russischer Fußballspieler
- Tschernikow, Alexander Michailowitsch (* 1984), russischer Eishockeyspieler
- Tschernikow, Oleg Leonidowitsch (1936–2015), russischer Schachspieler
- Tschernikow, Sergei Nikolajewitsch (1912–1987), russischer Mathematiker
- Tschernikow, Walentin (1937–2002), sowjetischer Degenfechter
- Tschernin, Welwel (* 1958), jiddischer Schriftsteller und Journalist
- Tscherning, Andreas (1611–1659), deutscher Lyriker und Literaturtheoretiker
- Tscherning, Anton Frederik (1795–1874), dänischer Offizier, Politiker und Heeresreformer
- Tscherning, Christian (1942–2014), dänischer Geodät
- Tscherning, Eleonora (1817–1890), dänische Malerin und Schriftstellerin
- Tscherning, Friedrich August von (1819–1900), deutscher Forstwissenschaftler
- Tscherning, Henny (1853–1932), dänische Krankenschwester, Präsidentin dänischer Krankenpflegeverband und Präsidentin International Council of Nurses
- Tscherning, Johann (1650–1732), polnischer Kupferstecher
- Tscherning, Karl (1875–1952), deutscher Architekt und kommunaler Baubeamter
- Tschernitz, Erich (1933–2015), österreichischer Politiker (SPÖ)
- Tschernizyn, Nikolai Nikolajewitsch (1883–1917), russischer Bergbauingenieur
- Tschernjachiwska, Weronika (1900–1938), ukrainische Dichterin und Übersetzerin
- Tschernjachowski, Iwan Danilowitsch (1906–1945), sowjetischer Armeegeneral im Zweiten Weltkrieg
- Tschernjajew, Anatoli Sergejewitsch (1921–2017), sowjetischer Politikberater
- Tschernjajew, Ilja (1893–1966), russischer Chemiker
- Tschernjajew, Michail Grigorjewitsch (1828–1898), russischer General
- Tschernjajew, Wladimir Nikolajewitsch (* 1958), sowjetischer Skispringer
- Tschernjak, Jan (1909–1995), sowjetischer Spion, vornehmlich in Deutschland während der NS-Zeit
- Tschernjakow, Daniil Romanowitsch (* 2001), russischer Fußballspieler
- Tschernjakow, Dmitri Felixowitsch (* 1970), russischer Theater- und OpernregisseurDmitri Felixowitsch Tschernjakow (* 1970)

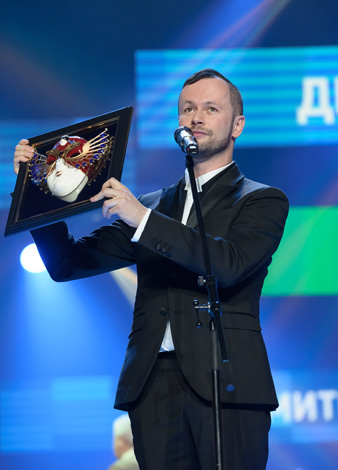
Dmitri Felixowitsch Tschernjakow (* 1970)

- Tschernjakow, Kyrylo (* 2005), ukrainischer Schauspieler
- Tschernjakow, Sachari Jefimowitsch (1900–1997), sowjetischer Finnougrist
- Tschernjawska, Switlana (* 1984), ukrainische Gewichtheberin
- Tschernjawskaja, Jelena Wiktorowna (* 1987), russische Badmintonspielerin
- Tschernjawskaja, Olga Michailowna (* 1963), russische Leichtathletin
- Tschernjawski, Stepan Iwanowitsch (1804–1868), russischer Schiffbauer
- Tschernjawskyj, Iwan (1930–2001), ukrainisch-sowjetischer Langstreckenläufer
- Tschernjawskyj, Mykola (1868–1938), ukrainischer Schriftsteller, Pädagoge und Aktivist
- Tschernjawskyj, Serhij (* 1976), ukrainischer Radsportler
- Tschernko, Peter (* 1960), österreichischer Politiker (ÖVP), Landtagsabgeordneter
- Tschernodrinski, Wojdan (1875–1951), bulgarisch-makedonischer Dramatiker und Schriftsteller
- Tschernoiwanow, Alexander Petrowitsch (* 1979), russischer Handballspieler
- Tschernokolew, Titko (1910–1965), bulgarischer Politiker und Agrarwissenschaftler
- Tschernomyrdin, Wiktor Stepanowitsch (1938–2010), russischer PolitikerWiktor Stepanowitsch Tschernomyrdin (1938–2010)

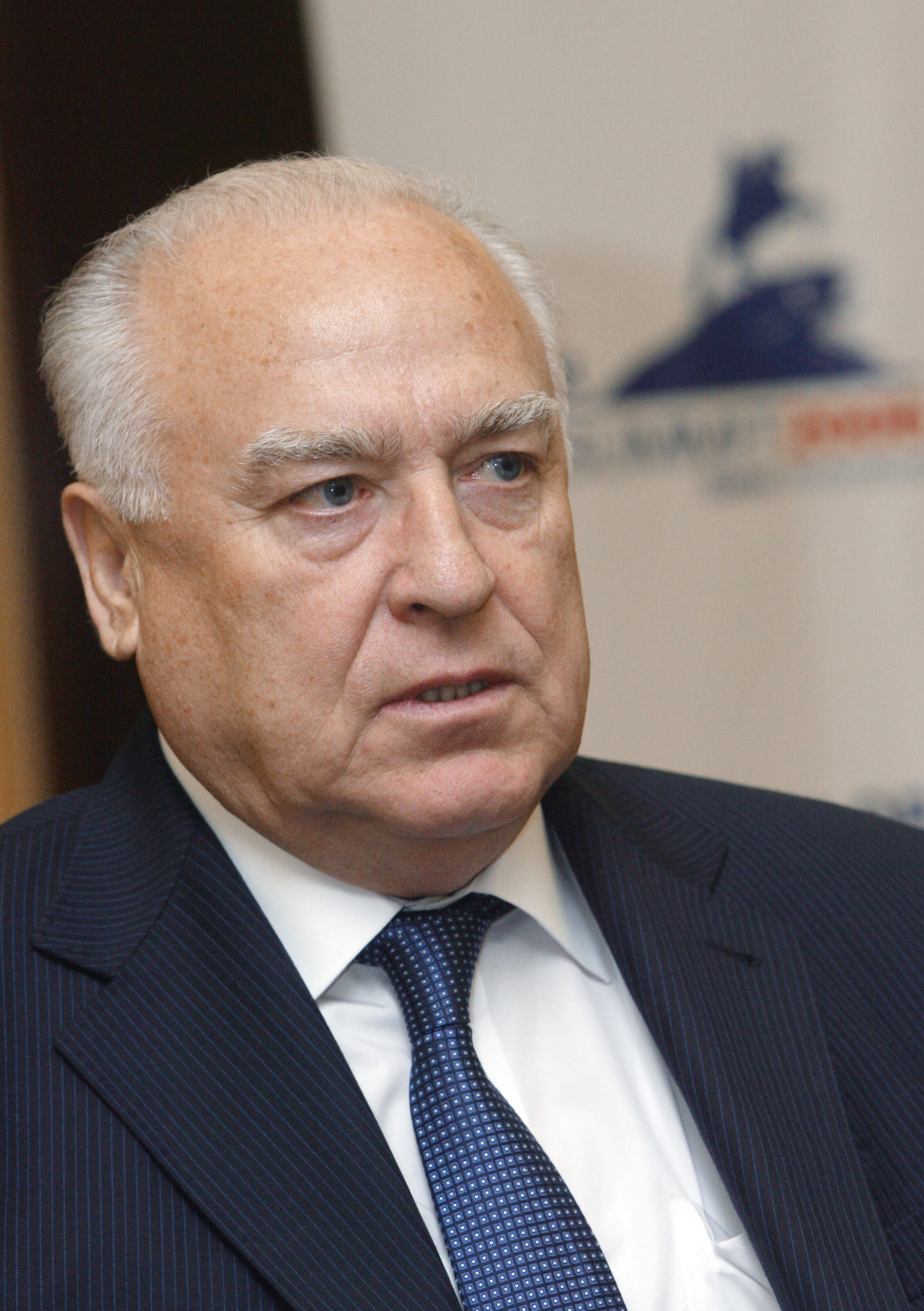
Wiktor Stepanowitsch Tschernomyrdin (1938–2010)

- Tschernomyrdina, Margarita Alexejewna (* 1996), russische Fußballspielerin
- Tschernorisez, Jakob, altrussischer Autor und Chronist
- Tschernosemski, Wlado (1897–1934), politischer AttentäterWlado Tschernosemski (1897–1934)

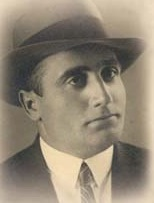
Wlado Tschernosemski (1897–1934)

- Tschernoskulow, Alsim Leonidowitsch (* 1983), russischer Judoka und Samboka
- Tschernoster, Jan (* 1996), deutscher Radrennfahrer
- Tschernoussenko, Wladimir (1941–1996), ukrainischer Atomphysiker
- Tschernoussow, Artjom Anatoljewitsch (* 1996), russischer Sportschütze
- Tschernoussow, Boris Nikolajewitsch (1908–1978), sowjetischer Politiker, Ministerpräsident der RSFSR
- Tschernoussow, Ilja Grigorjewitsch (* 1986), russischer Skilangläufer
- Tschernoussowa, Marina Wassiljewna (* 1983), russische Skilangläuferin
- Tschernoussowa, Swetlana Albertowna (* 1970), russische Biathletin
- Tschernow, Alexei Petrowitsch (1908–1979), sowjetischer Schauspieler
- Tschernow, Artjom Sergejewitsch (1982–2020), russischer Eishockeyspieler
- Tschernow, Dmitri Konstantinowitsch (1839–1921), russischer Metallurg und Hochschullehrer
- Tschernow, Iwan (* 1920), sowjetischer Offizier
- Tschernow, Jewgeni Alexandrowitsch (* 1992), russischer Fußballspieler
- Tschernow, Michael (* 1948), deutscher Schauspieler, Theaterregisseur, Schauspiellehrer und -coach
- Tschernow, Michail Jurjewitsch (* 1978), russischer Eishockeyspieler
- Tschernow, Mstyslaw (* 1985), ukrainischer Fotograf, Reporter, Fotojournalist, Videofilmer, Filmemacher, Kriegskorrespondent und RomanautorMstyslaw Tschernow (* 1985)

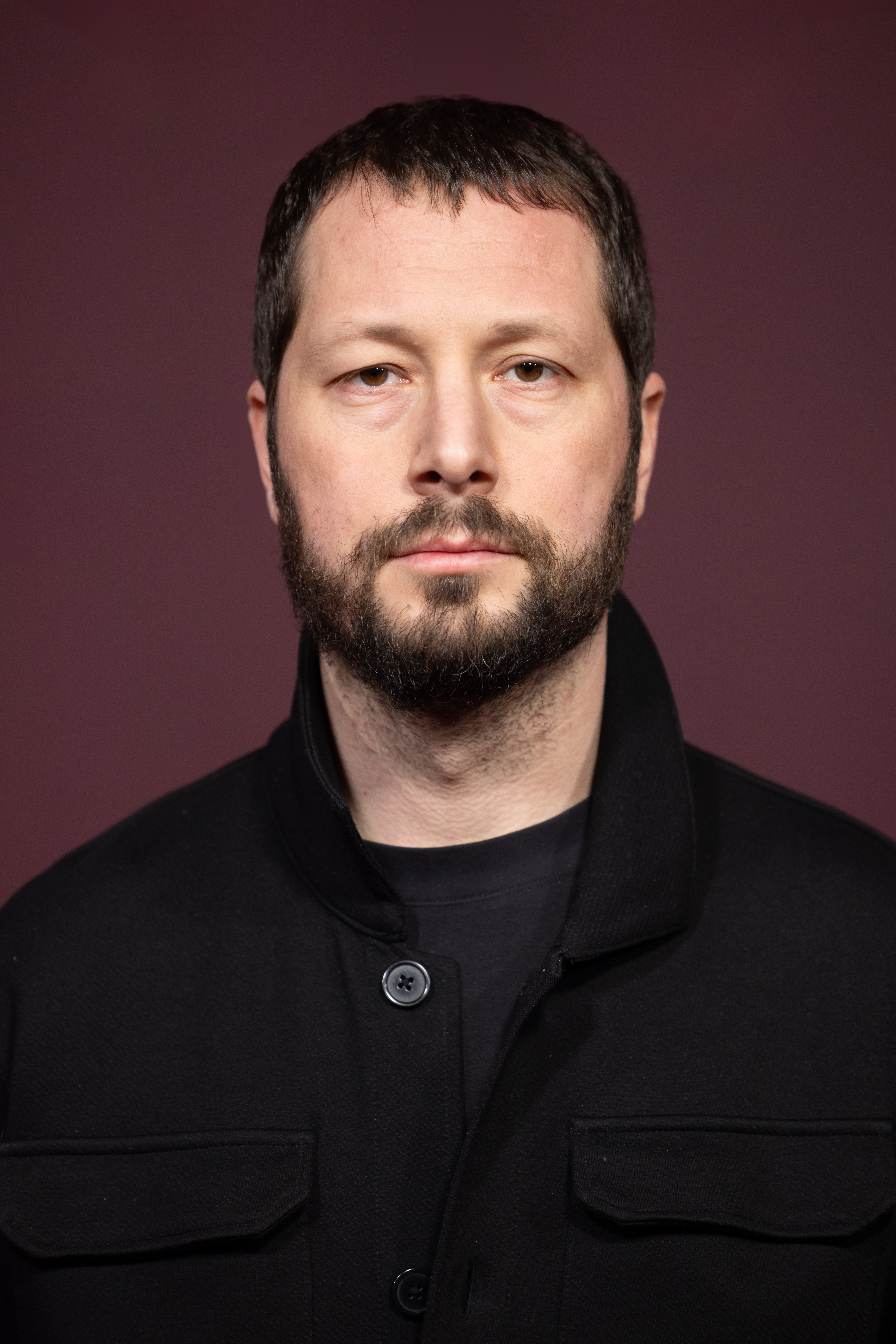
Mstyslaw Tschernow (* 1985)

- Tschernow, Nikita Alexandrowitsch (* 1996), russischer Fußballspieler
- Tschernow, Sergei Alexandrowitsch (1903–1964), sowjetischer Herpetologe
- Tschernow, Wiktor Michailowitsch (1873–1952), russischer Politiker
- Tschernowa, Ljudmila Alexandrowna (* 1955), sowjetisch-russische Sprinterin
- Tschernowa, Tatjana Sergejewna (* 1988), russische Siebenkämpferin
- Tschernowezkyj, Leonid (* 1951), ukrainischer Unternehmer, Politiker und Oberbürgermeister von Kiew
- Tschernowezkyj, Stepan (* 1978), ukrainischer Unternehmer und Investor
- Tschernowski, Kasimir Gawrilowitsch (1791–1847), polnisch-russischer Revolutionär und Erfinder eines U-Boots
- Tschernucha, Oleksandra (* 2004), ukrainische Dreispringerin
- Tschernutter, Jürgen (* 1990), österreichischer Eishockeyspieler
- Tscherny, George (1924–2023), US-amerikanischer Grafikdesigner, Typograf und Lehrer
- Tschernych, Ljudmila Iwanowna (1935–2017), sowjetische bzw. russische Astronomin
- Tschernych, Nikolai Stepanowitsch (1931–2004), sowjetisch-russischer Astronom
- Tschernych, Sergei (* 1972), russischer Skilangläufer
- Tschernyschenko, Dmitri Nikolajewitsch (* 1968), russischer Eisenbahnmanager
- Tschernyschenko, Dmytro (* 1994), ukrainischer Eishockeyspieler
- Tschernyschew, Witali Sergejewitsch (* 1981), russischer bzw. belarussischer Biathlet
- Tschernyschewski, Nikolai Gawrilowitsch (1828–1889), russischer Schriftsteller und KritikerNikolai Gawrilowitsch Tschernyschewski (1828–1889)

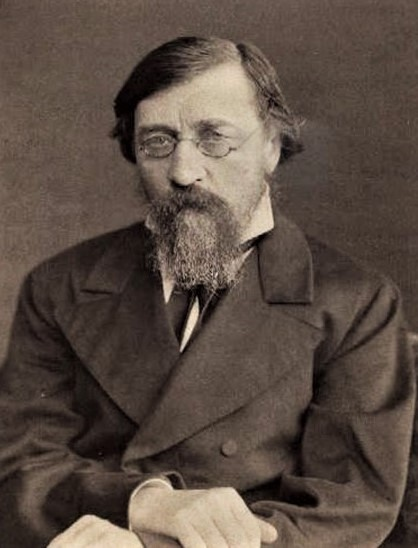
Nikolai Gawrilowitsch Tschernyschewski (1828–1889)

- Tschernyschow, Alexander Alexejewitsch (1882–1940), russischer Elektroingenieur und Hochschullehrer
- Tschernyschow, Alexander Igorewitsch (* 1992), russischer Biathlet
- Tschernyschow, Alexander Iwanowitsch (1786–1857), russischer General und Kriegsminister
- Tschernyschow, Andrei Alexejewitsch (* 1968), russischer Fußballspieler
- Tschernyschow, Arkadi Iwanowitsch (1914–1992), sowjetischer Eishockeyspieler und -trainer
- Tschernyschow, Denys (* 1974), ukrainischer stellvertretender Justizminister
- Tschernyschow, Feodossi Nikolajewitsch (1856–1914), russischer Geologe
- Tschernyschow, Ilja (* 1985), kasachischer Radrennfahrer
- Tschernyschow, Iwan Grigorjewitsch (1726–1797), russischer Diplomat und Modernisierer der russischen Flotte
- Tschernyschow, Jewgeni Wassiljewitsch (* 1947), sowjetisch-russischer Handballspieler und -trainer
- Tschernyschow, Konstantin Walerjewitsch (* 1967), russischer Schachgroßmeister
- Tschernyschow, Pjotr Grigorjewitsch (1712–1773), russischer Diplomat

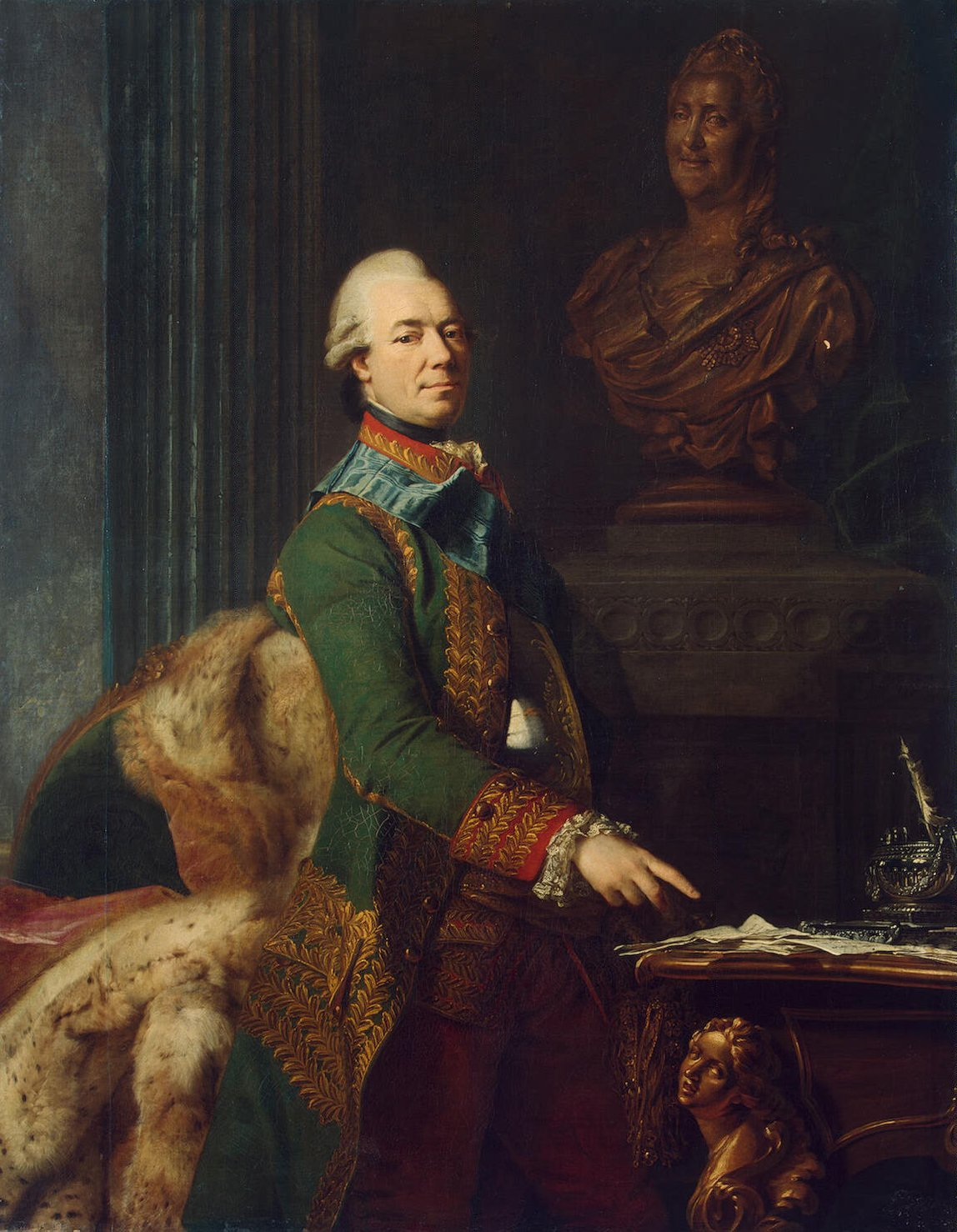
Sachar Grigorjewitsch Tschernyschow (1722–1784)

- Tschernyschow, Sachar Grigorjewitsch (1722–1784), russischer Generalfeldmarschall, Kriegsminister (1763–1774) und Gouverneur des Moskauer VerwaltungsbezirksSachar Grigorjewitsch Tschernyschow (1722–1784)
- Tschernyschow, Sachar Grigorjewitsch (1796–1862), russischer Rittmeister und Dekabrist
- Tschernyschow, Sergei Jegorowitsch (1881–1963), russisch-sowjetischer Architekt, Stadtplaner und Hochschullehrer
- Tschernyschow, Wladimir Fjodorowitsch (* 1948), sowjetischer Boxer
- Tschernyschowa, Jelisaweta (* 1958), russische Hürdenläuferin
- Tschernyschowa, Maryna (* 1999), ukrainische Tennisspielerin
- Tschernyschowa, Nadeschda Petrowna (1951–2019), sowjetische Ruderin
- Tschernyschowa, Polina Iljinitschna (* 1993), russische Schauspielerin
- Tschernyschowa, Wenera Michailowna (* 1954), russisch-sowjetische Biathletin
- Tscherokmanow, Filipp Michailowitsch (1899–1978), sowjetischer Generalleutnant
- Tscherow, Wassili Sergejewitsch (* 1996), russischer Fußballspieler
- Tscherpa, Amanda (1846–1915), deutsche Opernsängerin (Mezzosopran) und Theaterschauspielerin
- Tscherrig, Emil Paul (* 1947), Schweizer römisch-katholischer Geistlicher, Erzbischof, Diplomat des Heiligen Stuhls
- Tscherrig, Joseph Alfons (1903–1982), Schweizer römisch-katholischer Ordensgeistlicher, Apostolischer Vikar von Reyes in Bolivien
- Tschersich, Luise Emilie (* 1998), deutsche Schauspielerin
- Tscherskaja, Mawra Pawlowna (1857–1940), russische Forschungsreisende
- Tscherski, Iwan Dementjewitsch (1845–1892), polnisch-russischer Geograph und Forschungsreisender
- Tscherte, Hans, österreichischer Architekt und Festungsbaumeister
- Tscherter, Fritz (1888–1963), deutscher Fußballspieler
- Tschertkow, Leonid Natanowitsch (1933–2000), russischer Literaturwissenschaftler und Schriftsteller
- Tschertkow, Wladimir Grigorjewitsch (1854–1936), Herausgeber der Werke Lew Nikolajewitsch Tolstois
- Tschertkowa, Anna Konstantinowna (1859–1927), russische bzw. sowjetische Schriftstellerin
- Tschertok, Boris Jewsejewitsch (1912–2011), sowjetischer Raketenkonstrukteur und Weltraumpionier
- Tschertowski, Jewgeni Jefimowitsch (1902–1961), sowjetischer Erfinder

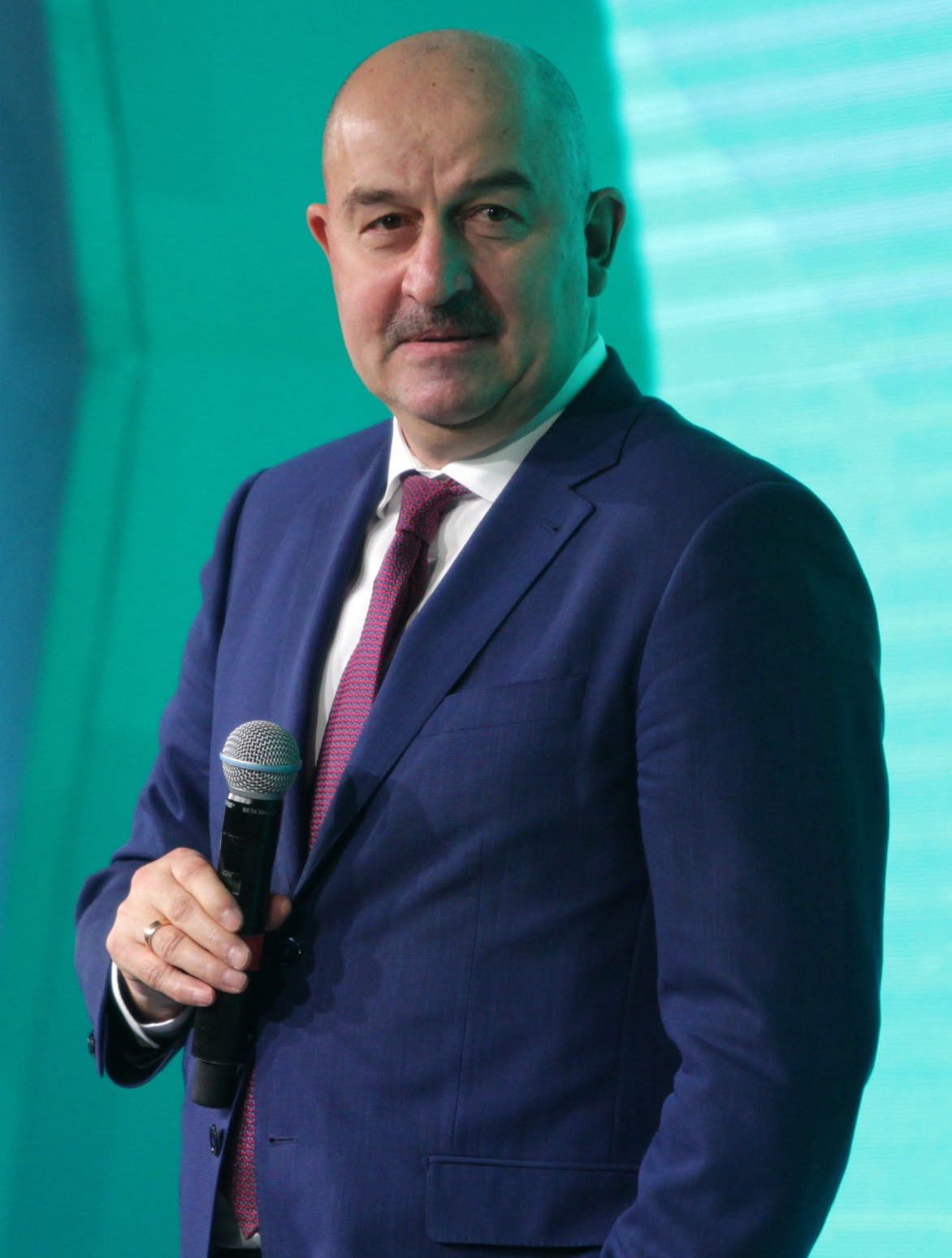
Stanislaw Salamowitsch Tschertschessow (* 1963)

- Tschertschessow, Stanislaw Salamowitsch (* 1963), russischer Fußballnationaltorhüter und TrainerStanislaw Salamowitsch Tschertschessow (* 1963)
- Tschertschessow, Stanislaw Stanislawowitsch (* 1994), russischer Fußballspieler
- Tscherwanjow, Juri Nikolajewitsch (* 1958), sowjetischer Hürdenläufer
- Tscherwenkow, Walko (1900–1980), bulgarischer Politiker, KP-Generalsekretär und Ministerpräsident
- Tscherwjakow, Alexander (* 1980), kasachischer Biathlet
- Tscherwjakow, Alexander Grigorjewitsch (1892–1937), sowjetischer Staatsmann, weißrussischer Parteifunktionär
- Tscherwjakow, Fjodor Andrejewitsch (* 1993), russischer Tennisspieler
- Tscherwjakow, Georgi Sergejewitsch (* 1990), russischer Skispringer
- Tscherwjakow, Sergei Wassiljewitsch (* 1959), sowjetischer Nordischer Kombinierer
- Tscherwjakowa, Anastassija Michailowna (* 1992), russische Badmintonspielerin
- Tscherwonenkis, Alexei Jakowlewitsch (1938–2014), russischer Informatiker und Mathematiker
- Tscherwonenko, Jewhen (* 1959), ukrainischer Politiker, Verkehrsminister der Ukraine
- Tscherwotkin, Alexei Alexandrowitsch (* 1995), russischer Skilangläufer
- Tscherwow, Wadim (1930–2000), ukrainischer Cellist
- Tscheryschew, Denis Dmitrijewitsch (* 1990), russischer FußballspielerDenis Dmitrijewitsch Tscheryschew (* 1990)

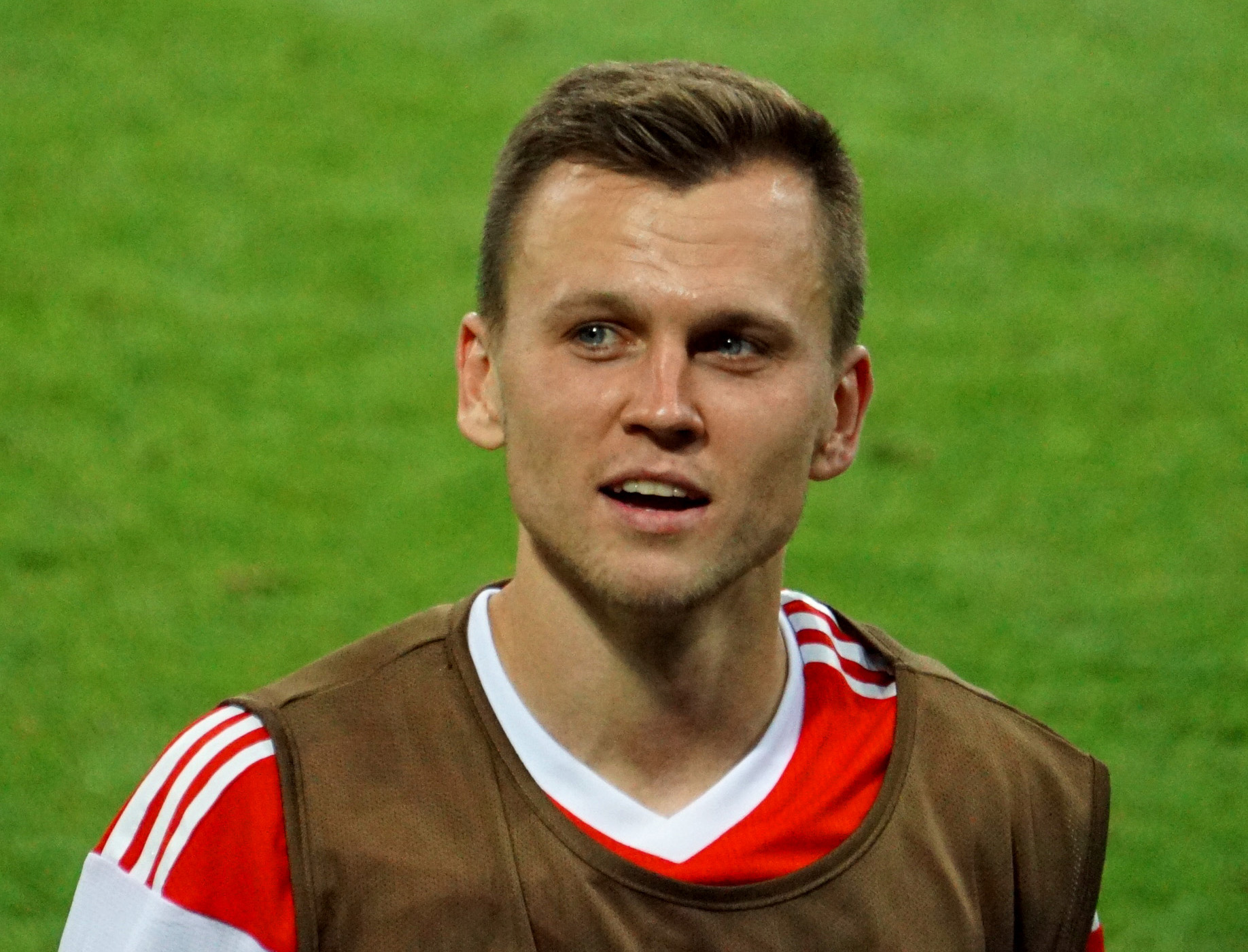
Denis Dmitrijewitsch Tscheryschew (* 1990)

##### Tsches
- Tschesch, Johann Theodor von (1595–1649), deutscher Jurist und Mystiker
- Tschesche, Harald (* 1935), deutscher Chemiker
- Tscheschija, Irakli Robertowitsch (* 1992), russischer Fußballspieler
- Tscheschkowa, Engelsina Sergejewna (1928–2004), burjatische Historikerin und Orientalistin
- Tscheschner, Dorothea (1928–2024), deutsche Autorin, Architektin und Stadtplanerin
- Tschesno-Hell, Michael (1902–1980), deutscher Drehbuchautor und Kulturfunktionär
- Tschesnokow, Andrei Eduardowitsch (* 1966), russischer Tennisspieler
- Tschesnokow, Boris Walentinowitsch (1928–2005), russischer Geologe, Mineraloge und Hochschullehrer
- Tschesnokow, Dmitri Iwanowitsch (1910–1973), sowjetischer Politiker
- Tschesnokow, Islam (* 1999), kasachischer Fußballspieler
- Tschesnokow, Juri Borissowitsch (1933–2010), sowjetischer Volleyballspieler, -trainer und -funktionär
- Tschesnokow, Pawel Grigorjewitsch (1877–1944), russischer Komponist und Chorleiter
- Tschestachiwskyj, Hryhorij (1820–1893), ukrainischer Maler und Autor von Taras Schewtschenkos Memoiren

##### Tschet
- Tschet, Konstantin (1902–1977), russischer Kameramann
- Tschetajew, Nikolai Gurjewitsch (1902–1959), russischer Physiker, Mathematiker und Hochschullehrer
- Tschetschelaschwili, Waleri (* 1961), georgischer Politiker und Diplomat
- Tschetschik, Jelisaweta Natanowna (1916–2015), sowjetisch-russische Architektin und Künstlerin
- Tschetschog, Erich (1899–1973), deutscher katholischer Pfarrer
- Tschetschorke, Fritz (* 1929), deutscher DBD-Funktionär, MdV
- Tschetschulin, Dmitri Nikolajewitsch (1901–1981), sowjetischer Architekt
- Tschetter, Josef (1829–1899), liechtensteinischer Landwirt und Politiker
- Tschetwergow, Jewgeni Wladimirowitsch (* 1934), russischer Schriftsteller und Hochschullehrer
- Tschetwerikow, Gennadi Jakowlewitsch (1935–2018), sowjetischer bzw. belarussischer Schauspieler, Stuntman und Zirkusdarsteller
- Tschetwerikow, Igor Wjatscheslawowitsch (1904–1987), sowjetischer Flugzeugkonstrukteur
- Tschetwerikow, Sergei Sergejewitsch (1880–1959), russisch-sowjetischer Entomologe, Genetiker und Evolutionsbiologe
- Tschetwertinski, Boris Antonowitsch (1784–1865), Oberst der Kaiserlich Russischen Armee
- Tschetweruchin, Sergei Alexandrowitsch (* 1946), russischer Eiskunstläufer

##### Tscheu
- Tscheulin, Dieter A. (1938–2013), deutscher Psychologe und Universitätsprofessor für Psychologie
- Tscheulin, Dieter K. (* 1958), deutscher Ökonom und Universitätsprofessor für Betriebswirtschaftslehre
- Tscheulin, Emil (1884–1951), deutscher Industrieller, Pionier der Aluminiumindustrie und NS-Wehrwirtschaftsführer
- Tscheuschner, Emil (1840–1911), deutscher Ziegeleibesitzer und Schriftsteller
- Tscheuschner, Horst-Dieter (* 1933), deutscher Ingenieur für Lebensmitteltechnik
- Tscheuschner, Klaus (* 1956), deutscher Politiker, Oberbürgermeister von Flensburg
- Tscheuschner, Marie (* 1867), deutsche Malerin

##### Tschew
- Tschewakinski, Sawwa Iwanowitsch (1713–1779), russischer Architekt

#### Tschi
- Tschiaberaschwili, Surab (* 1972), georgischer Politiker, Bürgermeister von Tiflis
- Tschiaureli, Micheil (1894–1974), sowjetischer Filmregisseur
- Tschiaureli, Sopiko (1937–2008), georgische Schauspielerin
- Tschibirow, Ludwig Alexejewitsch (* 1932), südossetischer Präsident
- Tschibissow, Nikandr Jewlampijewitsch (1892–1959), sowjetischer Generaloberst
- Tschiburdanidse, Maia (* 1961), georgische Schachspielerin und Schachweltmeisterin
- Tschichatschow, Pjotr Alexandrowitsch (1812–1890), russischer Forschungsreisender
- Tschiche, Hans-Jochen (1929–2015), deutscher Bürgerrechtler der DDR und Politiker (Bündnis 90/Die Grünen), MdV, MdB, MdL
- Tschiche, Klaus-Dieter (* 1941), deutscher Pädagoge
- Tschiche, Wolfram (* 1950), deutscher Philosoph und Theologe
- Tschichold, Jan (1902–1974), deutscher Kalligraf, Typograf, Schriftentwerfer, Plakatgestalter, Autor und LehrerJan Tschichold (1902–1974)

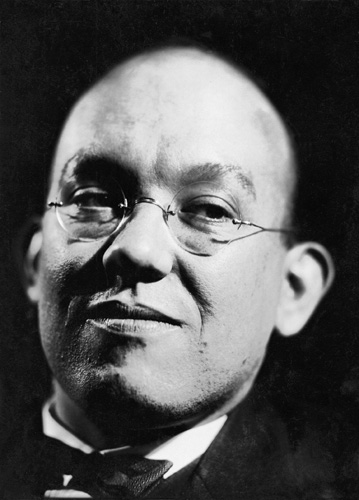
Jan Tschichold (1902–1974)

- Tschickert, Ernst (1889–1951), deutscher Gewerkschafter und Widerstandskämpfer
- Tschida, Johann (1916–1983), österreichischer Beamer und Politiker (ÖVP), Abgeordneter zum Nationalrat, Mitglied des Bundesrates
- Tschiderer, Ernst von (1830–1916), österreichischer Komponist
- Tschiderer, Johann Nepomuk von (1777–1860), Bischof von Trient
- Tschiedel, Hans Jürgen (* 1941), deutscher Altphilologe und Hochschullehrer
- Tschiedel, Jens (* 1968), deutscher Fußballspieler
- Tschiedel, Marie Karoline (1899–1980), österreichische Fotografin
- Tschiedel, Matthias (* 1958), deutscher Kameramann
- Tschiene, Peter (1935–2024), deutscher Sportwissenschaftler und Trainer
- Tschiersch, Jockel (* 1957), deutscher Schauspieler und Kabarettist
- Tschierschky, Karl (1906–1974), deutscher SS-Führer im Dienstgrad eines SS-Obersturmbannführers (1942)
- Tschierschky, Lotte (1908–1987), deutsche Kupferstecherin
- Tschierschky, Rolf (1923–2024), deutscher Maler, Grafiker und Bühnenbildner
- Tschierschky, Sabine (* 1943), deutsche Malerin, Grafikerin und Professorin für Kommunikationsdesign
- Tschierschky, Siegfried (1872–1937), deutscher Jurist, Wirtschaftswissenschaftler, Kartellsachverständiger, Verbandsfunktionär und Publizist
- Tschierschky, Siegfried (1898–1965), deutscher Bildhauer und Architekt
- Tschiffeli, Daniel (1664–1730), Buchdrucker
- Tschiffeli, Johann Rudolf (1716–1780), Schweizer Agronom
- Tschiffely, Aimé Félix (1895–1954), Schweizer Lehrer, Schriftsteller und Abenteurer
- Tschiftdschjan, Ischchan (* 1974), libanesischer evangelischer Theologe
- Tschigajew, Maxim Konstantinowitsch (* 1996), russischer Schachgroßmeister
- Tschiggfrey, Hans (1904–1963), österreichischer Politiker (ÖVP), Landtagsabgeordneter
- Tschigirinowa, Natalja Romanowna (* 1993), russische Handballspielerin
- Tschigirjowa, Wlada Alexandrowna (* 1994), russische Synchronschwimmerin
- Tschigischew, Jewgeni Alexandrowitsch (* 1979), russischer Gewichtheber
- Tschigorin, Michail Iwanowitsch (1850–1908), russischer SchachspielerMichail Iwanowitsch Tschigorin (1850–1908)

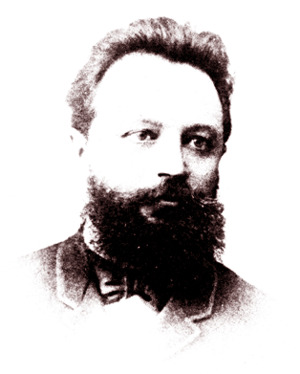
Michail Iwanowitsch Tschigorin (1850–1908)

- Tschijgos, Achtjom (* 1964), ukrainisch-krimtatarischer Politiker
- Tschikatilo, Andrei Romanowitsch (1936–1994), sowjetischer Serienmörder
- Tschikin, Walentin Wassiljewitsch (* 1932), sowjetischer bzw. russischer Politiker und Journalist
- Tschikladse, Schalwa (1912–1997), sowjetischer Ringer
- Tschikobawa, Arnold (1898–1985), georgischer und sowjetischer Philologe
- Tschikwanaia, Giwi (1939–2018), sowjetischer Wasserballspieler
- Tschikwiladse, Parnaos (1941–1966), sowjetischer Judoka
- Tschiladse, Otar (1933–2009), georgischer Schriftsteller
- Tschiladse, Tamas (1931–2018), georgischer Schriftsteller
- Tschilikow, Georgi (* 1978), bulgarischer Fußballspieler und -trainer
- Tschilin, Pawel (* 1958), russischer Orgelbauer
- Tschilmanow, Arman (* 1984), kasachischer Taekwondoin
- Tschilojan, Gajane (* 2000), armenische Sprinterin
- Tschilschke, Christian von (* 1966), deutscher Romanist
- Tschimbajew, Jernar (* 1988), kasachischer Billardspieler
- Tschimischkjan, Rafael Arkadu (1929–2022), sowjetischer Gewichtheber
- Tschimpke, Erich (1898–1970), deutscher SS-Oberführer
- Tschimpke, Olaf (* 1955), deutscher Geograph, Präsident des Naturschutzbundes Deutschland
- Tschinachow, Ruslan Jurjewitsch (* 1992), russischer Poolbillardspieler
- Tschinag, Galsan (* 1943), mongolischer Schriftsteller, Angehöriger der Volksgruppe der turksprachigen TuwaGalsan Tschinag (* 1943)

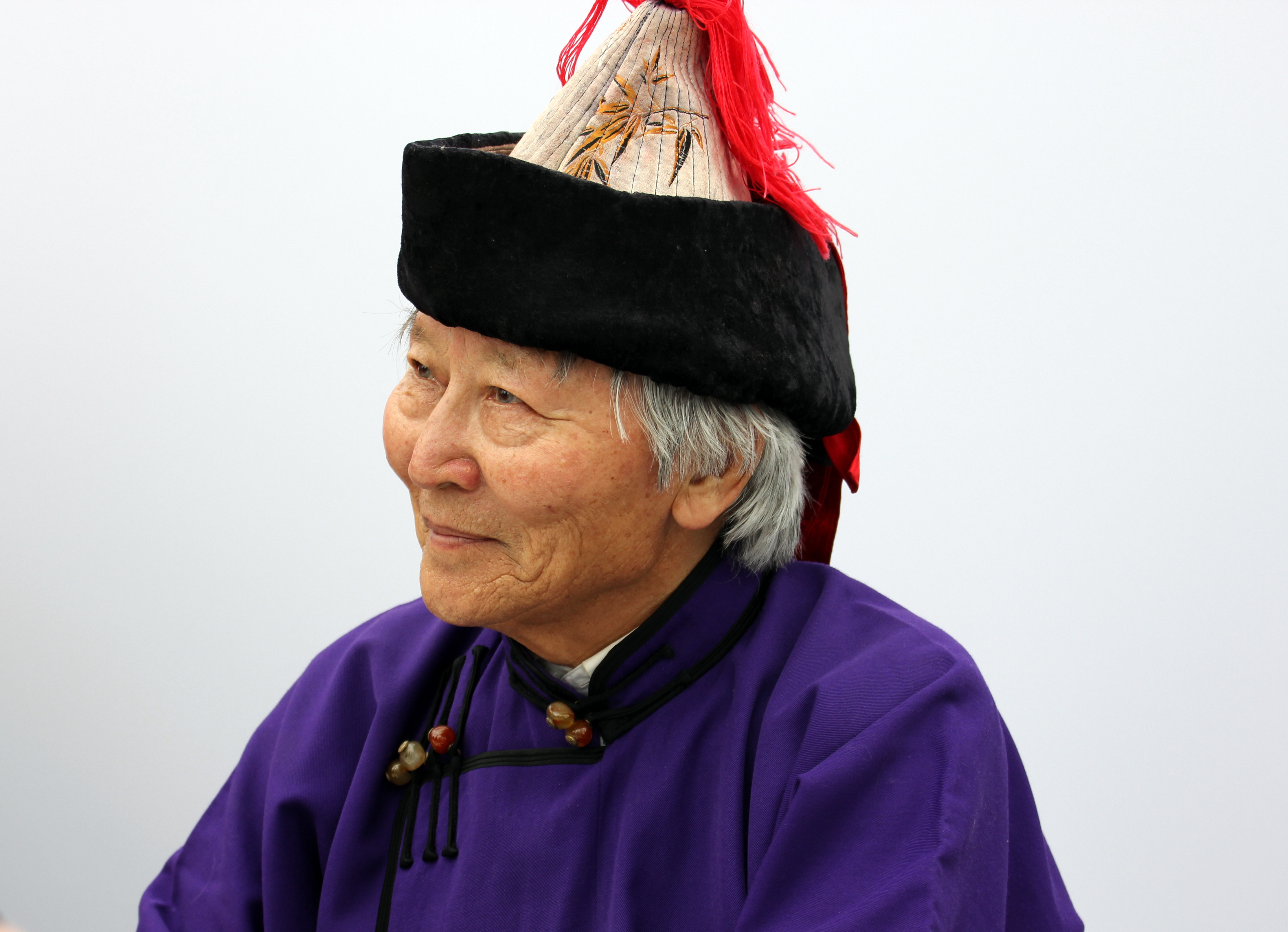
Galsan Tschinag (* 1943)

- Tschinakal, Nikolai Andrejewitsch (1888–1979), russischer Montanwissenschaftler und Hochschullehrer
- Tschindsorig, Baatarsüchiin (* 1991), mongolischer Boxer
- Tschinke, Friedrich (1894–1948), christlicher Widerstandskämpfer und VVN-Funktionär
- Tschinkel, Augustin (1905–1983), tschechischer Maler und Grafiker
- Tschinkel, Hans (1872–1925), Gottscheer Germanist
- Tschinkel, Yuri (* 1964), deutsch-russischer Mathematiker
- Tschinschanlo, Sülfija (* 1993), kasachische Gewichtheberin
- Tschintulow, Dobri (1822–1886), bulgarischer Dichter und lehrer
- Tschipaschwili, Wladimer (* 1964), georgischer Politiker (Vereinte Nationale Bewegung)
- Tschipowskaja, Anna Borissowna (* 1987), russische Schauspielerin
- Tschipurin, Michail Alexejewitsch (* 1980), russischer Handballspieler
- Tschira, Arnold (1910–1969), deutscher Bauforscher und Hochschullehrer
- Tschira, Caspar (1721–1774), Sigrist der Stadtkirche und Leiter der städtischen Mädchenschule zu Emmendingen
- Tschira, Hanns (1899–1957), deutscher Fotograf
- Tschira, Karl Konrad (1868–1911), deutscher Fotograf
- Tschira, Klaus (1940–2015), deutscher Unternehmer (SAP AG)Klaus Tschira (1940–2015)

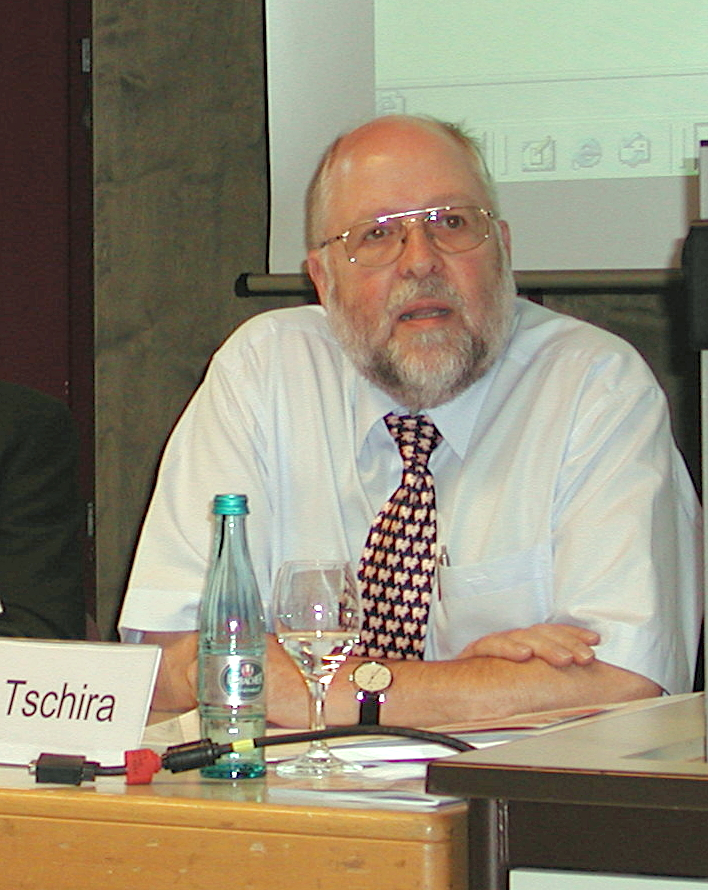
Klaus Tschira (1940–2015)

- Tschirch, Alexander (1856–1939), deutscher Pharmaziewissenschaftler
- Tschirch, Cathleen (* 1979), deutsche Sprinterin
- Tschirch, Egon (1889–1948), deutscher Maler
- Tschirch, Ernst (1819–1854), deutscher Komponist
- Tschirch, Fritz (1901–1975), deutscher Germanist
- Tschirch, Ingrid (1945–2018), deutsche Tierärztin und Politikerin (Die Linke), MdL
- Tschirch, Otto (1858–1941), deutscher Pädagoge, Historiker und Archivar
- Tschirch, Rudolf (1825–1872), deutscher Dirigent
- Tschirch, Wilhelm (1818–1892), deutscher Komponist
- Tschirf, Matthias (* 1957), österreichischer Politiker (ÖVP), Landtagsabgeordneter
- Tschirikow, Alexei Iljitsch (1703–1748), russischer SeemannAlexei Iljitsch Tschirikow (1703–1748)

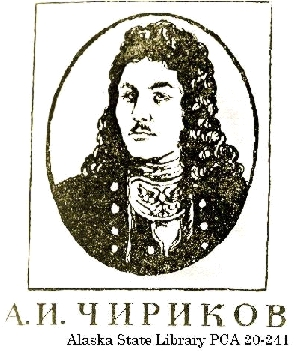
Alexei Iljitsch Tschirikow (1703–1748)

- Tschirikow, Boris Walerianowitsch (1928–2008), russischer Physiker
- Tschirikow, Jewgeni Nikolajewitsch (1864–1932), russischer Schriftsteller und Publizist
- Tschirikowa, Jewgenija Sergejewna (* 1976), russische Luftfahrtingenieurin, Unternehmerin und Aktivistin
- Tschiritsch, Hans Christian (* 1954), österreichischer Instrumentenbauer und Musiker
- Tschirk, Wolfgang (* 1956), österreichischer Leichtathlet
- Tschirkawi, Said Afandi al- (1937–2012), dagestanischer Sufi der Naqshbandi- und Schādhilīya-Tariqas
- Tschirkow, Alexander Semjonowitsch (* 1941), ukrainischer Literaturwissenschaftler
- Tschirkow, Artjom (* 1979), russischer Kontrabassist
- Tschirkow, Wiktor Wiktorowitsch (* 1959), russischer Admiral und Oberkommandierender der Russischen Marine
- Tschirkowa, Jelena Alexandrowna (* 1994), russische und rumänische Biathletin
- Tschirky, Boris (* 1965), Schweizer Politiker (CVP) und Kantonsrat
- Tschirky, Hugo (1938–2020), Schweizer Wissenschaftler
- Tschirky, Luzia (* 1990), Schweizer TV-Journalistin und Buchautorin
- Tschirky, Oscar (1866–1950), Maître d’hotel im Waldorf-Astoria, New York
- Tschirn, Gustav (1865–1931), deutscher Funktionär der freidenkerischen und der freigeistigen Bewegung in Deutschland
- Tschirner, Christian (* 1969), deutscher Theaterregisseur und Dramatiker
- Tschirner, Ekkehard (1943–2012), deutscher Luftverkehrskaufmann
- Tschirner, Joachim (* 1948), deutscher Dokumentarfilmregisseur und Akzidenz-Schriftsetzer
- Tschirner, Nora (* 1981), deutsche Schauspielerin und ModeratorinNora Tschirner (* 1981)

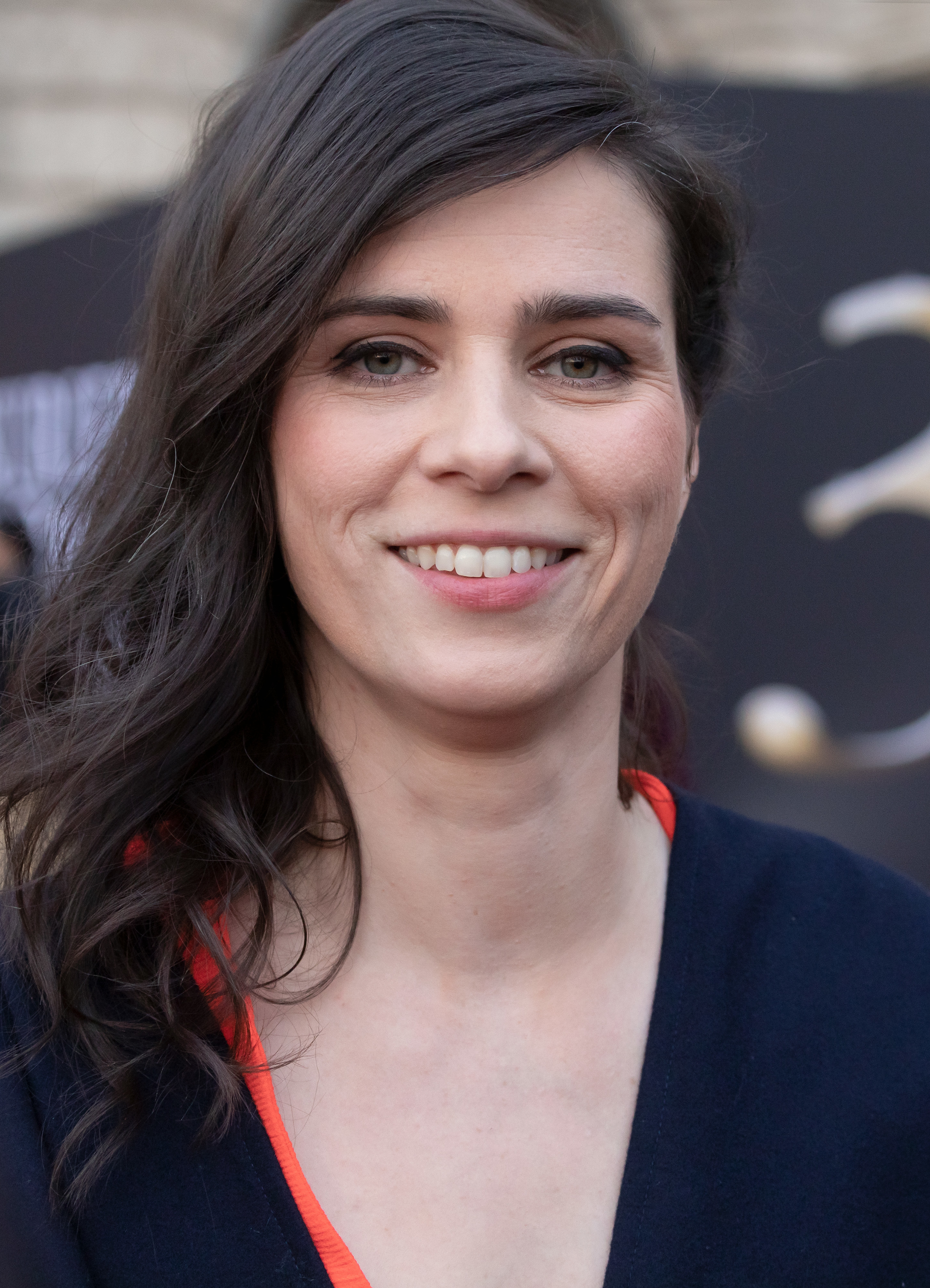
Nora Tschirner (* 1981)

- Tschirnhaus, Ehrenfried Walther von (1651–1708), deutscher Naturforscher, Mathematiker und Physiker
- Tschirnhaus, Götz von (1939–2022), deutscher Automobilrennfahrer
- Tschirpke, Marco (* 1975), deutscher Musik-Kabarettist
- Tschirpke, Norbert (* 1957), deutscher Künstler und Kulturmanager
- Tschirschky und Bögendorf, Friedrich Ludwig von (1769–1829), königlich-sächsischer Landesbestallter des Markgrafentums Oberlausitz, Gutsbesitzer und Gelehrter
- Tschirschky und Bögendorff, Adam Leonhard von (1723–1786), preußischer Regierungspräsident
- Tschirschky und Bögendorff, Adolf von (1828–1893), sächsischer Generalleutnant
- Tschirschky und Bögendorff, Ernst Richard von (1822–1904), deutscher Oberst
- Tschirschky und Bögendorff, Friedrich Gotthard Hartwig von (1717–1765), preußischer Landrat
- Tschirschky und Bögendorff, Friedrich Leonhard Conrad von (1760–1810), preußischer Justizrat, Landrat und Landschaftsdirektor
- Tschirschky und Bögendorff, Hans von (1864–1935), preußischer Generalmajor
- Tschirschky und Bögendorff, Karl Friedrich August von (1811–1894), sächsischer Major und Hofmarschall
- Tschirschky und Bögendorff, Otto Julius von (1818–1903), Generaldirektor der Königlich-Sächsischen Staatseisenbahnen
- Tschirschky, Bernhard von (1888–1918), deutscher Kapitänleutnant und Marineattaché
- Tschirschky, Carl Wilhelm von (1735–1803), preußischer Generalmajor, Chef des Dragonerregiments Nr. 11
- Tschirschky, Friedrich August Albrecht von (1734–1799), preußischer Generalmajor
- Tschirschky, Fritz Günther von (1900–1980), deutscher Diplomat und PolitikerFritz Günther von Tschirschky (1900–1980)

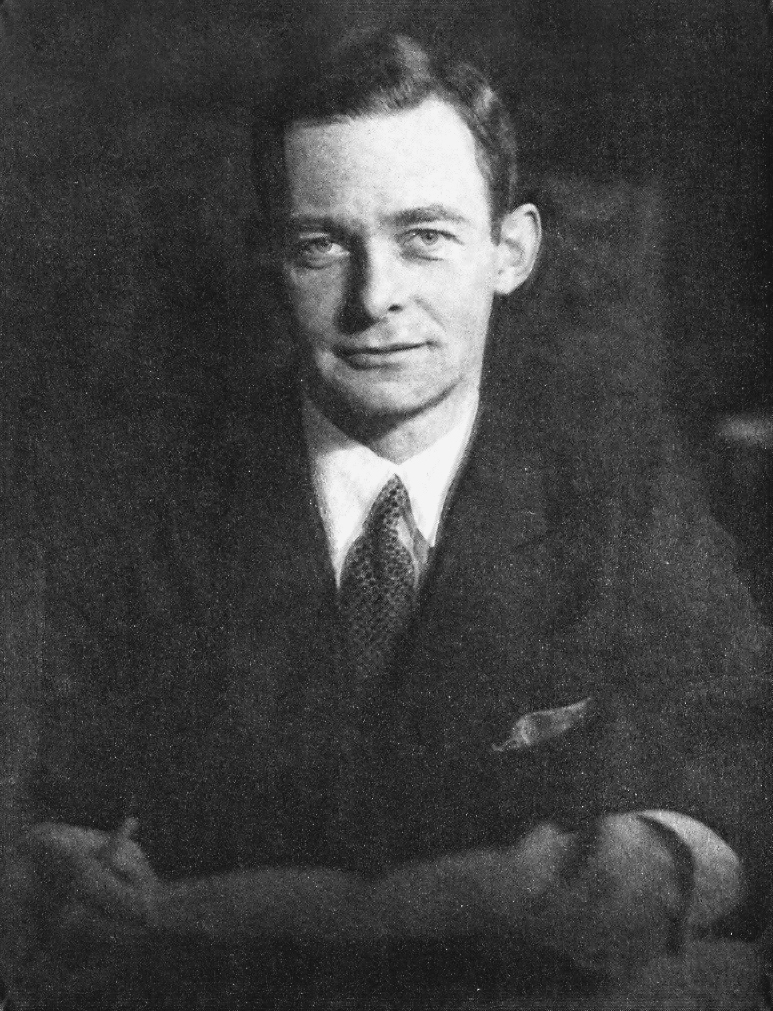
Fritz Günther von Tschirschky (1900–1980)

- Tschirschky, George Heinrich von (1718–1785), preußischer Landrat
- Tschirschky, Heinrich von (1858–1916), deutscher Diplomat und Staatssekretär im Auswärtigen Amt des Deutschen Reiches
- Tschirschky, Mortimer von (1844–1908), deutscher Majoratsherr und Parlamentarier
- Tschirschky-Reichell, Benno von (1810–1878), Gutsbesitzer und preußischer Politiker
- Tschirschnitz, Adolf von (1837–1912), Geheimer Regierungsrat und Landrat des Kreises Sonderburg
- Tschirschnitz, Julius Friedrich Siegismund (1825–1868), preußischer Verwaltungsbeamter und Landrat des Kreises Gummersbach
- Tschirschnitz, Julius von (1834–1921), sächsischer Generalleutnant
- Tschirschnitz, Wilhelm von (1796–1873), hannoverscher General der Infanterie
- Tschirtner, Oswald (1920–2007), österreichischer Maler
- Tschirwitz, Gernot (* 1944), deutscher Komponist, Pianist und Privatmusiklehrer
- Tschischewski, Alexander Leonidowitsch (1897–1964), russischer Biophysiker, Dichter und Maler
- Tschischewski, Nikolai Prokopjewitsch (1873–1952), russisch-sowjetischer Metallurge und Hochschullehrer
- Tschischewski, Wladimir Antonowitsch (1899–1972), russischer Luftfahrtingenieur
- Tschischikow, Dawid Michailowitsch (1895–1974), russischer Metallurg und Hochschullehrer
- Tschischikow, Rodislaw Matwejewitsch (1929–2010), sowjetischer Radrennfahrer
- Tschischikow, Wiktor Alexandrowitsch (1935–2020), sowjetischer bzw. russischer Illustrator, Autor und Designer
- Tschischka, Franz (1786–1855), österreichischer Kulturhistoriker und Volksliedsammler
- Tschischko, Ludwig Johannes (1858–1918), evangelisch-lutherischer Geistlicher, lettischer Märtyrer
- Tschischow, Matwei Afanassjewitsch (1838–1916), russischer Bildhauer und Hochschullehrer
- Tschischow, Wladimir Alexejewitsch (* 1953), russischer Diplomat
- Tschischowa, Jelena Semjonowna (* 1957), russische Schriftstellerin
- Tschischowa, Nadeschda Wladimirowna (* 1945), russische Leichtathletin und Olympiasiegerin
- Tschischwitz, Benno (1828–1890), deutscher Pädagoge, Philologe, Gymnasiallehrer, Übersetzer und Schriftsteller
- Tschischwitz, Erich von (1870–1958), deutscher General der Infanterie der Reichswehr
- Tschischwitz, Wilhelm von (1831–1911), preußischer Generalleutnant
- Tschiskale, Uwe (* 1962), deutscher Fußballspieler
- Tschislenko, Igor Leonidowitsch (1939–1994), sowjetischer Fußballspieler
- Tschislowa, Jekaterina Gawrilowna (1846–1889), russische Ballerina und die Mätresse des Großfürsten Nikolai Nikolajewitsch Romanow
- Tschistjakow, Alexei Walentinowitsch (1962–2012), russischer Maler des abstrakten Expressionismus
- Tschistjakow, Dmitri Jurjewitsch (* 1994), russischer Fußballspieler
- Tschistjakow, Georgi Petrowitsch (1953–2007), russischer Geistlicher, Philologe und Historiker
- Tschistjakow, Iwan Michailowitsch (1900–1979), sowjetischer Generaloberst
- Tschistjakow, Konstantin Sergejewitsch (* 1970), sowjetisch-russischer Skirennläufer
- Tschistjakow, Pawel Petrowitsch (1832–1919), russischer Maler und Pädagoge
- Tschistjakow, Sergei Nikolajewitsch (* 1990), russischer Eishockeyspieler
- Tschistjakow, Walentin (1939–1982), sowjetischer Hürdenläufer
- Tschistjakow, Wiktor Walentinowitsch (* 1975), russischer Stabhochspringer, zeitweise für Australien startend
- Tschistjakow, Wjatscheslaw Nikolajewitsch (* 1980), russischer Eishockeyspieler
- Tschistjakowa, Alina (* 2005), kasachische Siebenkämpferin
- Tschistjakowa, Galina (* 1962), russisch-slowakische Weitspringerin
- Tschistjakowa, Natalja Alexandrowna (* 1946), russische Sprinterin
- Tschistow, Stanislaw Michailowitsch (* 1983), russischer Eishockeyspieler
- Tschitschagow, Dmitri Nikolajewitsch (1835–1894), russischer Architekt und Hochschullehrer
- Tschitschagow, Michail Nikolajewitsch (1837–1889), russischer Architekt und Hochschullehrer
- Tschitschagow, Pawel Wassiljewitsch (1767–1849), russischer Admiral
- Tschitschagow, Wassili Jakowlewitsch (1726–1809), russischer Admiral und Polarforscher
- Tschitscherin, Alexei Nikolajewitsch (1894–1960), russischer Dichter und Futurist
- Tschitscherin, Boris Nikolajewitsch (1828–1904), russischer Jurist und Hochschullehrer
- Tschitscherin, Georgi Wassiljewitsch (1872–1936), sowjetischer Politiker und Außenminister (1922–1930)Georgi Wassiljewitsch Tschitscherin (1872–1936)

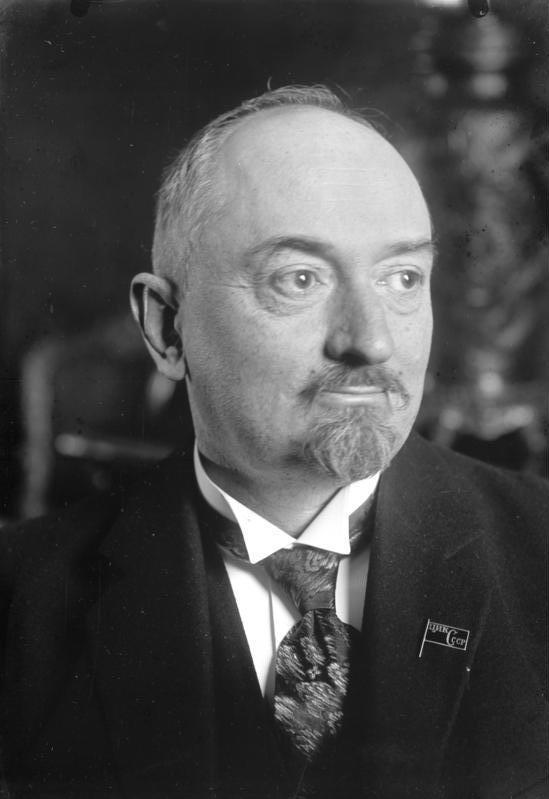
Georgi Wassiljewitsch Tschitscherin (1872–1936)

- Tschitscherowa, Anna Wladimirowna (* 1982), russische Hochspringerin
- Tschitschibabin, Alexei Jewgenjewitsch (1871–1945), russischer Chemiker
- Tschitschinadse, Dodo (1924–2009), georgische Schauspielerin
- Tschitschke, Maximilian (1875–1940), römisch-katholischer Geistlicher, Heimatforscher, Verfasser und Herausgeber
- Tschitschko, Helene (1908–1992), österreichische Politikerin (SPÖ), Mitglied des Bundesrates
- Tschitschulin, Anton (* 1984), kasachischer Fußballspieler
- Tschittschjan, Geghuni (* 1929), armenische Komponistin
- Tschiwadse, Aleksandre (* 1955), georgisch-sowjetischer Fußballspieler und -trainer
- Tschiwiksin, Michail Anatoljewitsch (* 1976), russischer Badmintonspieler
- Tschiwilichin, Wladimir Alexejewitsch (1928–1984), russischer Schriftsteller und Publizist
- Tschižewskij, Dmitrij (1894–1977), deutscher Slawist, Philosoph und Kulturwissenschaftler russisch-ukrainischer Herkunft

#### Tschk
- Tschkalow, Waleri Pawlowitsch (1904–1938), sowjetischer Pilot
- Tschkuaseli, Dschemal (1935–2021), georgischer Dirigent

#### Tschl
- Tschlenow, Echiel (1864–1918), russischer Arzt und Zionistenführer
- Tschlenowa, Natalja Lwowna (1936–2009), russische Prähistorikerin

#### Tschm
- Tschmutina, Natalija (1912–2005), ukrainische und sowjetische Architektin
- Tschmyrjowa, Natalja Jurjewna (1958–2015), sowjetische Tennisspielerin

#### Tscho
- Tschobanjan, Arschak (1872–1954), armenischer Schriftsteller, Übersetzer und Diplomat
- Tschobanjane, Lussine (* 1998), armenische Tennisspielerin
- Tschocheli, Giwi (1937–1994), sowjetischer Fußballspieler
- Tschochohei, Gerd (* 1943), deutscher Handballfunktionär und -trainer
- Tschoeltsch, Hagen (* 1941), deutscher Politiker (FDP), MdL
- Tschoepe, Armin (1938–2002), deutscher Soziologe und Sozialpolitiker (SPD)
- Tschoepe, Peter-Michael (1943–2020), deutscher Maler
- Tschoepe, Thomas Ambrose (1915–2009), römisch-katholischer Bischof von Dallas
- Tschofen, Bernhard (* 1966), österreichischer Kulturwissenschaftler und Europäischer Ethnologe
- Tschofenig, Daniel (* 2002), österreichischer SkispringerDaniel Tschofenig (* 2002)

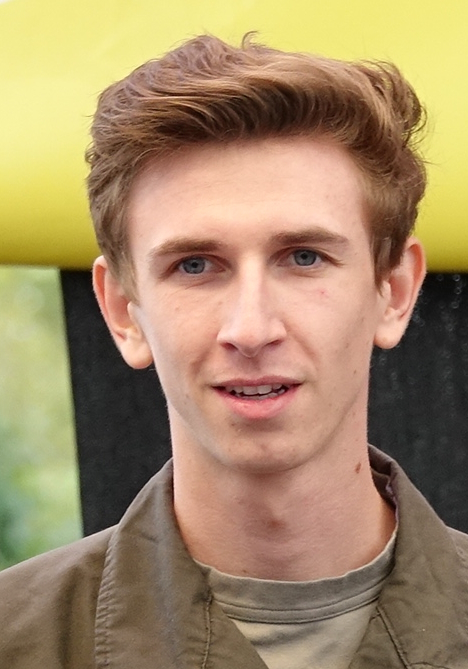
Daniel Tschofenig (* 2002)

- Tschofenig, Gisela (1917–1945), österreichische Widerstandskämpferin
- Tschofenig, Josef (1913–1995), österreichischer Politiker und Abgeordneter zum Kärntner Landtag
- Tschoffen, Paul (1878–1961), belgischer Politiker
- Tschögl, Florian, österreichischer Gerechter unter den Völkern
- Tschögl, Franz (1914–1981), österreichischer Politiker (ÖVP), Landtagsabgeordneter im Burgenland
- Tschoglokow, Michail Iwanowitsch, russischer Baumeister, Architekt und Maler des Barock
- Tschögürian, Tigran (1884–1915), armenischer Lehrer, Journalist und Völkermordopfer
- Tschohl, Peter (1935–2007), deutscher Ethnologe und Altamerikanist
- Tschoibalsan, Chorloogiin (1895–1952), mongolischer Revolutionär und StaatsführerChorloogiin Tschoibalsan (1895–1952)

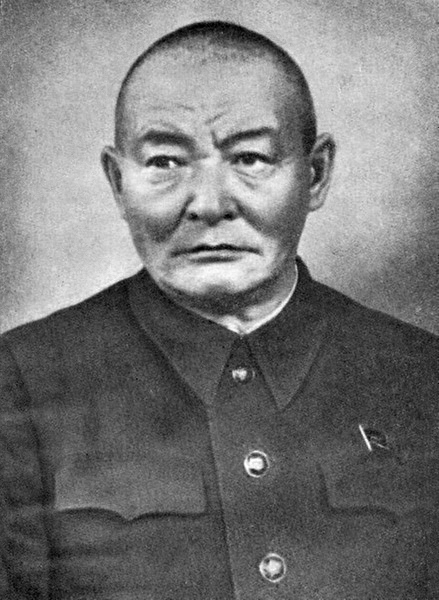
Chorloogiin Tschoibalsan (1895–1952)

- Tschoinom, Rjentschinii (1936–1978), mongolischer Schriftsteller
- Tschöke, Claudia (* 1978), deutsche Fußballspielerin und -nationalspielerin
- Tschol, Fritz (1929–2016), österreichischer Geistlicher, Generalvikar von Xingu
- Tscholakow, Welitschko (1982–2017), bulgarischer Gewichtheber
- Tscholl, Josef (1928–2018), italienischer römisch-katholischer Geistlicher und Hochschullehrer
- Tscholl, Karin (* 1968), österreichische Erzählerin und Autorin
- Tschöll, Leo (1893–1980), österreichischer Gerechter unter den Völkern
- Tscholl, Werner (* 1955), italienischer Architekt
- Tscholoqaschwili, Kakuza (1888–1930), georgischer Partisanenführer
- Tscholowjaga, Anna Walerjewna (* 1992), russische Fußballspielerin
- Tschomakow, Stojan (1819–1893), bulgarischer Arzt und Politiker
- Tschombé, Moïse (1919–1969), kongolesischer Politiker, Präsident von Katanga sowie Premierminister der Demokratischen Republik KongoMoïse Tschombé (1919–1969)

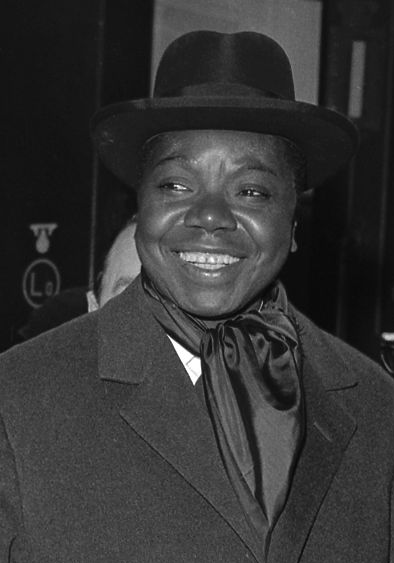
Moïse Tschombé (1919–1969)

- Tschon, Karl Richard (1923–1993), deutscher Schriftsteller
- Tschon, Olivia (* 1994), österreichische Fußballschiedsrichterin
- Tschongarow, Nikola (* 1989), bulgarischer Skirennläufer
- Tschop († 1746), Häuptling der Mohikaner
- Tschöp, Erich (* 1937), deutscher Fußballspieler
- Tschöp, Matthias (* 1967), deutscher Neuroendokrinologe
- Tschöpe, Björn (* 1967), deutscher Politiker (SPD)
- Tschöpe, Diethelm (* 1958), deutscher Diabetologe (DDG), Endokrinologe, Gastroenterologe und Gesundheitsökonom
- Tschopp, Andreas (* 1979), Schweizer Musiker des Modern Jazz
- Tschopp, Charles (1899–1982), Schweizer Schriftsteller
- Tschopp, Evelyne (* 1991), Schweizer Judoka
- Tschopp, Jakob Kaspar (1803–1882), Schweizer Geistlicher und Erfinder
- Tschopp, Jean (* 1982), Schweizer Politiker (SP)
- Tschopp, Johann (* 1982), Schweizer Radrennfahrer
- Tschopp, Jürg (1951–2011), Schweizer Biochemiker und Immunologe
- Tschopp, Marcel (* 1974), liechtensteinischer Langstreckenläufer
- Tschopp, Matthias (* 1983), Schweizer Baritonsaxophonist
- Tschopp, Mirjam (* 1976), Schweizer Violinistin und Bratschistin
- Tschopp, Peter (1940–2009), Schweizer Wirtschaftswissenschaftler und Politiker (FDP)
- Tschopp, Rahel (* 2000), Schweizer FußballspielerinRahel Tschopp (* 2000)

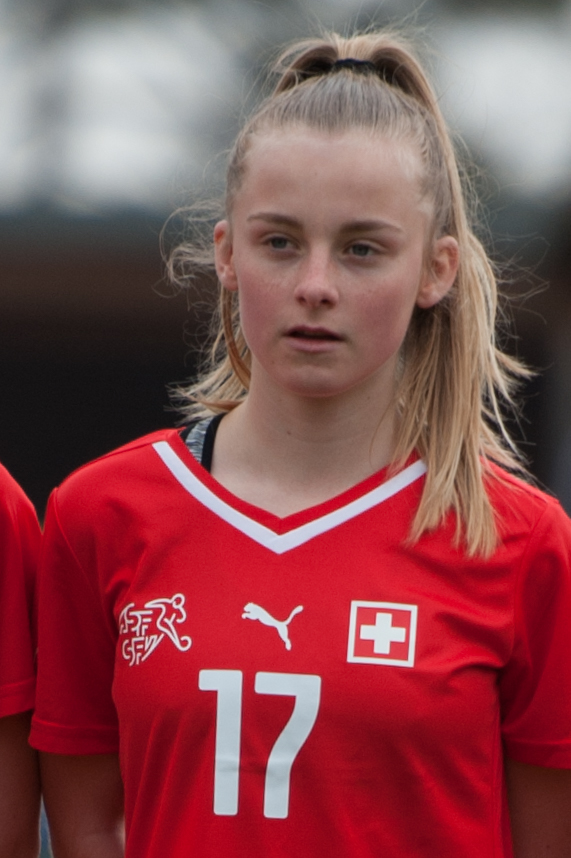
Rahel Tschopp (* 2000)

- Tschopp, Silvia Serena (* 1960), Schweizer Historikerin
- Tschopp, Willy (1905–1987), Schweizer Sprinter
- Tschorbadschiew, Wassil (* 1990), bulgarischer Biathlet
- Tschorijewa, Mawsuna (* 1992), tadschikische Boxerin
- Tschorn, Gerhart (1901–1975), deutscher Ingenieur und Wissenschaftler
- Tschorn, Sascha (* 1976), deutscher Schauspieler
- Tschorn, Sophie (1891–1975), deutsche Hörfunkpionierin und Schriftstellerin
- Tschornaja, Ljalja (1909–1982), sowjetische Schauspielerin, Sängerin, Tänzerin und Romni
- Tschornicki, Max (1903–1945), deutscher Widerstandskämpfer gegen den Nationalsozialismus
- Tschornohus, Jaryna (* 1995), ukrainische Dichterin
- Tschornomas, Bohdan (* 1996), ukrainischer Hürdenläufer
- Tschornowil, Wjatscheslaw (1937–1999), ukrainischer Dissident, Menschenrechtler, Journalist und PolitikerWjatscheslaw Tschornowil (1937–1999)

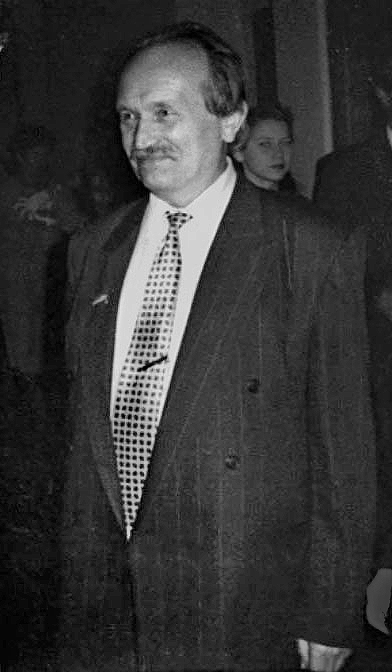
Wjatscheslaw Tschornowil (1937–1999)

- Tschornowol, Tetjana (* 1979), ukrainische Journalistin, Aktivistin und Politikerin
- Tschornowol, Tetjana (* 2003), ukrainische Leichtathletin
- Tschorny, Artur Garijewitsch (* 2000), russischer Fußballspieler
- Tschorny, Daniil, russischer Mönch, Ikonen- und Freskenmaler
- Tschorny, Kusma (1900–1944), weißrussischer Schriftsteller und literarischer Übersetzer
- Tschorny, Lew († 1921), russischer Anarchist
- Tschorny, Ossip Jewsejewitsch (1899–1981), russisch-sowjetischer Schriftsteller, Musikwissenschaftler und Dirigent
- Tschornych, Alexander Alexandrowitsch (* 1965), russischer Eishockeyspieler
- Tschornyj, Mychajlo (1933–2020), ukrainischer Maler und Zeichner
- Tschorotegin, Tyntschtykbek (* 1959), kirgisischer Historiker, Journalist und Politiker
- Tschorsnig, Hans-Peter, deutscher Entomologe
- Tschörtner, Heinz Dieter (1932–2023), deutscher Verlagslektor, Autor und Herausgeber
- Tschörtner, Hellmuth (1911–1979), deutscher Maler und Grafiker
- Tschörtner, Ilse (1942–2022), deutsche Übersetzerin und Nachdichterin russischer Literatur
- Tschörtner, Lilly (* 1980), deutsche Schauspielerin
- Tschörtner, Petra (1958–2012), deutsche Dokumentarfilm-RegisseurinPetra Tschörtner (1958–2012)

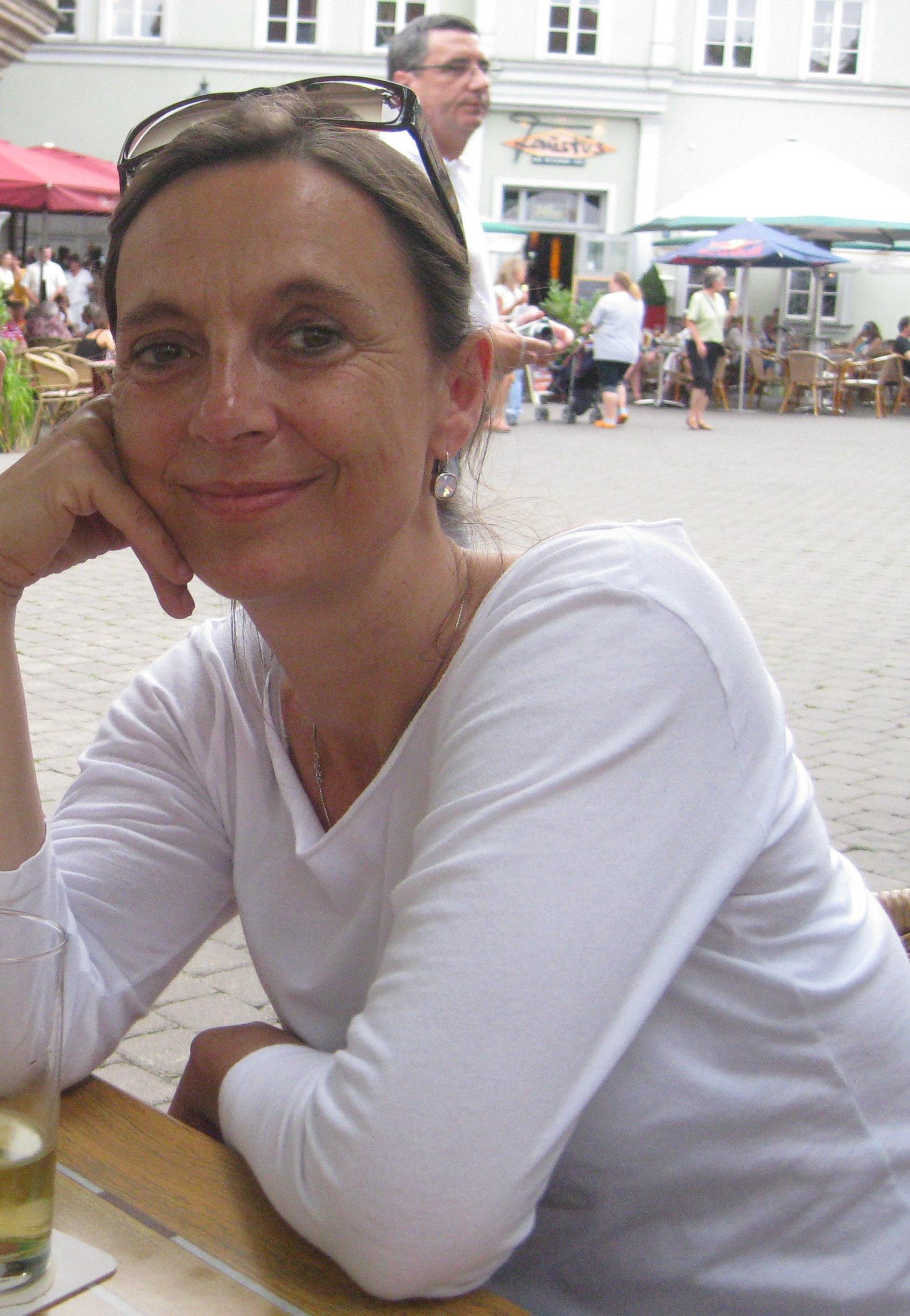
Petra Tschörtner (1958–2012)

- Tschotbajew, Abdygul (* 1957), kirgisischer General
- Tschotschijew, Boris Jeliosowitsch (1957–2021), südossetischer Politiker
- Tschotschischwili, Schota (1950–2009), sowjetischer Judoka

#### Tschr
- Tschrepitsch, Matthias (* 1999), österreichischer Eishockeytorwart
- Tschrikischwili, Awtandil (* 1991), georgischer Judoka

#### Tschs
- Tschschan, Igor (* 1999), kasachischer Radrennfahrer

#### Tschu
- Tschub, Nikolai Alexandrowitsch (* 1984), russischer Kosmonaut
- Tschubais, Anatoli Borissowitsch (* 1955), russischer Politiker und UnternehmerAnatoli Borissowitsch Tschubais (* 1955)

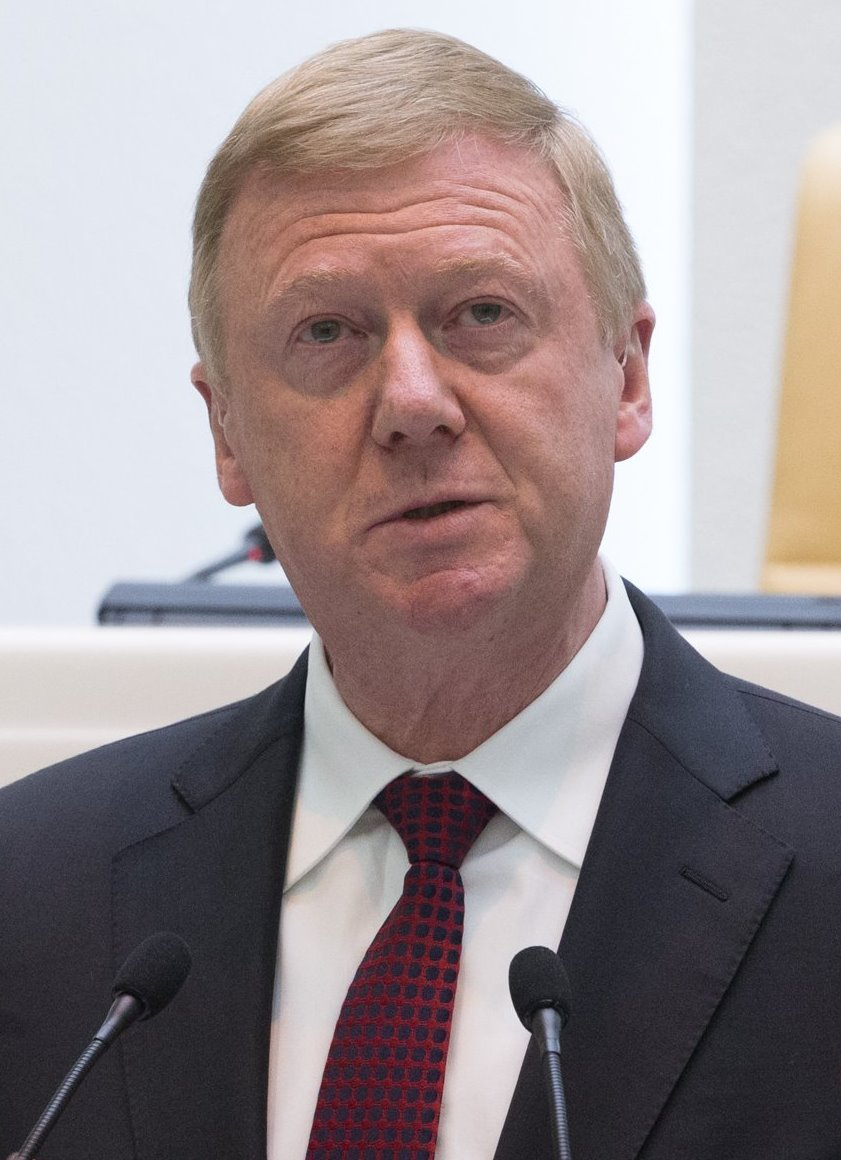
Anatoli Borissowitsch Tschubais (* 1955)

- Tschubar, Wlas Jakowlewitsch (1891–1939), sowjetischer Politiker und Opfer der stalinistischen Säuberungen
- Tschubarikow, Wladimir Nikolajewitsch (* 1951), sowjetisch-russischer Mathematiker
- Tschubarjan, Alexander Oganowitsch (* 1931), russischer Historiker und Wissenschaftsfunktionär
- Tschubarjan, Ghukas (1923–2009), sowjetisch-armenischer Bildhauer und Hochschullehrer
- Tschubarow, Artjom Andrejewitsch (* 1979), russischer Eishockeyspieler
- Tschubarow, Igor Michailowitsch (* 1965), russischer Philosoph, Kulturkritiker und Übersetzer ins Russische
- Tschubarow, Refat (* 1957), ukrainisch-krimtatarischer Politiker
- Tschubinaschwili, Dawit (1814–1891), georgisch-russischer Philologe, Lexikograf und Hochschullehrer
- Tschubkowzowa, Hanna (* 1994), ukrainische Hürdenläuferin
- Tschubynskyj, Mychajlo (1871–1943), ukrainischer Jurist, Kriminologe und Politiker
- Tschubynskyj, Pawlo (1839–1884), ukrainischer Ethnograph, Folklorist, Historiker, Geograph und Journalist
- Tschuchadschjan, Dikran (1837–1898), armenischer Komponist
- Tschuchnowski, Boris Grigorjewitsch (1898–1975), russisch-sowjetischer Pilot
- Tschuchrai, Grigori Naumowitsch (1921–2001), sowjetischer Filmregisseur
- Tschuchrai, Pawel Grigorjewitsch (* 1946), russischer Filmregisseur
- Tschuchrai, Sergei Alexejewitsch (* 1955), sowjetischer Kanute
- Tschuchrowa, Marina Gennadjewna (* 1955), russische Psychologin
- Tschudakow, Alexander Jewgenjewitsch (1921–2001), russischer Physiker
- Tschudakow, Nikolai Grigorjewitsch (1904–1986), russischer Mathematiker
- Tschudakowa, Marietta Omarowna (1937–2021), sowjetisch-russische Literaturwissenschaftlerin und Hochschullehrerin
- Tschudi Sauber, Franziska (* 1959), Schweizer Anwältin und Unternehmerin
- Tschudi, Aegidius (1505–1572), schweizerischer Historiker und PolitikerAegidius Tschudi (1505–1572)

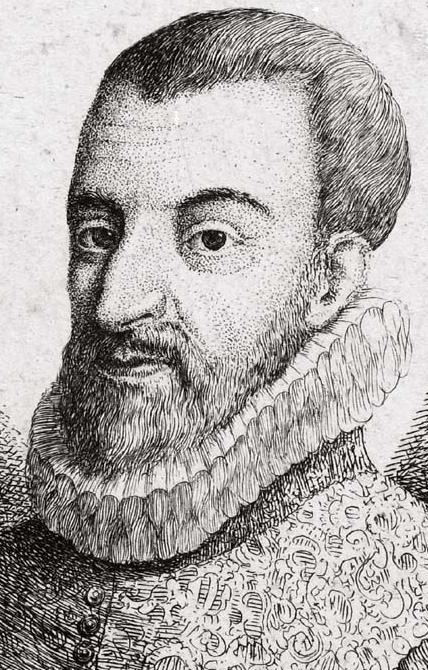
Aegidius Tschudi (1505–1572)

- Tschudi, August von (1815–1878), preußischer Generalmajor
- Tschudi, Bartholomäus (1620–1702), Bibliothekar des Klosters St. Gallen (1654–1661)
- Tschudi, Burkhardt (1702–1773), britischer Cembalobauer
- Tschudi, Dominikus (1597–1654), Schweizer Benediktinermönch, Abt des Klosters Muri
- Tschudi, Felix (1917–2010), Schweizer evangelisch-reformierter Pfarrer, Sozialethiker
- Tschudi, Fridolin (1912–1966), Schweizer Schriftsteller und Lyriker
- Tschudi, Georg von (1862–1928), deutscher Flugpionier und Offizier
- Tschudi, Gilles (* 1957), Schweizer Schauspieler und Theaterregisseur
- Tschudi, Hans Martin (* 1951), Schweizer Politiker (DSP)
- Tschudi, Hans Rudolf (1641–1716), Pfarrer in Gretschins zur Zeit des Wartauerhandels 1694/95
- Tschudi, Hans-Peter (1913–2002), Schweizer Politiker (SP)
- Tschudi, Hugo von (1851–1911), Schweizer KunsthistorikerHugo von Tschudi (1851–1911)

Hugo von Tschudi (1851–1911)

- Tschudi, Johann Jakob von (1818–1889), Schweizer Naturforscher, Forschungsreisender, Linguist und Diplomat
- Tschudi, Jost, Glarner Landamman und Militärischer Führer Glarner Truppen
- Tschudi, Lill (1911–2004), Schweizer Künstlerin
- Tschudi, Marco (* 1981), Schweizer Poolbillardspieler
- Tschudi, Ralph (1890–1974), norwegischer Segler
- Tschudi, Raphaël (* 1987), Schweizer Schauspieler
- Tschudi, Raymund (1914–2011), emeritierter Abt von Einsiedeln
- Tschudi, Rosa (1924–2015), Schweizer Köchin
- Tschudi, Rudolf (1884–1960), Schweizer Philologe und Orientalist
- Tschudi, Valentin (1499–1555), Pfarrer, Reformator und Chronist in Glarus
- Tschudi, Walter (1933–2004), Schweizer Leichtathlet
- Tschudi-Steiner, Irma (1912–2003), Schweizer Pharmazeutin und Medizinerin
- Tschudin Sutter, Sarah (* 1976), Schweizer Infektiologin
- Tschudin, Paul (1904–1986), Schweizer Autor
- Tschudin, Peter F. (* 1932), Schweizer Historiker und Fachschriftsteller
- Tschudin, Walter F. (1898–1987), Schweizer Papierhistoriker und Museumsgründer
- Tschudina, Alexandra Georgijewna (1923–1990), sowjetische Leichtathletin
- Tschudinow, Dmitri Alexandrowitsch (* 1986), russischer Boxer
- Tschudinow, Fjodor Alexandrowitsch (* 1987), russischer Boxer
- Tschudinow, Igor (* 1961), kirgisischer Politiker
- Tschudinow, Maxim Walerjewitsch (* 1990), russischer Eishockeyspieler
- Tschudinow, Sergei Sergejewitsch (* 1983), russischer Skeletonpilot
- Tschudinowskich, Emma Iljinitschna (1936–1970), sowjetische Mediävistin und Hochschullehrerin
- Tschudnenko, Nikolai Grigorjewitsch (1891–1958), Vorsitzender des Exekutivkomitees von Mariupol
- Tschudnowski, Grigori Issaakowitsch (1890–1918), Kommunist, russischer Revolutionär
- Tschudow, Maxim Alexandrowitsch (* 1982), russischer Biathlet
- Tschudow, Michail Semjonowitsch (1893–1937), sowjetischer Staatsmann und Funktionär der KPdSU
- Tschudy, Henry (1882–1961), Schweizer Verleger
- Tschudy, Johannes (1672–1736), Schweizer Ebenist
- Tschudy, Theophil (1847–1911), Schweizer Architekt
- Tschugai, Andrei (* 2000), kasachischer Radrennfahrer
- Tschugainow, Igor Walerejewitsch (* 1970), russischer Fußballspieler
- Tschugajew, Lew Alexandrowitsch (1873–1922), russischer Chemiker
- Tschugg, Guido (* 1976), deutscher Mountainbiker
- Tschuggmall, Christian Josef (1785–1845), österreichischer Mechaniker, Erfinder und Schausteller
- Tschuggnall, Christian (* 1988), österreichischer Jazz-Schlagzeuger und Komponist
- Tschuggnall, Michael (* 1982), österreichischer Pop-Sänger und Wissenschaftler
- Tschugguel, Alexander (* 1993), österreichischer römisch-katholischer Aktivist und Politiker
- Tschugmell, Fridolin (1896–1981), Liechtensteiner Priester, Heimatforscher und Genealoge
- Tschuhaschwili, Iossif (* 1986), belarussischer Ringer
- Tschui, Silvia (* 1974), Schweizer Illustratorin, Schriftstellerin und Kabarettistin
- Tschuiko, Pawel Dmitrijewitsch (* 1979), russischer Skeletonsportler
- Tschuiko, Wiktor Michailowitsch (* 1931), sowjetisch-russischer Luftfahrtingenieur
- Tschuikow, Ilja Igorewitsch (* 1998), russischer Eishockeyspieler
- Tschuikow, Iwan Semjonowitsch (1935–2020), sowjetischer bzw. russischer Maler
- Tschuikow, Wassili Iwanowitsch (1900–1982), sowjetischer Militärführer und PolitikerWassili Iwanowitsch Tschuikow (1900–1982)

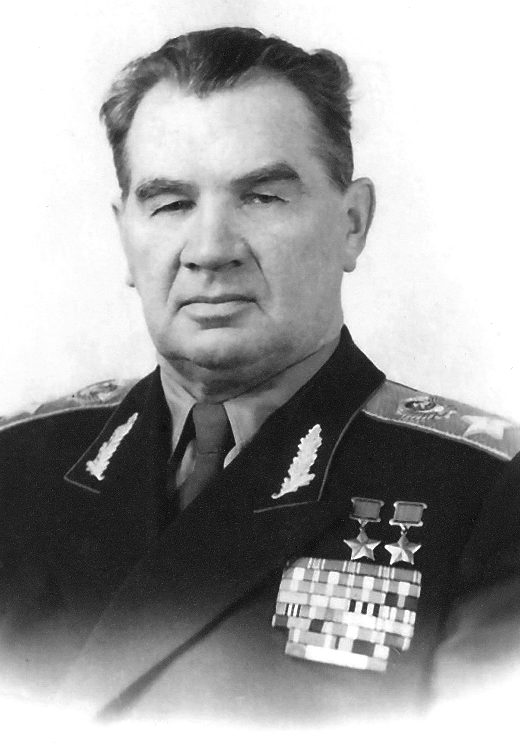
Wassili Iwanowitsch Tschuikow (1900–1982)

- Tschuitschenko, Konstantin Anatoljewitsch (* 1965), russischer Politiker
- Tschukanow, Anatolij (1954–2021), ukrainischer Radrennfahrer und Olympiasieger im Radsport
- Tschukanow, Andrea (* 1995), russischer Fußballspieler
- Tschukarin, Wiktor Iwanowitsch (1921–1984), sowjetischer Kunstturner
- Tschukolow, Dessislaw (1974–2022), bulgarischer Politiker und MdEP
- Tschukowskaja, Lidija Kornejewna (1907–1996), russische Kritikerin, Schriftstellerin und Dichterin
- Tschukowski, Kornei Iwanowitsch (1882–1969), russischer Dichter, Literaturkritiker und Kinderbuchautor
- Tschulik, Kristina (* 1984), deutsche Chemikerin
- Tschulkow, Georgi Iwanowitsch (1879–1939), russischer Schriftsteller, Literaturkritiker und Dichter des Symbolismus
- Tschulkowa, Anastassija Alexandrowna (* 1985), russische Radrennfahrerin
- Tschulok, Sinai (1875–1945), russisch-schweizerischer Biologe
- Tschuluuny, Chulan (* 1985), mongolische Schauspielerin
- Tschulzowa, Darja (* 1997), belarussische Journalistin
- Tschumak, Igor Wladimirowitsch (* 1964), russischer Handballspieler
- Tschumak, Robert Wladimirowitsch (1927–1984), sowjetischer Schauspieler und Synchronsprecher
- Tschumakowa, Olessja Alexandrowna (* 1981), russische Mittelstreckenläuferin
- Tschumalo, Marta, ukrainische Psychologin und Bürgerrechtlerin
- Tschumatschenko, Julija (* 1994), ukrainische Hochspringerin
- Tschumatschenko, Pawel Leonidowitsch (* 1971), russischer Kugelstoßer
- Tschumi, Alain-G. (* 1928), Schweizer Architekt und Hochschullehrer
- Tschumi, Bernard (* 1944), Schweizer ArchitektBernard Tschumi (* 1944)

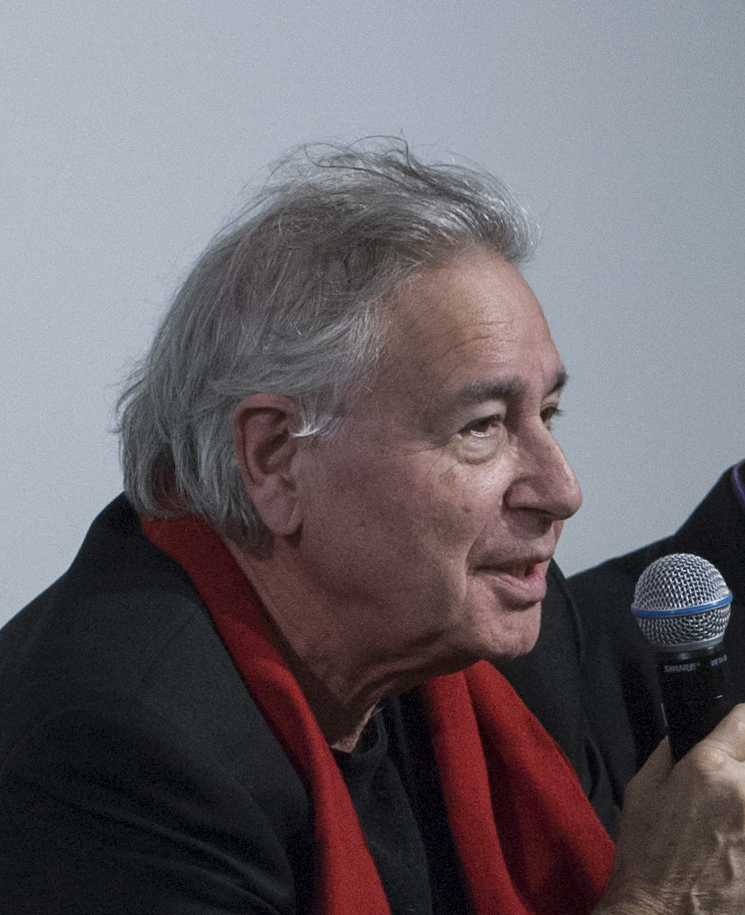
Bernard Tschumi (* 1944)

- Tschumi, Hans (1908–2001), Schweizer Tierarzt und Politiker
- Tschumi, Jean (1904–1962), Schweizer Architekt
- Tschumi, Maja (* 1983), Schweizer Filmregisseurin und Drehbuchautorin
- Tschumi, Otto (1878–1960), Schweizer Prähistoriker
- Tschumi, Otto (1904–1985), Schweizer Künstler
- Tschumi, Raymond (1924–2015), Schweizer Schriftsteller, Dichter und Dozent
- Tschumi, Regula (* 1957), Schweizer Ethnologin und Kunsthistorikerin
- Tschümperlin, Andy (* 1962), Schweizer Politiker
- Tschümperlin, Beat (1954–2004), Schweizer Politiker (CVP)
- Tschümperlin, Paul (1956–2022), Schweizer Jurist, Rechtsanwalt und Richter
- Tschumpert, Martin (1830–1911), Schweizer reformierter Pfarrer und Lexikograph
- Tschumy, Adrien (* 1930), Schweizer Ingenieur und Offizier (Korpskommandant)
- Tschunakowa, Olga Michailowna (* 1948), sowjetische bzw. russische Iranistin und Hochschullehrerin
- Tschundew, Trajko (1896–1949), bulgarisch-makedonischer Widerstandskämpfer
- Tschunkur, Eduard (1874–1946), deutscher Chemiker
- Tschunychowska, Iryna (* 1967), sowjetische Seglerin
- Tschuor, Michaela (* 1977), Schweizer Politikerin (Die Mitte)
- Tschupachin, Oleg Nikolajewitsch (* 1934), russischer Chemiker
- Tschupan, Amir († 1327), tschupanidischer Fürst der Ilchane und der Namensgeber der Tschupanidendynastie
- Tschupin, Alexei Gennadjewitsch (* 1972), russischer Eishockeyspieler
- Tschupin, Narkis Konstantinowitsch (1824–1882), russischer Historiker, Geologe und Hochschullehrer
- Tschupkow, Anton Michailowitsch (* 1997), russischer Schwimmer
- Tschupp, Räto (1929–2002), Schweizer Dirigent
- Tschuppik, Karl (1876–1937), österreichischer Journalist, Publizist und Herausgeber
- Tschuppik, Walter (1889–1955), deutsch-böhmischer Journalist
- Tschuprenski, Emil (1960–2025), bulgarischer Boxer
- Tschuprijanow, Pawel Gennadjewitsch (* 1984), russischer Sommerbiathlet der Stilrichtung Crosslauf
- Tschuprou, Dsmitryj (* 1985), belarussischer Poolbillard- und Snookerspieler
- Tschuprow, Alexander Alexandrowitsch (1874–1926), russischer Mathematiker und Statistiker
- Tschuprow, Alexander Iwanowitsch (1842–1908), russischer Ökonom und Statistiker
- Tschupryna, Mykola (* 1962), ukrainischer Ruderer
- Tschuprys, Jaraslau (* 1981), belarussischer Eishockeyspieler
- Tschurakowa, Jelena Anatoljewna (* 1986), russische Leichtathletin
- Tschurbanow, Juri Michailowitsch (1936–2013), sowjetischer General und Politiker
- Tschurer, Martin (* 1970), deutscher American-Football-Spieler und American-Football-Trainer
- Tschurganowa, Walerija Grigorjewna (1931–1998), sowjetische bzw. russische Linguistin und Hochschullehrerin
- Tschurikowa, Inna Michailowna (1943–2023), russische SchauspielerinInna Michailowna Tschurikowa (1943–2023)

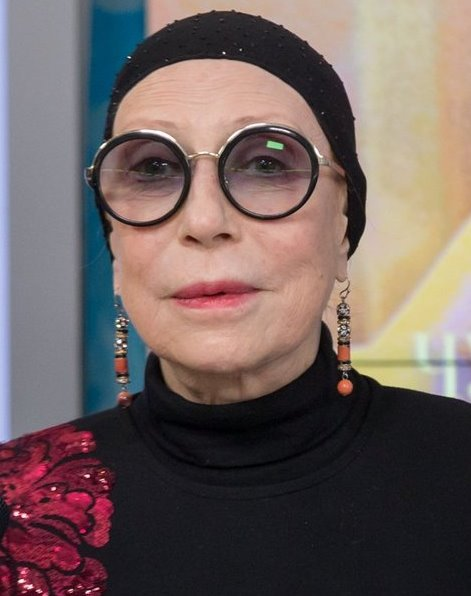
Inna Michailowna Tschurikowa (1943–2023)

- Tschurilow, Andrei Andrejewitsch (* 1982), russischer Biathlet
- Tschurilow, Gennadi Stanislawowitsch (1987–2011), russischer Eishockeyspieler
- Tschurin, Alexei Wiktorowitsch (* 1980), russischer Biathlet
- Tschurjumow, Klym (1937–2016), sowjetischer und ukrainischer Astronom und Kinderbuchautor
- Tschurkin, Witali Iwanowitsch (1952–2017), russischer Diplomat
- Tschurljajew, Michail Sergejewitsch (* 1989), russischer Eishockeyspieler
- Tschurow, Wladimir Jewgenjewitsch (1953–2023), russischer Politiker
- Tschursin, Juri Anatoljewitsch (* 1980), russischer Schauspieler
- Tschursina, Anastassija Alexandrowna (* 1995), russische Radrennfahrerin
- Tschursina, Sofja (* 2001), kasachische Tennisspielerin
- Tschurtschenthaler, Agnes (* 1982), italienische Leichtathletin (Südtirol)
- Tschurtschenthaler, Anton von (1888–1967), österreichischer Offizier
- Tschurtschenthaler, Christian (* 1958), italienischer Politiker (SVP) (Südtirol)
- Tschurtschenthaler, Georg (* 1974), Filmproduzent und Drehbuchautor
- Tschurtschenthaler, Ignaz (1890–1954), österreichischer Rechtsanwalt, Politiker (CS, VF, ÖVP), Landtagsabgeordneter, Abgeordneter zum Nationalrat, Mitglied des Staatsrates und Mitglied des Bundesrates
- Tschurtschenthaler, Paul (1874–1941), Tiroler Jurist, Schriftsteller und Volkskundler
- Tschurtschenthaler, Vera (* 1997), italienische SkirennläuferinVera Tschurtschenthaler (* 1997)

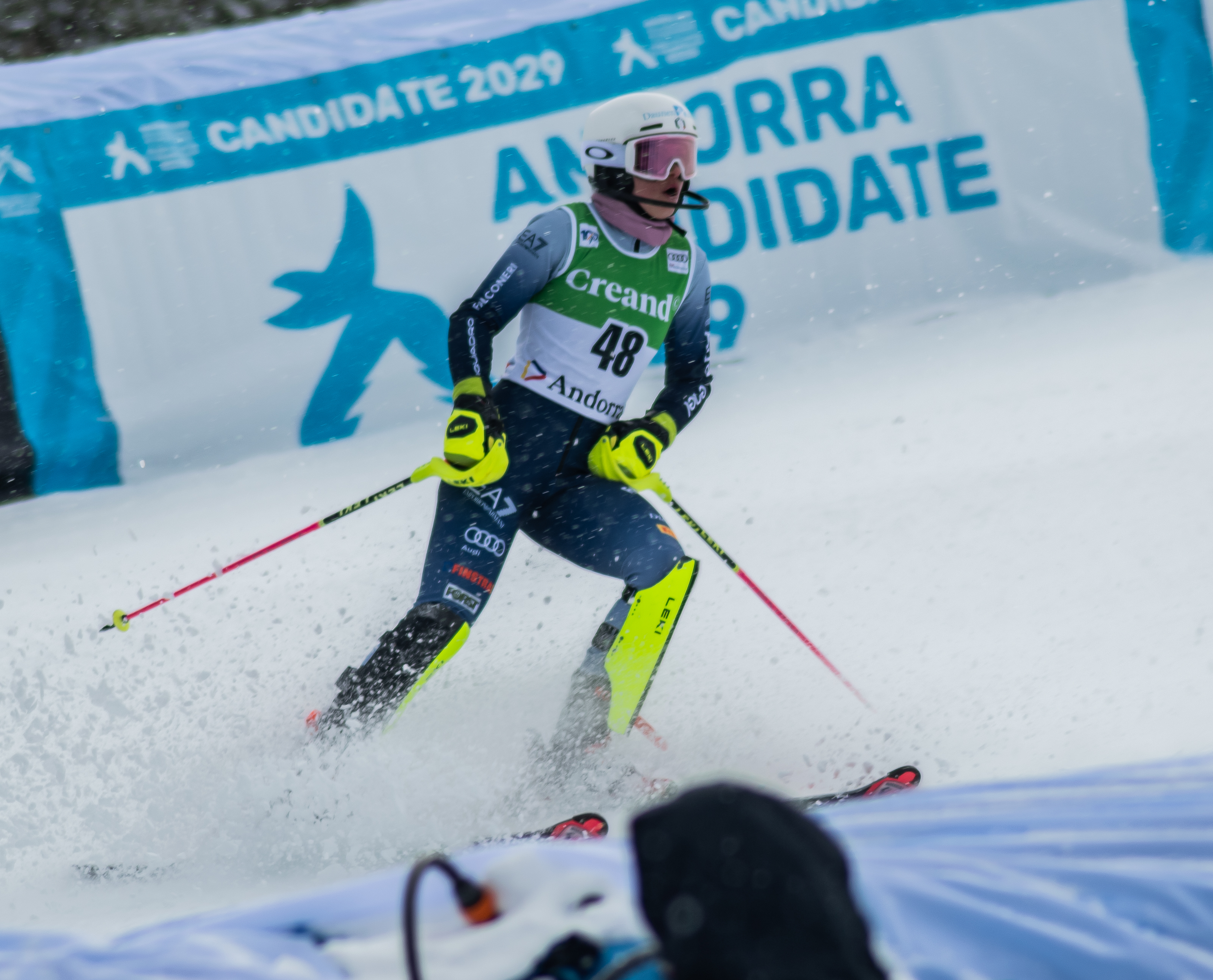
Vera Tschurtschenthaler (* 1997)

- Tschürtz, Johann (* 1959), österreichischer Polizist und Politiker (FPÖ)
- Tschuryla, Andrej (* 1993), belarussischer Leichtathlet
- Tschuschda, Oleh (* 1963), ukrainischer Radrennfahrer
- Tschuschda, Oleh (* 1985), ukrainischer Radrennfahrer
- Tschuschke, Friedrich (1845–1894), deutscher Verwaltungsjurist
- Tschuschke, Volker (* 1947), deutscher Psychoanalytiker, Psychologe, Soziologe und emeritierter Hochschullehrer
- Tschuschykow, Mykola (1938–2022), sowjetischer Kanute
- Tschusi zu Schmidhoffen, Victor von (1847–1924), österreichischer Ornithologe
- Tschutlaschwili, Dawit (* 1983), georgischer Schriftsteller und Politiker
- Tschutschelow, Alexander (1933–2017), sowjetischer Segelsportler
- Tschütscher, Klaus (* 1967), liechtensteinischer Politiker und ehemaliger Regierungschef
- Tschutschuganow, Jordan (* 1996), bulgarischer Skilangläufer
- Tschuwachin, Dmitri Stepanowitsch (1903–1997), sowjetischer Botschafter
- Tschuwalow, Michail (* 1998), russisch-kirgisischer Eishockeyspieler

#### Tschw
- Tschwiljowa, Tatjana Nikiforowna (1925–2000), russisch-sowjetischer Mineraloge, Petrologe und Petrograph
- Tschwykow, Dmitri (* 1974), kirgisischer Skispringer

#### Tschy
- Tschyhajew, Heorhij (* 1983), ukrainischer Boxer
- Tschyhir, Michail (* 1948), belarussischer Politiker
- Tschyhrynskyj, Dmytro (* 1986), ukrainischer Fußballspieler
- Tschykalenko, Jewhen (1861–1929), ukrainischer Mäzen, Agronom, Landbesitzer, Verleger und Publizist
- Tschyngyschew, Tursunbek (* 1942), kirgisischer Politiker und Premierminister
- Tschyrkow, Oleksandr (* 1996), ukrainischer Badmintonspieler
- Tschytschkan, Anton (* 1995), belarussischer Fußballspieler
- Tschytschkan, Dawyd (1986–2025), ukrainischer Künstler
- Tschytschkan, Illja (* 1967), ukrainischer Künstler
- Tschytschkan, Leonid (1911–1977), ukrainischer Künstler